# Mercury-program

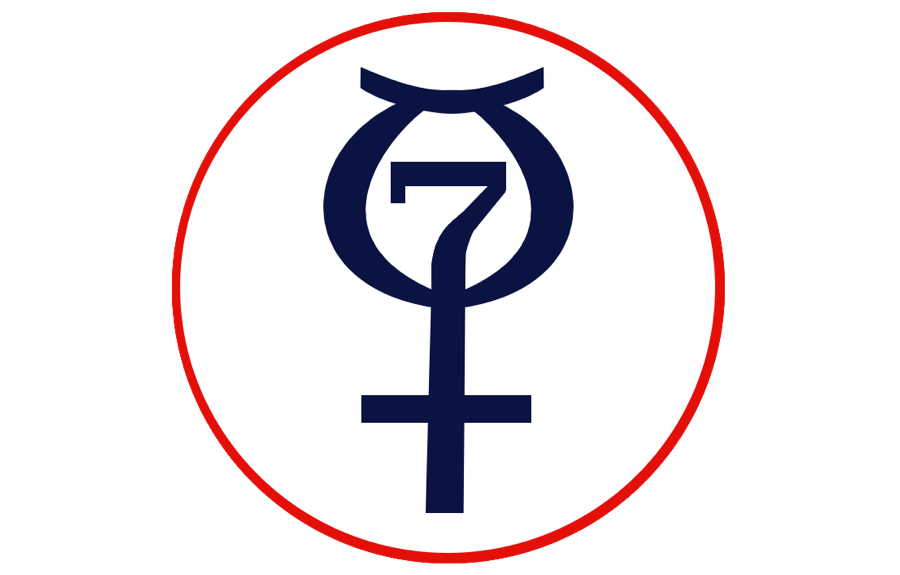
A Mercury-program logója

A Mercury-program az Amerikai Egyesült Államok első, emberek részvételével végrehajtott űrprogramja volt. A programot 1959 és 1963 között hajtotta végre a NASA, melynek keretében húsz automata üzemmódban, emberek nélküli, vagy állatokkal végzett tesztrepülésre és hat, űrhajósokat a világűrbe juttató repülésre került sor. A program fő célja az volt, hogy az USA a világon először embert juttasson a világűrbe és ezzel az űrversenyben megelőzze a Szovjetuniót. A célok később átalakultak, amikor a szovjetek elhódították az elsőséget a Vosztok-programmal, és John F. Kennedy elnök bejelentette az Apollo-programot, ettől kezdve a Mercury-program a minél szélesebb körű űrbéli tapasztalatszerzést szolgálta.
A program 1958 októberében kezdődött, az első informális bejelentés a munkálatok megkezdésére (még csak a NASA berkein belül) 1958. október 7-én történt T. Keith Glennan, az újonnan alakult űrhivatal igazgatója részéről, majd a hivatalos, az amerikai nyilvánosság előtti bejelentésre 1958. december 17-én került sor.
A program belső kihirdetése után azonnal elkezdődött az eszközökkel, az infrastruktúrával és a leendő űrhajósokkal kapcsolatos követelményrendszer összeállítása, majd a program beszállítóinak kiválasztása is megtörtént (az amerikai modellben az eszközök tervezését és gyártását magánvállalatok végezték szerződéses alapon). Kijelölték a tesztrepülések menetrendjét is. Eszerint a programban két fő repüléstípust kívántak megvalósítani: szuborbitális és orbitális repüléseket. A két űrrepüléstípushoz kiválasztották a hardvereket is. Mindkét repülési profilhoz az újonnan fejlesztett McDonnell Repülőgépgyár által előállított Mercury típusú űrhajót állították rendszerbe, a szuborbitális repülésekhez a Redstone rakétát, az orbitális űrutazásokhoz az Atlas rakétát választották.
A program fő célját nem sikerült teljesíteni, mivel a világ első űrhajósa Jurij Gagarin lett, a Vosztok–1 fedélzetén 1961. április 12-én – így nem a NASA juttatta az első embert az űrbe –, ezért a május 5-én a Mercury–Redstone–3-mal felbocsátott Alan Shepard nem az első ember, csupán az első amerikai lett, aki az űrben járt. Később John Glenn repülésével, a Mercury–Atlas–6-tal sikerült az első orbitális repülést (a közvélemény szemében az első „igazi űrrepülésnek” számító küldetést) teljesíteni 1962. február 20-án. A programban még további három repülésre került sor, amelyek sora Gordon Cooper Mercury–Atlas–9 1963. május 15-i repülésével zárult.
A Mercury-program már az első emberes repülést követően átalakult a holdra szállást előkészítő, űrtapasztalatokat gyűjtő programmá, amely, miután teljesítette a rá rótt feladatokat, a Gemini-programban folytatódott.

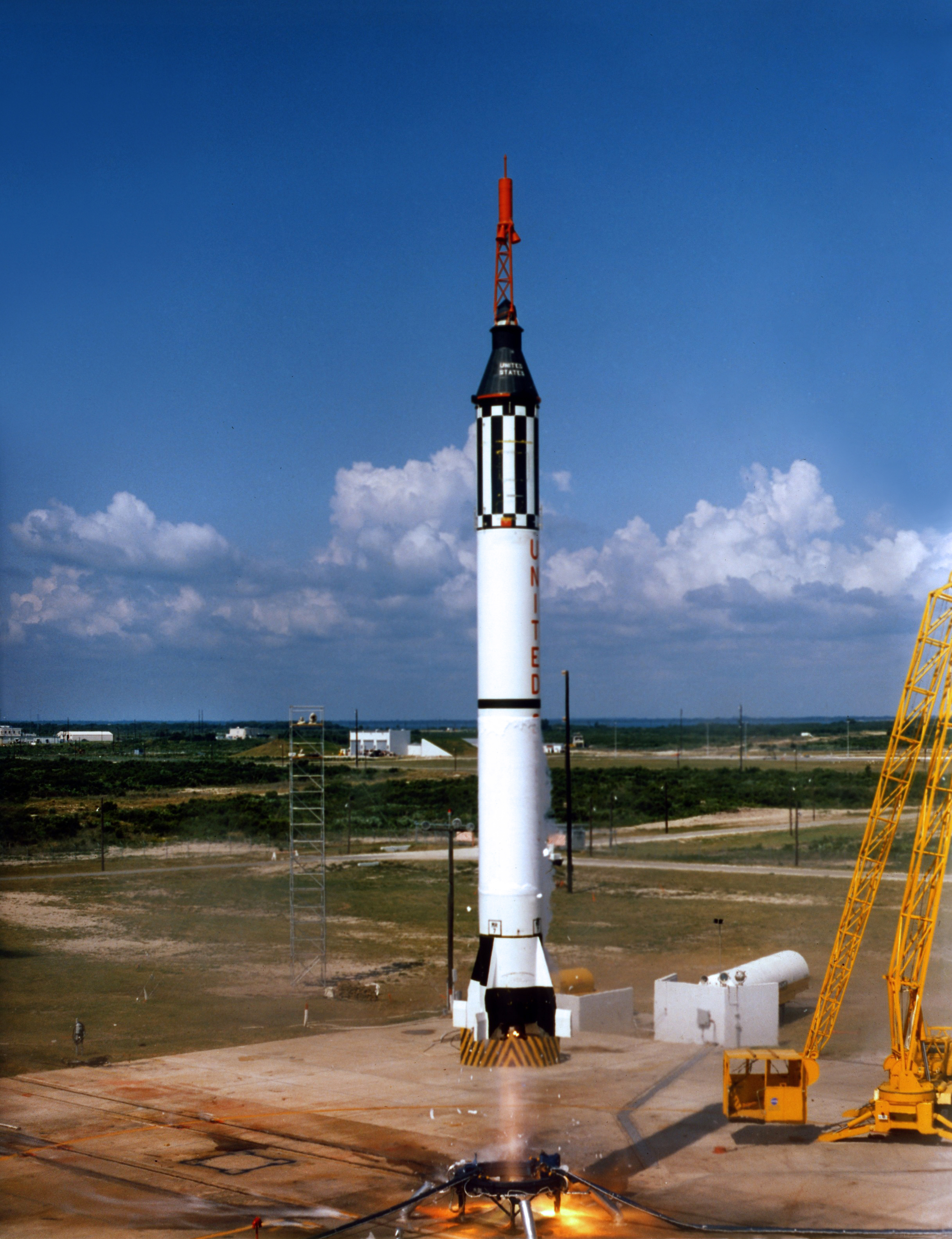
Az első – embert szállító – Mercury űrhajó startja a Redstone rakétával 1961-ben

## Előzmények

### Űrverseny és hidegháború
A második világháborút követően a korábbi szövetséges nagyhatalmak és a köréjük tömörülő országok két politikai tömbben egyesültek, és kialakult egy politikai, katonai szembenállás, az úgynevezett hidegháború. Ezt a szembenállást azonban – részben a háború pusztításának emléke, részben az atomfegyverek fenyegetése miatt – nem lehetett közvetlen katonai úton rendezni, ezért a háttérben folyó fegyverkezés és az azon alapuló elrettentés, illetve kisebb horderejű helyi háborúkba való beavatkozás mellett mindkét oldal minden lehetőséget megragadott, hogy az országa, vagy a politikai tömb élen járását, felsőbbrendűségét hangsúlyozza. Ilyen területek voltak a sport- és tudományos teljesítmények is. Amikor a technikai tudományok eljutottak arra a fejlettségi szintre, amikor a világűr elérése már nem csak fikció (esetleg tudományos fantasztikum) volt, az Egyesült Államok és a Szovjetunió bejelentették, hogy elsőként próbálják meg a világűr elérését. Ezzel a lépéssel az űrkutatás már születése előtt a hidegháború részévé, annak eszközévé vált.
Dwight D. Eisenhower amerikai elnök 1955. július 29-én szóvivőjén keresztül bejelentette, hogy országa a nemzetközi geofizikai év keretében műholdat bocsát fel. A Szovjetunióban erre válaszul 1955. augusztus 8-án az SZKP Központi Bizottságának elnöksége titkos határozatot hozott, hogy ők is műholdfejlesztésbe kezdenek. Ezzel kezdetét vette az űrverseny.

### „Szputnyik-krízis”

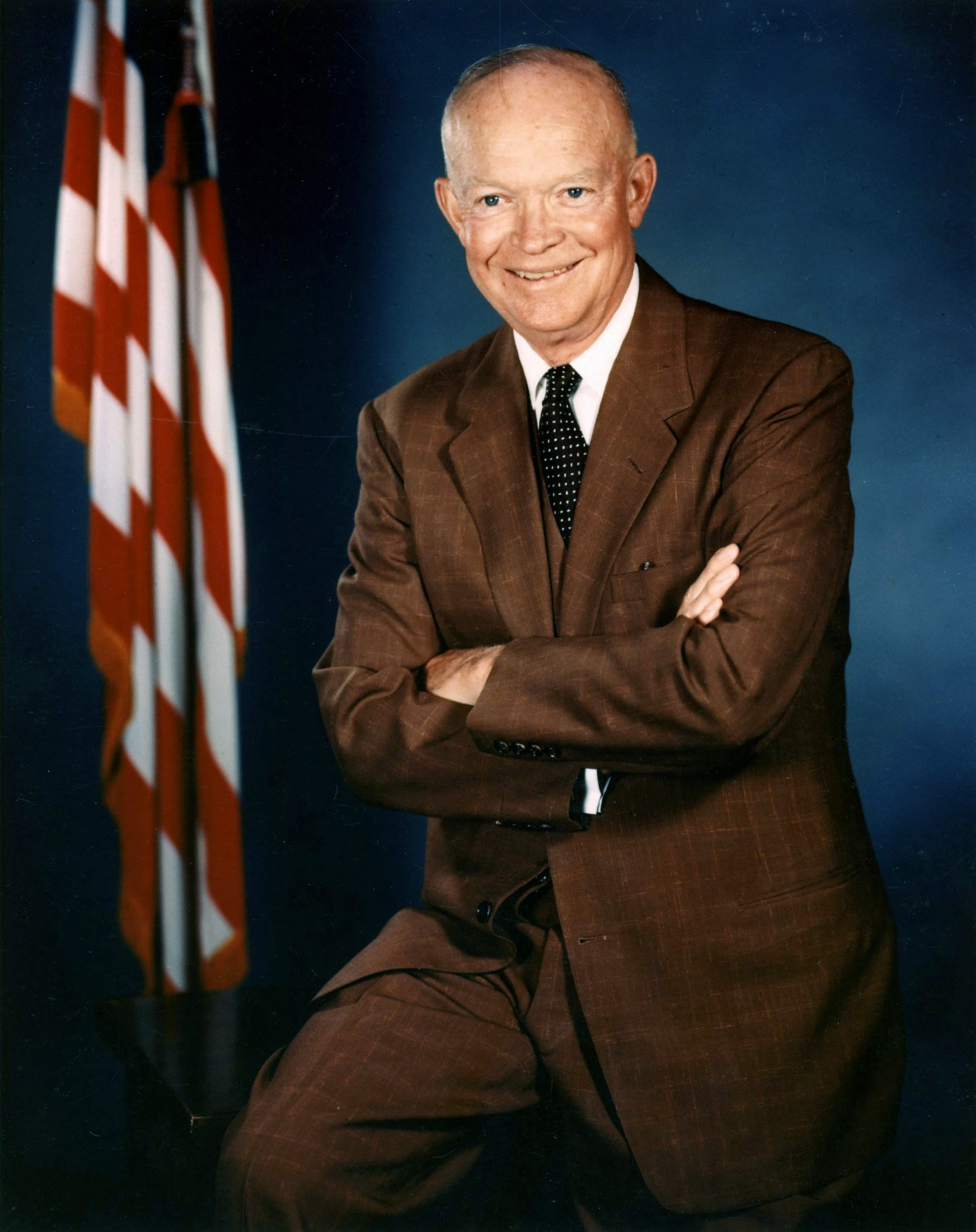
Dwight D. Eisenhower elnök, a Mercury-program elindítója

A nemzetközi geofizikai év 1957. július 1. és 1958. december 31. között zajlott le, és az Egyesült Államok a Vanguard-programmal készült teljesíteni az elnöki bejelentésben foglaltakat, felbocsátani a világ első műholdját. A Szovjetunió azonban váratlanul, minden előzetes hivatalos bejelentés nélkül 1957. október 4-én felbocsátotta a Szputnyik–1-et, a világ első űreszközét, megelőzve az amerikai kísérleteket. Az USA-ban ezt szinte háborús hadüzenetként értelmezték (a szovjetek érdemi üzenete a műhold Föld körüli pályára állításával az volt: ha körbe tudunk juttatni a Földön egy tárgyat, akkor a Föld bármely pontját elérhetjük, bármely pontját képesek vagyunk bombázni).
Az amerikai közvélemény a Pearl Harbor elleni japán támadáshoz hasonlatos vereségként élte meg a szovjet műhold repülését, és a sajtó azonnali visszavágást követelt a kormányzattól. Tetézte az amerikai kormány gondjait, hogy a világ első műholdjának szánt Vanguard szonda startja egy nyilvános tévéadás alatt látványos kudarccal végződött (a startasztalon felrobbant a rakéta). Eisenhower elnök (aki korábban nem tanúsított érdeklődést az űrkutatás iránt, sem mint tudományos teljesítmény, sem mint politikai propagandaeszköz), a kudarc nyomán a nemzeti prioritások közé emelte a világűr elérését.

### A NASA megalakulása

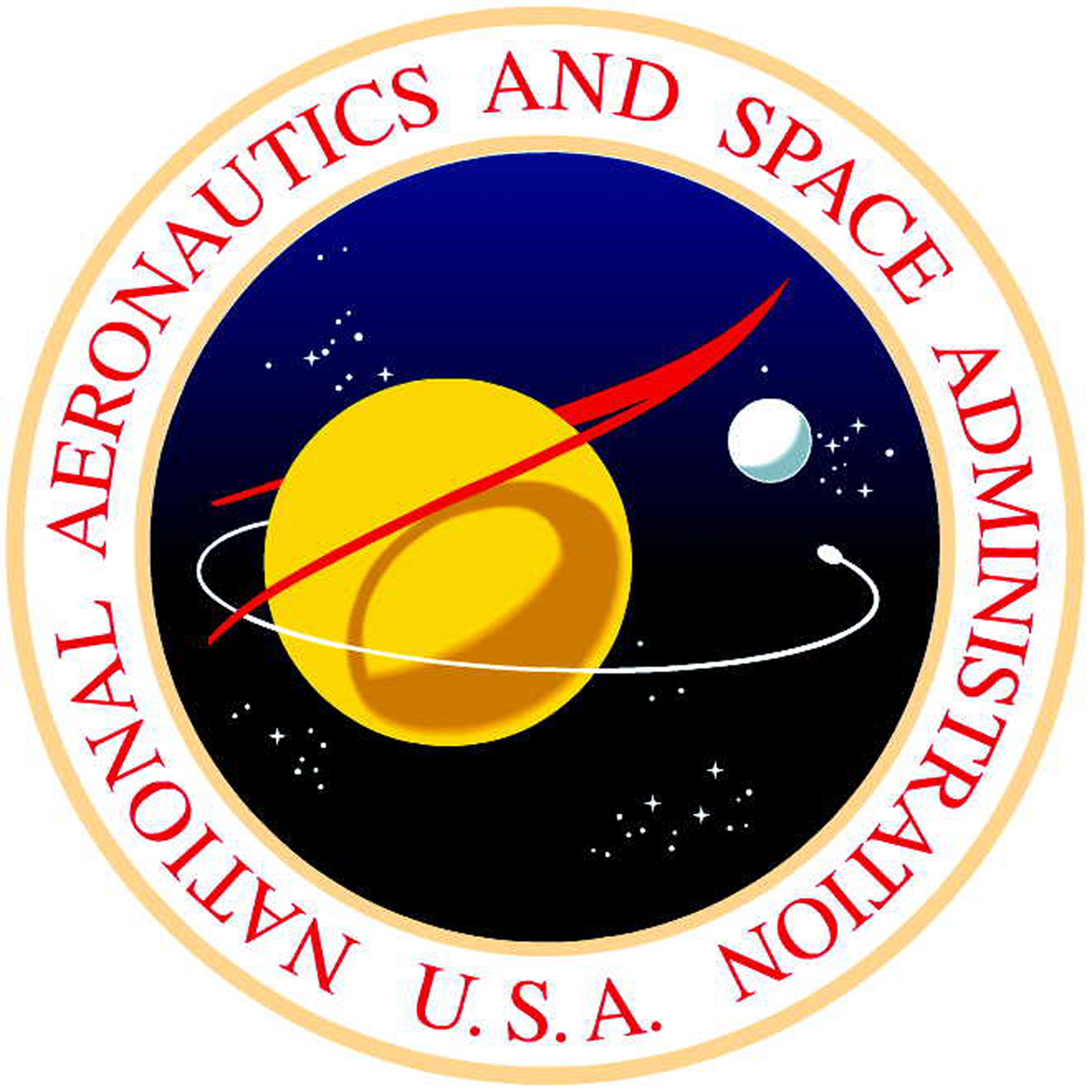
Az újonnan alakult űrügynökség logója

Dwight Eisenhower elnök 1958. október 1-jén rendelettel létrehozta a Nemzeti Repülési és Űrhajózási Hivatalt azzal a céllal, hogy a korábban széttagoltan, egymással esetenként párhuzamosan folyó űrfejlesztéseket koncentrálja, és az USA minél hamarabb választ tudjon adni a szovjet eredményekre. A NASA elé kitűzött cél a megalapítása pillanatától a Szovjetunió megelőzése volt, annak űreszközeitől korszerűbb eszközök elsőkénti felbocsátásával, valamint szintén megelőzve a riválist, egy ember űrbe juttatásával.
Korábban az USA-ban működött egy aeronautikai fejlesztésekkel – köztük nagy sebességű repüléssel és rakétatechnikával, sőt 1957 novemberétől űrrepülések kutatásával – foglalkozó kormányügynökség, a NACA, amely a NASA gerincét adta annak alapításakor, de az új szervezetbe vonták be a hadseregnél, a haditengerészetnél, vagy éppen az egyetemi műhelyekben folyó kísérletek addig elért kutatási eredményeit, személyi és eszközállományát, valamint azok költségvetési forrásait is. A NACA űrrepülési szekciója a Special Committee of Space Technology nevű – munkanevén az elnökéről, Stever Committee-nek is hívott – bizottság volt, olyan nevekkel soraiban, mint Wernher von Braun, a későbbi holdrakéta konstruktőre, vagy Robert Gilruth, a későbbi NASA emberes űrrepülési szekciójának igazgatója, vagy Abe Silverstein, a hidrogén-oxigén hajtás megalkotója. Ezt a szakembercsoportot tekintjük az új ügynökség űrszekciója magjának.
Azért volt szükség új szervezetre, mivel a világűr eléréséhez szükséges technika szigorúan titkos katonai technika volt, ezt nyíltan nem lehetett a közvélemény elé tárni, ezért szükség volt egy civil állami szervezetre, amely be tudta mutatni a katonai képességet anélkül, hogy annak katonai jellegére fény vetült volna. Az űrügynökség megalakulása az előzményeket jelentő NACA és egyéb katonai programok miatt mégis tekinthető inkább egy folyamatnak, mintsem egy új kezdetnek, hisz a National Aeronautical and Space Act (Nemzeti Repülési és Űrhajózási törvény) 1958. júliusi hatálybalépése és az 1958. október 1-jei hivatalos működés-indítás között már lejátszódott a fő feladatkijelölés és emberi és anyagi erőforrások hozzárendelése.
A NASA megalakulásának idejére az Explorer–1-gyel (és kicsit később a Vanguard–1-gyel) sikerült választ adni a Szputnyik–1 és Szputnyik–2 támasztotta kihívásra, a következő logikus lépés egy ember űrbe juttatása volt. Ennek elvi alapjain a NACA-n és más katonai szervezeteken belül már folytak munkák, a szakemberek és munkaanyagok, pénzügyi erőforrások összevonásával, egy mederbe terelésével ezek a különálló munkaanyagok rendkívül hamar kovácsolódtak egyetlen elképzeléssé.
Az új űrügynökségbe összevont projektek egyik legjelentősebbike volt a légierő „Man in Space Soonest” projektje, amely egy ember űrbe juttatását célozta, de a NASA-ba történő beolvasztásáig a legtöbb területen (pl. a lehetséges űrhajó koncepciója, vagy a lehetséges repülési profilok vonatkozásában) csak a hipotézisekig jutottak el a légierő és a közreműködő NACA mérnökei. A legtovább az űrhajóssal szemben támasztott követelmények körvonalazásában jutottak el a szakemberek, olyannyira, hogy ki is választottak nyolc jelöltet az eljövendő repülésekre:

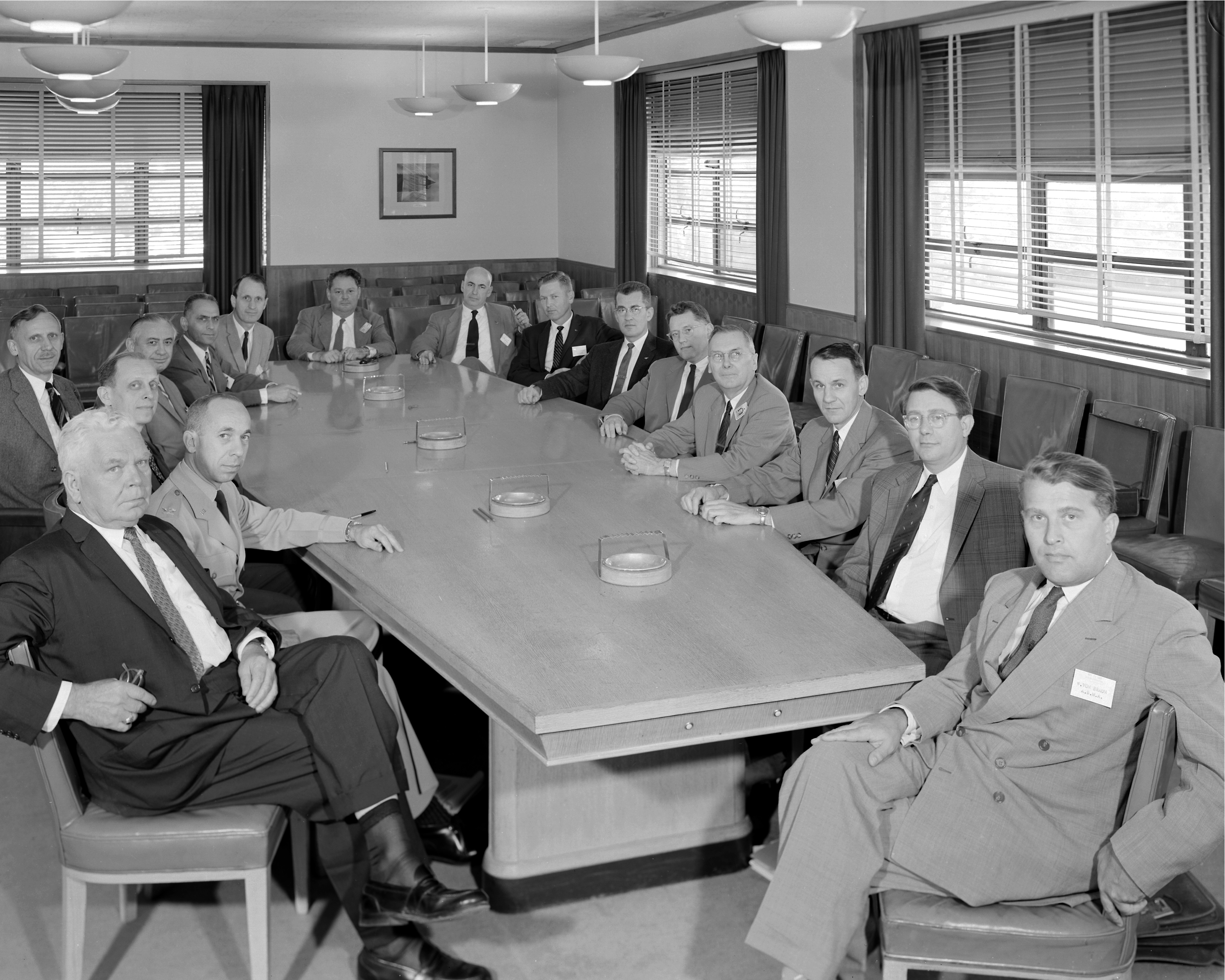
A Special Committee on Space Technology

- Neil Armstrong, a NACA civil berepülőpilótája,
- Joseph Walker, a NACA civil berepülőpilótája,
- John McKay, a NACA berepülőpilótája,
- Wiliam Bridgeman, a Douglas Aircraft Company repülőgépgyár berepülőpilótája,
- Scott Crossfield, a North American Aviation berepülőpilótája,
- Alvin White, a North American Aviation berepülőpilótája,
- Iven Kincheloe, az USAF berepülőpilótája,
- Robert Rushworth, az USAF berepülőpilótája,
- Robert White, az USAF berepülőpilótája.[14]

Később ezen jelöltek kiválasztását törölték, és új szempont- és kiválasztási rendszer szerint új űrhajósjelölteket toboroztak, ám a Man in Space Soonest iniciatívája jó alapot szolgáltatott a Mercury programban. (Érdekesség, hogy a kiválasztott nyolc jelöltből végül mindössze ketten jutottak el a világűrbe: Neil Armstrong a Gemini–8 és az Apollo–11 parancsnokaként, Joseph Walker pedig az X–15 program szuborbitális repülései során).
Bár úgy tűnhet, hogy a legtöbb űrrel kapcsolatos kezdeményezés (mint a Man-in-space-soonest, az ARPA ügynökség programjai, vagy az X-15) a NACA-n kívülről származott, ez köszönhető inkább annak, hogy a hadsereg és a kapcsolódó szervezetei magukban hordozták a költségvetési és projektszervezetet, ezért a programjaik dokumentáltak voltak, névvel rendelkeztek stb. Ezzel együtt a NACA berkein belül is komoly erőfeszítések voltak, a Langley űrközpontban folytak kutatások az extrém magasságot elérő, szárny nélküli eszközökkel (űrhajókkal) kapcsolatban, ám ezek legtöbbje alapkutatás volt, és nem egy konkrét űrrepülés végrehajtását célozta, sokkal inkább a technikai lehetőségek alapjainak letételét. Később tehát ezen a tudásbázison a Langley lett az emberes űrrepülés konkrét megvalósításának kiindulópontja.

## Tervezés

### Alapkoncepció
A Mercury–program indulása – ahogy magának a NASA-nak az elindítása – nem volt projekt jellegű, hanem egy meglévő folyamatot vittek tovább az új szervezetben, majd vált egyedi programmá, kapott nevet és szervezetet. A program magja 1958 augusztusából származik, amikor Hugh Dryden NACA igazgató és Robert Gilruth a Langley Repülési Kutatólabor (a későbbi Langley Űrközpont) helyettes vezetője tájékoztatta a Kongresszust egy emberrel a fedélzetén az űrbe juttatandó űrkapszula tervéről, melyhez 30 millió dollár támogatást is kértek. Szeptember folyamán ehhez a tervhez kapcsolódott egy másik védelmi kormányügynökség, az ARPA további fejlesztési kapacitással hozzájárulva a tervhez. Ebben az együttműködésben fektették le a program alapvetéseit:
- I. Célok

A lehető legkorábbi időpontban végrehajtani egy orbitális repülést egy embert a fedélzetén szállító műholddal, és egyben felmérni az ember képességeit ebben a környezetben
- II. Repülés

A fenti cél teljesítése az elérhető legmegbízhatóbb hordozóeszköz révén. Közel kör alakú röppályát felállítani olyan magasságban, amely elég magasan van a műhold repülési idejének 24 órás fenntartásához; ugyanakkor az orbitális keringések száma tetszőleges lehet. A Föld körüli pályáról való visszatérés egy fékezőrakétás szerkezet indításával történik. Egy ejtőernyőrendszer nyílik ki, amint az űrjármű a légkör fékező hatására lelassul, hogy aztán az űrhajó mentése a szárazföldön, vagy a vízen lehetővé váljon.
- III. Konfiguráció

Az űrjármű egy nagy aerodinamikai fékeződésre tervezett ballisztikus kapszula lesz. Lehetőleg statikailag stabilnak kell maradnia az űrjárműnek a légkörön át vezető út során előforduló Mach-számokkal jellemzett sebességeken. Strukturálisan a kapszulának ki kell bírnia a lassulás, a hőterhelés és a légerők bármiféle kombinációját, ami egy sikeres, vagy megszakított repülés fel- és leszállásakor kialakulhat.
Maga a projektindítás is inkább spontán, mintsem tervezett, projektszerű volt: Keith Glennan, a NASA újonnan kinevezett vezetője 1958. október 7-én egy meeting alkalmával néhány mérnök kollégája felvetésére engedélyezte az emberes repülés tervezését. A maroknyi mérnökcsoport a széttagoltan, a NASA elődszervezeteinél és elődprojektjeinél már meglevő iniciatívákat gyűjtötte össze. Majd a legtöbb tevékenység úgy indult el, hogy a vezetés a korábban informálisan beindult folyamatokat formálissá, hivatalossá tette és egyetlen mederbe terelte. Nem sokkal később, 1958. november 5-én megalakult immár a NASA-n belül a Space Task Group, amely immár szervezetszerűen (feladatát tekintve a részletes követelményrendszer megalkotásával) vitte tovább az elképzelést.

### Részlettervek
A tervezés első lépése a „hol repüljünk?” kérdésének megválaszolása, a világűr azon térrészének meghatározása volt, ahol az alapkövetelményekben megfogalmazott 24 óráig stabilan fenntartható Föld körüli pályán történő repülés megvalósítható volt. Az alsó elméleti határ (100 kilométer magasság) már az első műholdak indítása előtt kiderült Kármán Tódor számításaiból, azonban ez nem felelt meg egy 24 órás repülés követelményeinek, a légkör fékező hatása itt még túl nagy volt, ám az 1958 végére feljuttatott féltucatnyi műhold adatainak kiértékeléséből konkrét kísérleti adatokkal is rendelkezett a NASA a pálya meghatározásához. A Space Task Group arra a következtetésre jutott, hogy egy átlagosan 160 kilométer (100 mérföld) magasságú pálya már megfelelő lenne (amelynek földközel- és földtávolpontja is ±40 kilométeren (25 mérföldön) belül lenne. A számításokban ekkor egy 1 tonna tömegű űrkabinnal kalkuláltak, és tették ezt azért mert az alapvetésekben körvonalazott „a cél teljesítésére elérhető legmegbízhatóbb hordozóeszköz”, az Atlas interkontinentális ballisztikus rakéta nagyjából ezeket a repülési paramétereket volt még éppen képes elérni.
Az alapkövetelményekben megfogalmazott, hordozóeszközre és űrhajóra vonatkozó kitételek („az elérhető legmegbízhatóbb hordozóeszköz”, valamint a „nagy aerodinamikai fékeződésre tervezett ballisztikus kapszula”) vonatkozásában Max Faget kész, ún. „bare Atlas (lecsupaszított Atlas)” koncepcióját fogadták el. Faget már 1946-tól foglalkozott a NACA-n belül rakétahajtással kapcsolatos kérdésekkel, és bekapcsolódott az X–15 rakétarepülőgép fejlesztésébe. Az X–15 kísérletek később az X–20 Dyna-Soar (egy kezdeti űrrepülőgép koncepció) projektben folytatódtak, Faget részvételével. A tervező 1957 novemberében ismertette elképzelését egy lehetséges emberes űrrepülésre, amelyben létező katonai ballisztikus rakétákat képzelt el, mint a meghajtást biztosító eszköz, a Föld körüli pályáról való visszatéréshez szilárd hajtóanyagú fékezőrakétákat ajánlott, és az űrhajót szárnyak nélküli, a ballisztikus repüléshez megfelelő alakú kapszulaként vázolta fel. Egy 1958 januárjában tartott közös NACA – Air Force mérnöki megbeszélésen már Faget elképzelését vitték tovább. Ezen a megbeszélésen nyilvánvaló tényként kezelték, hogy a világűr eléréséhez rakétahajtás szükséges, és lévén az X–20 katonai program, adódott a friss fejlesztésnek számító ICBM-ek választása. A lehetséges rakéták közül az Atlas ICBM volt a legnagyobb teljesítőképességű, ám mivel még ezt is gyengének találták a mérnökök, egy kiegészítő felső fokozattal szerelt és természetesen a robbanófejtől és annak hordozóadapterétől megfosztott, „lecsupaszított” rakétát fogadtak el konszenzusként a feladatra alkalmasnak. (Mintegy mellékvágányként a McDonnell repülőgépgyárban 1957 végén elinduló McDonnell Project 7969-ben – egy, a gyár saját kockázatára elindított űrhajófejlesztési projektben – Faget tanácsadói közreműködésével egy lehetséges, a koncepcióba passzoló űrkabin fejlesztései is elkezdődtek.)
A Space Task Group kapva kapott a kidolgozottságában már előrehaladott (több szakmai vitán is megvalósításra javasolt) elképzelésen és 1958 novemberének elején a Faget-féle „lecsupaszított Atlas” tervet hivatalosan is elfogadottnak tekintették. 1958. november 7-re egy beszerzési tájékoztatót hívtak össze a reménybeli gyártók számára.
Az alapkövetelményekben ugyan nem szerepelt, de a Space Task Group feladata volt az űrhajó utasával szemben támasztott követelményrendszer megfogalmazása is. Ehhez először – néhány repülőorvos bevonásával – a munkacsoport egy konferenciát tervezett összehívni ipari és katonai vezetők számára, amelynek célja egy 150 fős űrhajósjelölti csoport meghatározása volt (a vezetők személyi javaslatai alapján). A szelekció módszerét és szempontrendszerét is ekkor dolgozták ki a javaslattevők számára. Eszerint először egy 150 fős nagyobb csoportra kértek volna javaslatot, amit repülőorvosi szempontok figyelembevételével először 36 fősre szűkítettek volna, majd egy kilenc hónapos tréningre ebből a 36-ból 12 jelölt került volna kiválasztásra, akiből a hat legjobb válhatott volna űrhajósjelöltté. A kiválasztottak közé pedig 25–40 év közötti, pilótagyakorlatot szerzett, 180 centiméter alatti férfiakat vártak, akik kitűnő fizikai kondícióban voltak, felsőfokú képzettséggel rendelkeztek valamilyen természettudományos tárgyból. További feltétel volt, hogy a jelölt hajlandó legyen a kockázatvállalásra, ami a kísérleti repülésekkel jár, elviselje a nehéz fizikai körülményeket és képes legyen gyorsan és helyesen dönteni nagy stressz alatt, vagy vészhelyzetben. Az ezt specifikáló kiírás tervezete 1958. december 22-én készült el, ám nem kapott zöld utat, és a karácsonyi ünnepek után, 1958. december 28-án Eisenhower elnök úgy döntött, hogy a jelöltekre vonatkozó merítéshez elegendő a katonai pilóták köre, és nemzetbiztonsági okokból kizárólag közülük kerüljenek ki a kiválasztottak. 1959. januárjának első hetében aztán a szempontrendszert a Space Task Group átadta a Pentagonnak, és megkezdődött a jelöltek kiválasztása.

## Hivatalos bejelentés

### Névadás
A Space Task Group megannyi feladata közül az egyik volt a program névadása. Az USA-ban bevett szokás, hogy valamilyen könnyen megjegyezhető, jól csengő névvel különböztetik meg a kormányzati programokat a közvélemény, a közreműködő gyártók és a sajtó számára. 1958 őszének végére a Space Task Group a nem túl hangzatos „Project Astronaut” („űrhajósprojekt”) nevet találta ki a program számára. Egyes vezetők az űrhajósszerep túlhangsúlyozásának veszélyét látták a névben, mások pedig az addigi névválasztási szisztémát szerették volna viszontlátni. Ezért további neveket kerestek a NASA vezetők. Abe Silverstein (a rakétafejlesztések vezetője) a római mitológia egyik istenét, Merkúrt ajánlotta névadónak. A római (és görög néven Hermész) isten különböző területeken egyfajta bevezetett márkanév volt (lásd a Ford konszern egyik márkája), így az amerikaiak számára az egyik legismertebb mitológiai alak, ezért ismertsége és népszerűsége alkalmassá tette a program névadására. Emellett jól illett abba az amerikai koncepcióba, amelyben a rakétatechnikában ilyen mitológiai neveket (Jupiter főisten – Jupiter hordozórakéta, Atlasz, a Földet a vállán hordó titán – Atlas rakéta, stb.) használtak névadásra. 1958. november 26-án Keith Glennan és Hugh Dryden, a NASA két legfelső vezetője elfogadta a javaslatot és ezzel a „Project Astronaut” nevet felváltotta a „Project Mercury”.

### Sajtónyilvánosság
Az Egyesült Államokban minden állami program nyilvános volt – ellentétben a korabeli szovjet gyakorlattal, amelyben teljes titoktartás övezte az űrkísérleteket azok sikeres végrehajtásáig–, különösen így volt ez a Mercury-program esetében, amelyet kifejezetten a nyilvánosságnak szántak, hogy demonstrálják a visszavágást a Szovjetuniónak. Éppen ezért, Keith Glennan – megvárva a Wright fivérek repülésének 55. évfordulóját, ezzel is emelve a bejelentés ünnepélyességét – 1958. december 17-én hivatalos bejelentést tett, miszerint országa Mercury-program néven űrprogramba kezd, melynek keretében egy embert fognak eljuttatni a világűrbe.

## Fejlesztések

### Az űrhajó kifejlesztése

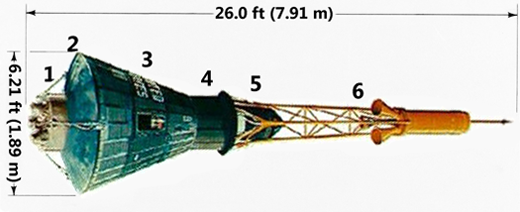
A Mercury űrhajó részei: 1. fékezőrakéták; 2. hőpajzs; 3. kabin; 4. ejtőernyőház; 5. antennák; 6. mentőrakéta

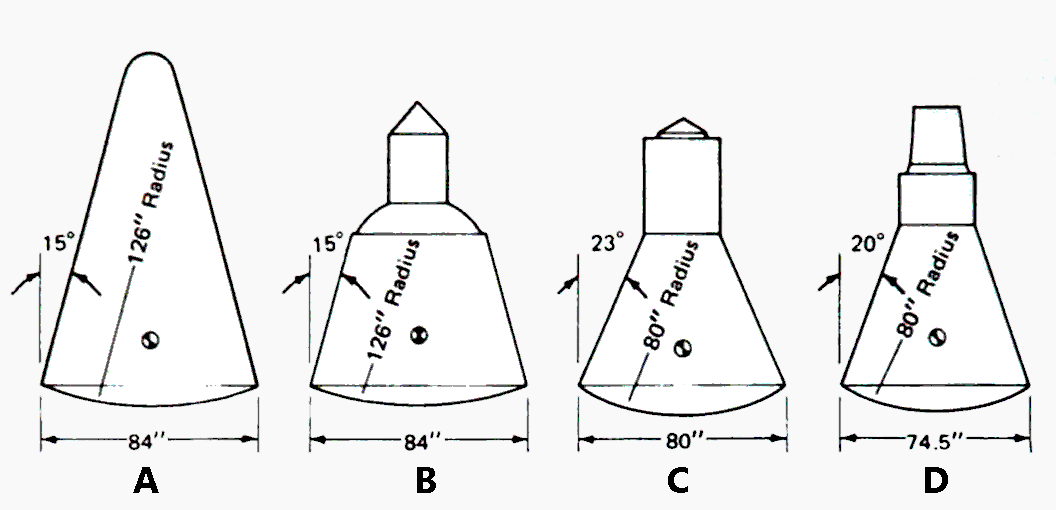
A Mercury űrhajó fejlesztési folyamata, 1958–59

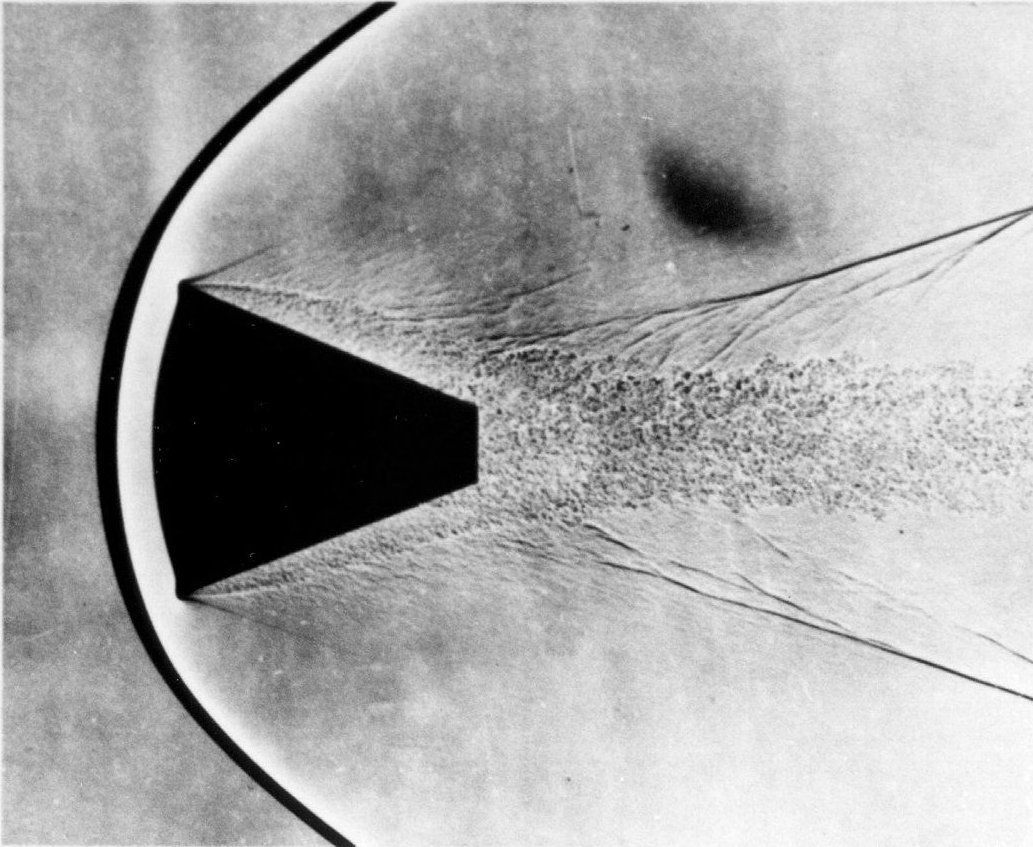
A Mercury űrhajó alakjának fejlesztési lépése, a legömbölyített forma alatt létrejövő lökéshullámmal

#### Tenderkiírás
Az űrhajó tervezését Max Faget javasolta „csupasz Atlas” elképzelés mentén kezdték el. A NASA Langley Űrközpontjában megfogalmazott elvekből a Space Task Group 1958. október 20-ra állított össze egy kiírást, amit a reménybeli gyártók számára adtak ki később. A gyártási felhívást 1958. október 23-án küldték meg 40 gyártóüzem számára, amelyre 38 jelentkező válaszolt és küldte el képviselőit 1958. november 7-én az első tervezési megbeszélésre. A 38 jelentkezőből 19 mutatott érdeklődést az űrhajó létrehozására, így ők kapták az „S–6 Emberes űrhajó specifikáció” elnevezésű tervezési dokumentumot. 1958. december 11-re (az ajánlattételi határidőre) a mezőny 11 gyártóra szűkült.
A program sebességének felpörgetésére jellemző, hogy maga a NASA is alig járt előrébb a neki dolgozó beszállítóknál: míg a reménybeli gyártók a követelményeket tanulmányozták és az első tervvázlatokat készítették az ajánlatokhoz, maga az űrhivatal a beérkező ajánlatok műszaki, pénzügyi kiértékelési szempontrendszerét állította össze.
A kiválasztási procedúrában végül két egyenrangú jelölt jutott a végső fordulóba, a McDonnell Repülőgépgyár és a Grumman Repülőgépgyár. Kettejük közül végül egy különös indok döntött: a Grummannak az idő tájt több nyertes pályázata volt a Haditengerészet által kiírt tendereken, és a Space Task Group szerint félő volt, hogy a gyár nem tud majd megfelelni egyszerre több, nagy kihívást jelentő fejlesztési projekt elvárásainak és csúszni fog a Mercury űrhajó fejlesztése. Így aztán az űrhajó gyártásának jogát a McDonnell Repülőgépgyár nyerte el 1959. január 12-én. A szerződést James McDonnell, a gyártó vállalat elnöke 1959. február 5-én, míg Keith Glennan 1959. február 12-én írta alá, amelyben a gyártó 19 450 000 dollár fejében vállalta, hogy megtervez, legyárt és leszállít a NASA számára 12 db Mercury űrkabint. A fejlesztés ütemére jellemző, hogy James McDonnell, egy 1957. májusi (még a Szputnyik–1 repülése előtti) beszédében még 1990-re tette az első ember űrbe juttatását, azaz több évtizedes fejlesztésben gondolkodott, amely aztán a gyakorlatban két év alatt lezajlott.

#### Fejlesztés
A McDonnell már a tenderszakaszban megkapta a NASA 50 oldalas tanulmányát, amely az űrhajóval kapcsolatos alapvető tervezési ismérveket, szempontokat (lényegében a NACA/NASA alapkutatási eredményeit) tartalmazta. A NACA kísérletei a nukleáris robbanófejek légköri repülésének vizsgálatakor jelölték ki az utat a leendő űrhajók formáját illetően: a légkörben nagy sebességgel süllyedő test a levegő súrlódásától felhevül és ennek a hőnek az elvezetésére a legömbölyített forma a legmegfelelőbb, mivel nagy sebességnél az ilyen formájú test lökéshullámfrontot hoz létre maga előtt, ami a hő nagy részét is elvezeti. 1958–59-ben, a Langley Űrközpontban ezzel a formával kísérletezett Max Faget és fejlesztettek különböző formákat egy leendő űrkabin számára, amelyek betűjeleket kaptak egy egymásra épülő evolúció lépéseiként (A/B/C). A McDonell lényegében a „C”-jelű verziót kapta, mint tervezési kiindulópont (később, már a tényleges ejtőtesztek során alakult ki a „D” verzió formája, amely a véglegesen jóváhagyott variáció volt.
A fejlesztés első lépcsője egy valós méretű, furnérlemezből és kartonpapírból kialakított makett felépítése volt, amelyen a rendszerek elhelyezhetőségét és a mentőtorony illesztését alakíthatták ki a mérnökök.
A kabin felépítésének alapgondolata a lehető legegyszerűbb volt: „az egyetlen cél, hogy embert juttassunk egy rövid időre a világűrbe”. Ez a gyakorlatban azt jelentette, hogy egyetlen térbe zsúfoltak be mindent, a navigációval, az űrhajós létfenntartásával, az űrhajó működésével kapcsolatos berendezést. Szinte minden rendszer a kabin belsejében kapott helyet, minden apró zugot kitöltve és alig hagyva helyet az űrhajós számára. (Később, már a repülések fázisában, a gyakorlatban derült ki, hogy ez az út egy tervezési zsákutca, mivel a kabin több pontján, az éppen rendelkezésre álló helyekre szétosztva bezsúfolt rendszerek, az azokat összekötő kábelezés káoszt okoz, és egy meghibásodás miatt több más rendszert is meg kell bontani és újraszabályozni a repülésre való felkészítés során. A probléma megoldására – éppen a Mercury űrhajóval szerzett negatív tapasztalatok alapján – a következő űrprogramtól, a Gemini-programtól kezdve bevezették az űrhajó két részre, űrkabinra és műszaki egységre osztásának filozófiáját).

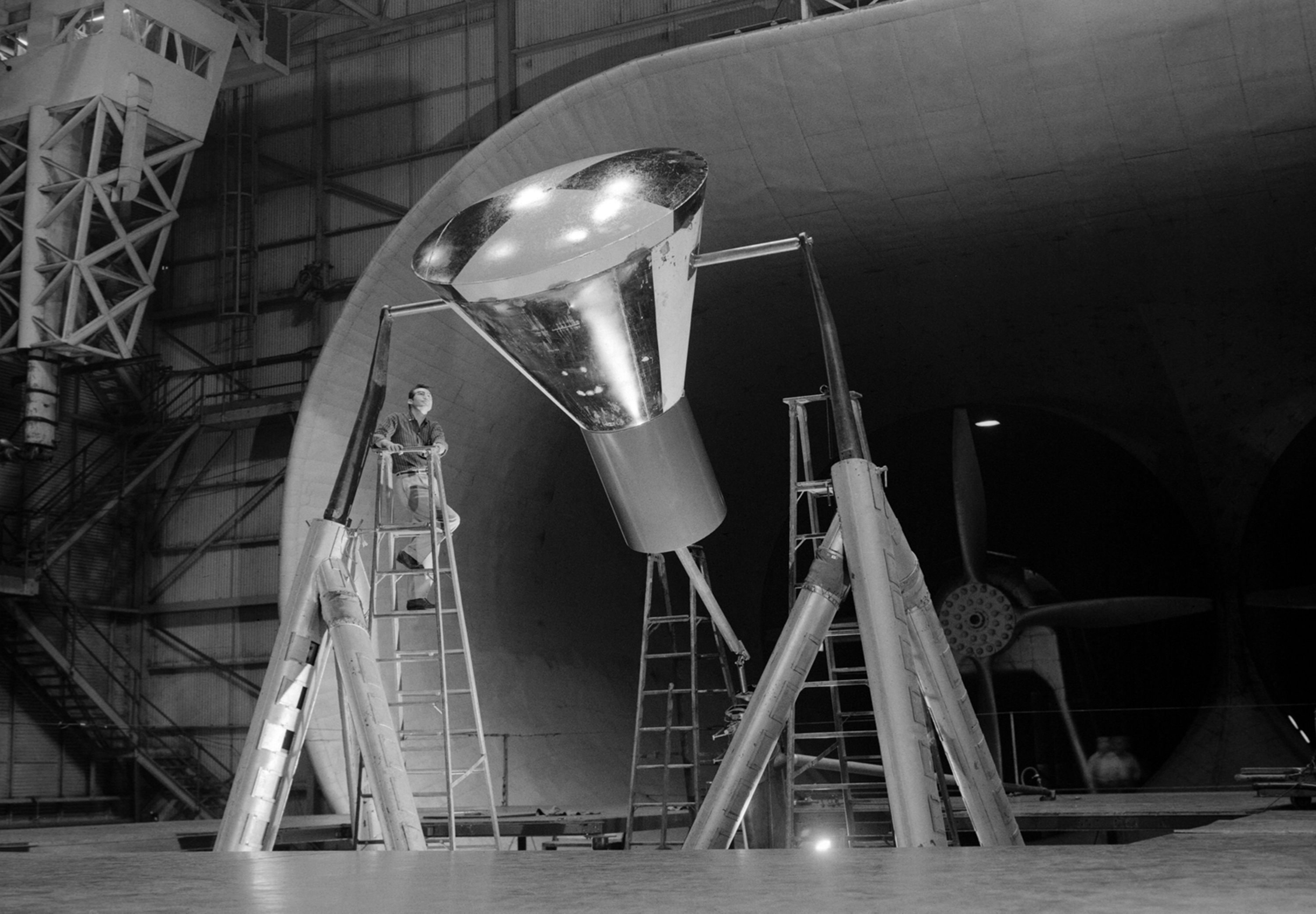
A Mercury űrhajó makettje egy szélcsatorna teszten

A még a program kezdetekor megfogalmazott alapkövetelmények harmadik fejezetének teljesítésében bontakozott ki a leghosszabban tartó dilemma a tervezésben. Már az 1950-es évek közepétől (a nukleáris robbanófejek rakétákra szerelésétől) nyilvánvalóvá vált, hogy a légkörben nagy sebességgel zuhanó tárgy a levegő súrlódásától hatalmas hőterhelésnek van kitéve. A különböző haderőnemek különböző megoldásokat fejlesztettek ki a problémára: a hadseregnél a hő hatására elégő, leolvadó (de a hőt eloszlató) anyagokból épített kompozit hőpajzzsal, a légierőnél pedig hőelnyelő anyagból készült változatokkal kísérleteztek. A Space Task Group szakemberei hosszú ideig nem tudtak dönteni (ami az egyik anyag előnye volt, az a másik hátránya és fordítva), ezért mindkét fejlesztési irányt nyitva hagyták. Aztán már a tesztek folytak a kétféle hőpajzzsal, amikor fény derült a hőelnyelő változat koncepcionális hibájára: a hőelnyelő anyagból készült hőpajzsot a leszállás végső szakaszában le kellett volna választani az űrhajóról, mivel az rendkívül forró lett volna a leszálláskor, ami veszélyt jelentett volna a kabinban helyet foglaló űrhajósra, és/vagy szárazföldre való leérkezés esetén meggyújthatta volna a leszállóhely növényzetét, ezért még a földet érés előtt le kellett volna választani. Az egyik ilyen leválasztási teszt során azonban az alakja miatt a pajzs a hulló falevélhez hasonlóan viselkedett a leválasztása után és nekiütközött a kabinnak. Ezt tetézte még, hogy a hőpajzs leválasztása bonyolultabb felépítést kívánt meg az űrkabintól. A mérnökök ezért ezt a verziót végül elvetették és 1959 tavaszára a leolvadó hőpajzs koncepciót fogadták el.
A kabin kialakításának koncepciótervei után megkezdődött a részletes tervezés és a kísérleti űrhajórészegységek tesztjei. Az első ilyen próbák a kabin ejtőtesztjei voltak. Ezek között szabadeséses és különböző ejtőernyőrendszerekkel végzett ereszkedéses tesztek egyaránt voltak, amelyek során több mint száz alkalommal dobtak le betonnal töltött életnagyságú űrkabin maketteket tengerre, vagy szárazföldi leszállóhelyekre. Ezek az ejtőtesztek a földetéréshez optimális fékező ejtőernyőrendszer kialakítására szolgáltak.

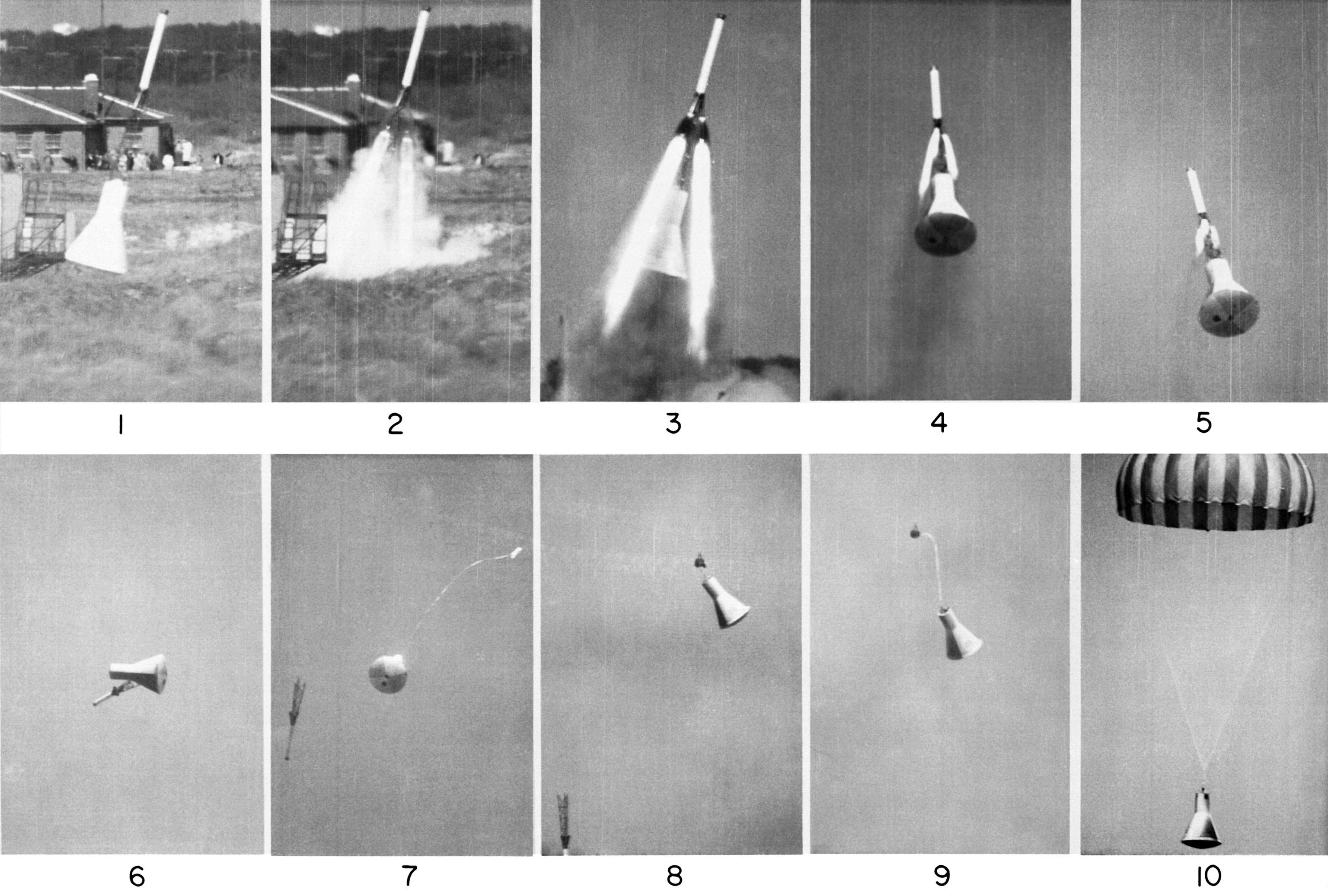
A mentőrakéta egyik tesztje

Egy másik tesztsorozat a mentőrakéta kialakítását szolgálta. Egy startbaleset esetére a tervezők egy kis rakétákból (és az azokat a kabinhoz rögzítő rácsos szerkezetből) álló eszközt terveztek, amely probléma esetén a lehető legrövidebb idő alatt „lerántotta” volna a kabint a rakétáról és biztonságos távolságba vitte volna az ilyenkor szükségszerűen bekövetkező robbanás helyszínétől az űrhajót és utasát. A Wallops-szigeten elvégzett első teszt olyan katasztrofálisra sikerült (röviddel a rakéták beindulása után a felfelé tartó rakéta bukfencezni kezdett és két teljes bukfenc után az óceánba csapódott), hogy felvetődött az egész rendszer alapjaitól való újragondolásának gondolata is. Egy hónapos munkával a tervezők kijavították a hibákat és az eszköz alkalmassá vált a Mercury kabin mentésére egy startprobléma esetén.
A harmadik tesztsorozat a Mercury űrhajó formájának végső kialakítására futott le a Langley űrközpont és az Ames űrközpont szélcsatornáiban. Ehhez az űrhajó legkülönbözőbb méretű makettjeit vitték be a szélcsatornába, hogy a repülés transz-, szuper- és hiperszonikus sebességtartományaiban jelentkező tulajdonságokat vizsgálják.
Egy negyedik tesztsorozatban a leszállás legvégső fázisához, a leérkezéshez szükséges technikai megoldást kellett kifejleszteni, egyben dönteni kellett a vízre és a szárazföldre való leérkezés között. A mérnökök a vízreszállást preferálták. A leérkezés a tervek szerint 9 m/s sebességgel kellett megtörténjen és ennek a mozgási energiáját kellett elnyelni (egy esetleges vészhelyzet esetére, a rosszabbik eshetőségre, egy szárazföldi leszállásra is fel akarták készíteni a kabint) és a leghatékonyabb energiaelnyelőnek az ülések alumínium méhsejtszerkezetből való elkészítését gondolták. Az elgondolást a kísérleti ülésekbe szíjazott házi sertésekkel végzett ejtőtesztekkel igazolták.
Az ötödik tesztsorozat az ejtőernyőrendszer végső kialakítását célozták, ezen belül is elsősorban a kihúzóernyő és a főernyő viselkedését vizsgálták extrém sebességeken és/vagy extrém magasságon. Először egy hagyományos körkupolás teher ejtőernyőt alkalmaztak főernyőként, de egy balul sikerült teszt után a mérnökök elvetették ezt a változatot és egy gyűrűs ejtőernyőre cserélték le.

### A rakéta fejlesztése
A mérnökök a repülésekhez három különböző rakétatípust választottak ki:
- Little Joe: a tesztekhez
- Redstone: a tesztekhez és a szuborbitális repülésekhez
- Atlasz: az orbitális repülésekhez

A Space Task Group az amerikai haderőnek fejlesztett közepes és hosszú hatótávolságú rakéták között kereste az embert a világűrbe juttató hordozóeszközt és a végső jelöltet a Convair repülőgépgyár által az amerikai légierő számára fejlesztett, éppen szolgálatba állítása előtt álló Atlas interkontinentális ballisztikus rakétájában találták meg. Az Atlas annyira friss fejlesztés volt, hogy első sikeres tesztfelszállására (még SM–65 Atlas katonai kódnéven) 1957. december 17-én került csak sor. Az Atlas specifikációjában szerepelt először az USA-ban egy űrhajóval ekvivalens tömegű tárgy Föld körüli pályára állításához szükséges teljesítmény, egy 1,5–2,5 tonnás test 300 kilométer feletti stabil orbitális pályára állításának követelménye. Azonban a rakéta új és megbízhatóságának bizonytalan volta miatt szükség volt további hordozóeszközökre, amivel a repülési tesztek elkezdődhettek. A megbízhatósági követelményt – a korábbi sikeres repüléseinek köszönhetően az elismerő „Jó Öreg Megbízható” becenevet is kivívó – Redstone rakéta teljesítette. A megbízhatóság mellett még egy szempont is felmerült, a tesztek költségei. Sok teszthez nem volt szükség keringési sebességre gyorsítani egy teljes űrkabint, elég volt csak megfelelő magasságra juttatni. A Föld körüli pályára vezetett repülések költsége volt a legmagasabb – egy Atlas rakéta előállítási költségeit 2,5 millió dollárra becsülték –, míg egy Redstone startja 1 millió dollár költséggel járt. Az egy-egy teszten dollármilliók megtakarítását ígérő megfontolás miatt a Redstone-t is kijelölték, mint lehetséges hordozóeszközt. Illetve tették ezt a még kevesebb költséggel üzemeltethető, és bizonyos résztesztekre kiválóan alkalmas Little Joe rakétával is. Amelyik tesztnél nem volt szükség Föld körüli pályára állítani a teszt tárgyát – és ez a kezdeti próbák többségénél így volt, a mérnökök szuborbitális repülési profilokat (ún. űrugrásokat) is meghatároztak.

#### Little Joe

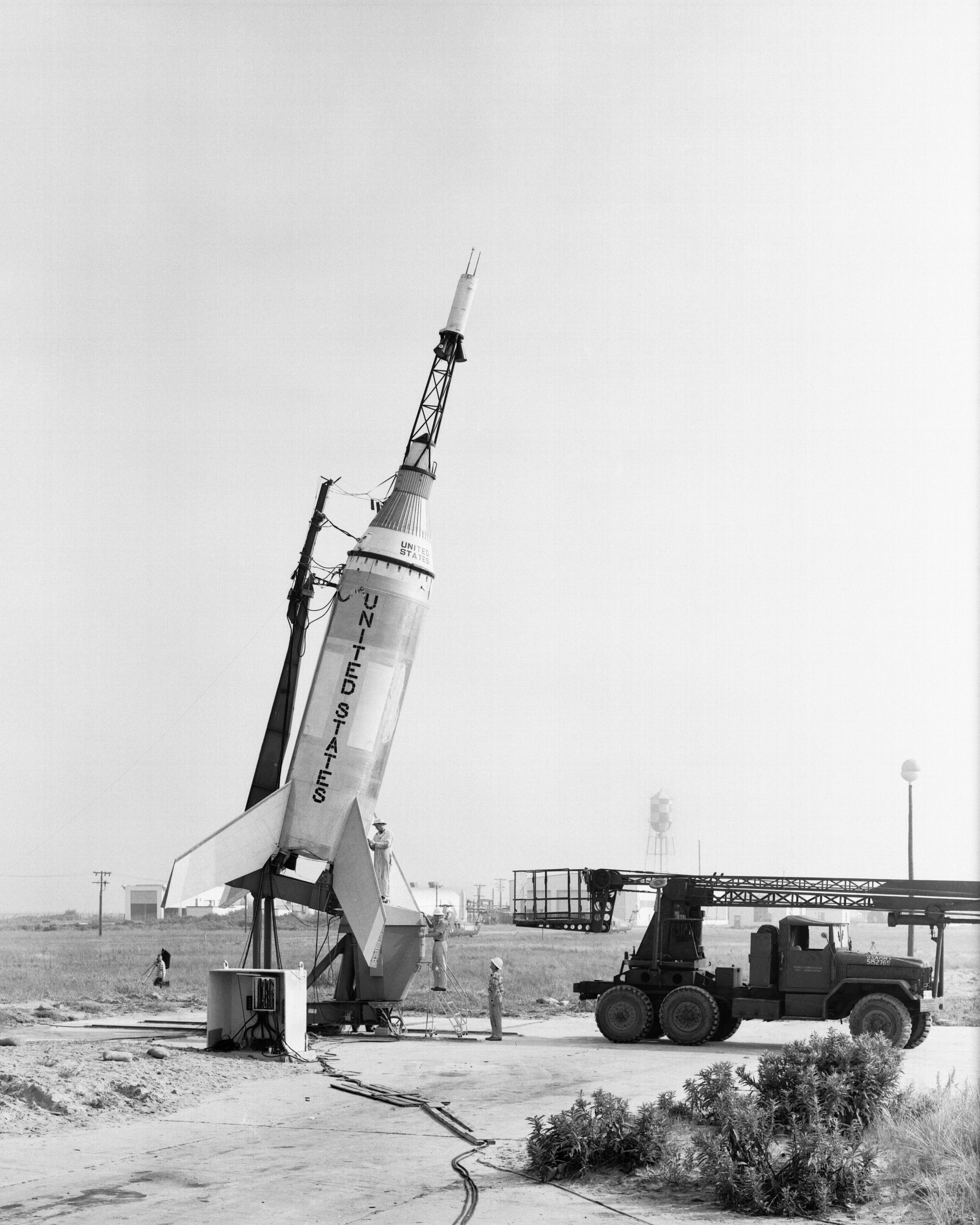
A little Joe az indítóállványán

A NASA hamar arra a felismerésre jutott, hogy az Atlas rakéta egyrészt kiforratlan még és maga is tesztelésre szorul, mindemellett egy-egy felbocsátás költsége is magasra, 2,5 millió dollárra rúg startonként, miközben egy sor teszthez nincs is szükség az Atlas kapacitására. Mindemellett a Redstone rakéta – amely ezekben a kisebb igényű tesztekben kiválthatta az Atlast – maga is drága, felbocsátásonként 1 millió dollárt felemésztő eszköz volt. Ezért egy olcsóbb hordozóeszköz használatba vétele mellett döntöttek. A döntés pillanatában ugyanakkor még nem létezett a rakéta, azt ki kellett fejleszteni.
A követelményrendszert még 1958 végén lefektette a NASA, amely aztán még tovább finomodott. Ezek szerint a leendő rakétának képesnek kellett lenni a Mercury űrhajó olyan jellegű felbocsátására, amelynek során a kabint érő erőhatások tesztelhetők voltak nagyobb magasságon történő repülés esetén, továbbá kipróbálható volt a mentőrendszer, a leszállító ejtőernyőrendszer és értékelhetőek voltak a leszállás utáni keresési és mentési folyamatok. A későbbi specifikáció finomítások során a követelmények közé kerültek a kabin repülés közbeni és leszálláskori (becsapódáskori) paramétereinek mérhetősége, a rakéta által keltett zajterhelés, hő és nyomás paraméterek, különös tekintettel a fedélzeten levő élőlény(ek)re gyakorolt hatások vizsgálata minimális telemetriai műszerezettség mellett. Ezen paramétereket különböző kritikus magasságokon (6000, 75 000 és 150 000 méteren) kellett tudni monitorozni. A követelményrendszer alapján Max Faget csapata hozta létre az első rakétát a NASA-n belül, ami a Little Joe nevet kapta és első felszállására 1959. augusztus 21-én került sor a Wallop-szigeten.
A rakétát érintő kiviteli tervekben először szerepelt az űrrepülések történetében a hajtóművek „csokorba fogásának” igénye. Ennek megfelelően négy módosított, szilárd hajtóanyagú Sergeant (más néven Castor, vagy Pollux) hajtómű beszerelése szerepelt, továbbá négy Recruit kiegészítő hajtómű alkalmazását is előírták. A négy-négy hajtómű paraméterezésével a lehető legkülönbözőbb tolóerő volt elérhető, amelynek maximuma 1020 kilonewton volt. ezzel elméletileg egy 1800 kg tömegű űrhajót ballisztikus pályán 160 km magasra lehetett juttatni (ezzel közel az Atlas tulajdonságait lehetett szimulálni).
A követelményrendszer és az alapvető tervek ismeretében 1958 novemberében 12 céget hívtak meg pályázati rendszerben a rakéta előállítására, amely pályázatot végül a North American repülőgépgyár nyerte el 1958. december 29-én. A szerződés értelmében a gyártónak hét repülő példányt és egy mobil felbocsátó tornyot kellett leszállítania. Az első repülőképes North American gyártmány 1960. január 21-én startolt.

#### Redstone rakéta
A Redstone rakéta szintén költségtakarékossági és megbízhatósági okokból került be a NASA űrprogramjába. Az alap PGM–11 Redstone volt az Egyesült Államok egyik legrégebbi katonai rövid hatótávolságú ballisztikus rakétája, amelyet még 1952-ben fejlesztettek ki, és amely 1958–1964 között állt szolgálatban a NATO nyugat-európai haderejének hadrendjében. A rakéta a német V–2 egyenesági leszármazottja volt, amelyet Wernher von Braun tervezett a Redstone Arsenal keretein belül. A NASA az Atlas rakéta mellé további alternatívákat keresett, egyrészt a kísérletek költségeinek redukálása, másrészt megbízhatósági okokból (a Redstone különösen megbízható rakétának számított, így illett az ember űrbe juttatásának biztonsági követelményeihez), és kiválasztotta a Redstone-t, igaz annak egy a célhoz jobban megfelelő, továbbfejlesztett változatát. A Redstone a Mercury-programban a szuborbitális repülések rakétája lett.

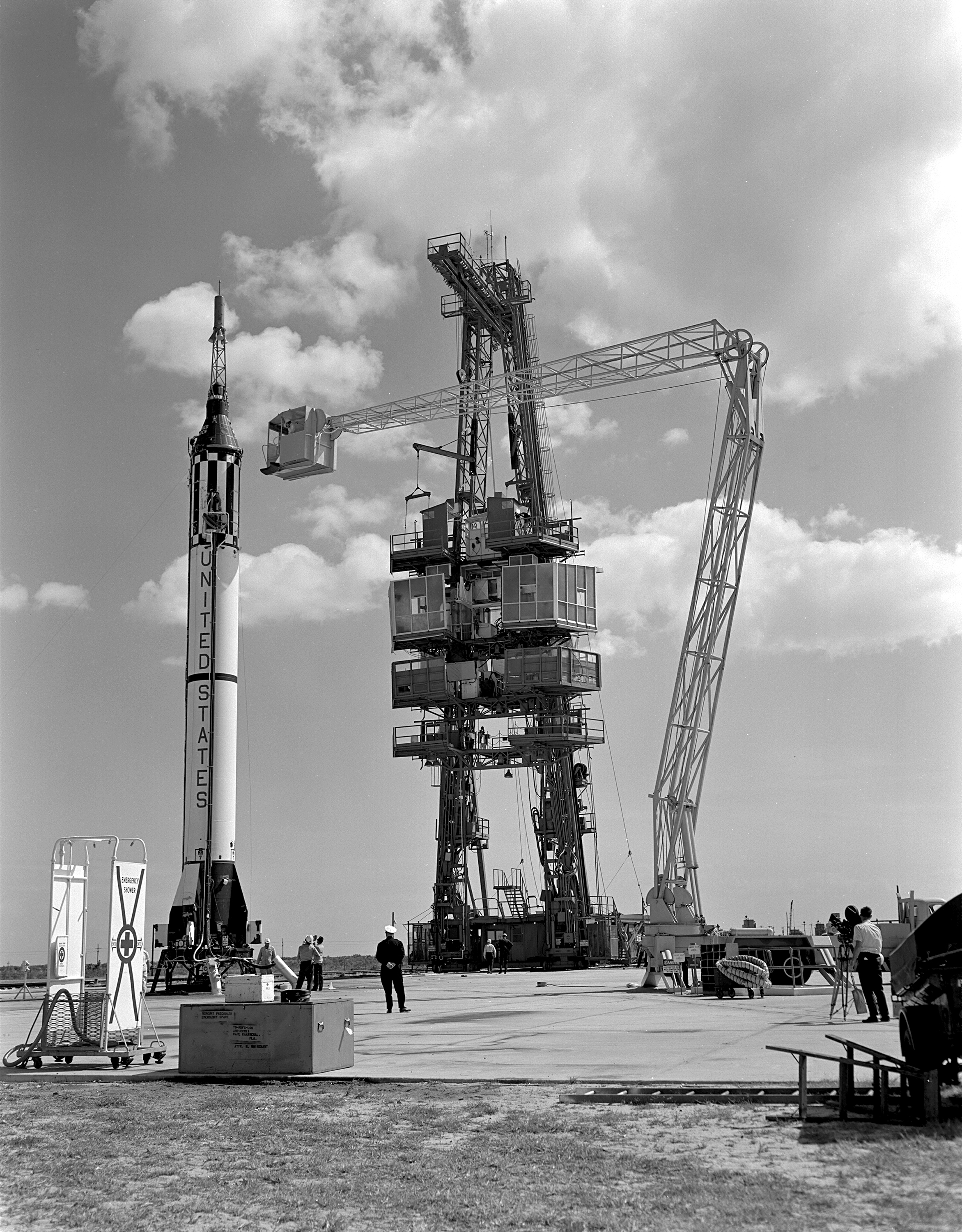
A Mercury-Redstone–3 felbocsátás előtti előkészületei

Az eredeti Redstone katonai változata nem volt alkalmas egy Mercury kabinnak parabolapályán kellő magasságba juttatására, de a Redstone egyik továbbfejlesztett leszármazottja, a Jupiter–C meghosszabbított törzzsel, belsejében nagyobb tartályokkal rendelkezett, és az így megnövelt égésidővel már képes volt a nagyobb magasságok elérésére. A Jupiter–C éppen áttért az A–7 jelű hajtóművekre (a hadsereg a korábban alkalmazott hajtóművek lehetséges alkatrészhiánya, mint rizikó miatt váltott erre a változatra a saját rakétáiban), amely problémákat vetett fel. Az alap Redstone rakéta még a V–2 hajtóanyagát (75% etil-alkohol, 25% víz) használta, majd a Jupiter–C-nél áttértek az ún. hydyne hajtóanyagra (60% aszimmetrikus dimetilhidrazin és 40% dimetilnetriamin), amely ugyan sokkal jobb hatásfokú volt, ám sokkal mérgezőbb is egyben, ami az alkalmazásánál problémát jelentett. Ráadásul az A–7-nél sosem alkalmazták a hydyne-t, ezért a mérnökök úgy döntöttek, hogy az űralkalmazásra átalakított rakéta ismét az etil-alkoholos verziót fogja használni. A meghosszabbodott égésidő további problémát vetett fel: a normál rakétáknál alkalmazott grafit tolóerővektor terelő szárnyak a hosszabb égésidő alatt tönkremehettek, így a NASA felhívást tett közzé jobb minőségű szárnyak szállítására. A másik módosítás szintén a hosszabb égésidő okán került a dizájnba: a rakéta a hosszabb tartályméret miatt egy további nitrogén palackot kapott, amely a kiürülés arányában töltötte semleges gázzal a tartályt, és a turbószivattyú egy további hidrogén-peroxid tartályt kapott.
További eltérést jelentett a katonai és az űrrakéta között a mentő és repülésmegszakító rendszer. Egyrészről az űrrepülésre alkalmas Redstone kapott egy ún. automatikus, repülési idő alatti megszakítás érzékelő rendszert. Ennek lényege, hogy a rakéta érzékelte, hogy a repülés paraméterei mikor térnek el végzetesen a normálistól, és ekkor automatikusan beindíthatta a rendszer a mentési folyamatot, amikor a mentőrakéta leválasztotta a kabint a hordozórakétáról (természetesen a megszakítást maga az űrhajós, vagy az irányítóközpont is kiválthatta, de voltak olyan repülési profilok, amikor egyszerűen nem volt idő a manuális beavatkozásra). És természetesen a katonai változathoz képest ott volt a mentőrakéta, amely baj esetén leválasztotta a kabint a rakétáról, és biztonságos távolságba vitte tőle. Változtatások történtek a rakéta ún. far szekciójában is (amely furcsa módon nem a rakéta hátulján volt, hanem rakéta tetején, és a kabint kötötte össze a hordozóeszközzel). Ez a szekció tartalmazta a rakéta elektronikáját és irányítórendszerét, valamint az űrkabint fogadó adaptert és a katonai Redstone-oknál a rakéta kiégésekor ez a rész szétvált, az egyik fele a rakétával maradt, a másik pedig a harci résszel tovább repült, míg az űrrakéta változat esetében az egész a hordozórakétával maradt. A Redstone megbízhatóságának javítása érdekében még egy változás történt. A katonai változat ST–80-as jelű robotpilótáját egy sokkal egyszerűbb, megbízhatóbb, LEV–3 jelű változatra cserélték.
A fejlesztés végére a Mercury–Redstone összesen 800 helyen tért el a katonai alkalmazású Redstone-tól, így végül a NASA inkább rendelkezett egy új fejlesztésű rakétával, mintsem az eredeti, megbízható változattal. A továbbfejlesztett hordozórakéta első repülésére 1960. november 21-én került sor, amely kudarcba fulladt, ezt követően három többé-kevésbé sikeres repülést teljesített, mire végül a két ember szállító űrhajót szállította Alan Sheparddal és Gus Grissommal.

#### Atlas rakéta
A Mercury-program egyik központi hardvere a hordozórakéta volt. A követelményrendszer ezzel kapcsolatban egyszerű volt: egy 1500–800 kg-os tárgyat kellett tudnia első kozmikus sebességre gyorsítani és Föld körüli pályára állítani. Ehhez az USA birtokában egyetlen eszköz volt, a hadsereg interkontinentális ballisztikus rakétája, az SM–65D Atlas rakéta. A rakéta a létező legfrissebb technológia volt, az első tesztfelszállására 1957. június 11-én került sor (igaz akkor sikertelenül). A NASA dilemmája a meglévő, de megbízhatatlan rakéta megbízhatóvá tétele, vagy a Titan II ICBM fejlesztési folyamatának megvárása volt (esetleg ugyanolyan bizonytalan kimenettel), így végül az Atlas tesztjei és javítása mellett döntöttek.
A rakéta gyártójánál, a Convairnél külön gyártósort jelöltek ki a Mercury-programnak szánt gyártmányok készítésére, ahol olyan képzett, tapasztalt személyzet dolgozott, akikkel fokozottan lehetett a minőségre ügyelni. Az űrbe szánt gyártmányok széles körű áttervezésen estek át, mely a következő részegységeket érintette:
- megszakításérzékelő,
- giroszkópok,
- hatótáv szabályozó,
- robotpilóta,
- antenna,
- cseppfolyós oxigén elforrásgátló szelepe,
- fogyasztás érzékelők,
- elektromos rendszer,
- tartályok,
- cseppfolyós oxigén turbószivattyúja,
- túlnyomásos rendszer,
- hajtóanyag felhasználási rendszer,
- külső borítás,
- kormányzás,
- hajtómű beállítás.

A rakéta két alapvető tervezési elven nyugodott. Az egyik ilyen alapelv az ún. másfél fokozatos elrendezés volt: a rakétának volt egy főhajtóműve és két oldalsó gyorsító hajtóműve. Ezeket egyszerre indították be a startnál (így a mérnökök számára vizuálisan is könnyebb volt ellenőrizmi a működést), majd a gyorsítóhajtóművek előbb álltak le a pályára állás során, mint a főhajtómű és a gyorsító hajtóművek (illetve a hozzájuk kapcsolt tartályok) sosem váltak le. A másik alapelv az ún. gázballon felépítés, vagy rendszer volt. A súly minimalizálása érdekében a rakéta a lehető legvékonyabb oldalfalakkal készült, olyan vékonyakkal, hogy a rakéta üresen a saját súlya alatt összeroppant volna. A stabilitását, szerkezeti szilárdságot kezdetben a hajtóanyag, majd a repülés során annak kifogyása arányában a tartályokba töltött semleges héliumgáz nyomása adta meg. A tesztek során ez utóbbi tervezési alapelv bizonyult a leggyengébb láncszemnek, amely átalakításokat és további teszteket igényelt.
A Mercury-program során az első felszállásra 1960. július 29-én került sor, az igazi bizonyításra viszont várni kellett 1962. február 20-ig, John Glenn és a Friendship 7 repüléséig.

### Repülési profilok
Az űrrepülés mibenléte már a Szputnyik–1 repülésével eldőlt, az számított igazi űrrepülésnek, ha azt Föld körüli pályán végezték, ezért természetes módon a NASA ezt is tűzte ki célul az első amerikai űrhajós repüléséhez. 1960 végén azonban a szovjet kísérletekből – több nagy tömegű (egy emberrel végzett repüléshez szükséges kabin tömegével egyenértékű), élőlényekkel Föld körüli pályára álló műholdból – világossá vált az amerikaiak számára, hogy vetélytársuk előrébb tart, ezért ekkor fogalmazódott meg a gondolat, hogy a program el kell ágazzon két alternatív irányba: tovább folynak az előkészületek az orbitális repülésre és önálló irányként előkészítenek egy emberrel végzett szuborbitális repülést is. A NASA úgy gondolta, hogy a közvélemény számára megnyugtató lenne, ha bár a mindenki számára nyilvánvalóan „igazinak” tekintett Föld körüli pályán végzett repülésben látható hátrányban is van Amerika, az ehhez vezető utat több lépésben építik fel és az első lépést (az űrugrást) megnyerik. Ezért el is indították az eredetileg csak tesztekhez szánt Redstone rakéta és a Mercury kabin összeépítésével a folyamatot, amelyben előbb egy automata üzemmódban, utas nélkül, majd egy majommal, végül egy űrhajóssal végzett űrugrással három lépésben elhódítható az elsőség a szovjetek elől.

### Infrastruktúra fejlesztések
A legfontosabb infrastrukturális kérdés a starthely kiválasztása volt. Érdekes módon bár létezik elmélet a világűr eléréséhez szükséges starthely kijelölésére – az Egyenlítőhöz minél közelebb kell feküdjön a hely –, a Mercury-program indulásakor nem kerestek tudatosan helyszínt, hanem a NASA alakulásakori körülményekhez igazodva (miszerint az űrügynökséget is a különböző haderőnemek kísérleteinek koncentrálásával hozták létre) a NASA az Amerikai Hadügyminisztérium és a hadsereg, a haditengerészet egyik legfejlettebb rakéta lőterén, Cape Canaveralen nyitott egy összekötő irodát, amelynek az addig ott zajló katonai tesztek NASA-n belülre való emelése volt a feladata. Tekintve, hogy a Redstone rakétákhoz már létezett a hadseregnek Cape Canaveralen üzemelő bázisa, indítóhelye, a Mercury repülések számára is ezt a bázist jelölték ki függetlenül attól, hogy a NASA civil szervezet, míg a Cape Canaveral katonai bázis volt.
Az embervezette űrrepülés előkészítésére a NASA alakulásakor megkapta az 1957-ben a légierő által épített (elsőként repülőgép karbantartásra és tárolásra használt), majd a Tengerészeti Kutató Laboratórium Vanguard-programja számára átadott ún. S-hangárt a további kísérleteihez. 1959-ben formális megállapodás is született a létesítmény tulajdonosa, a Védelmi Minisztérium és a NASA között a hangár és a hozzá tartozó infrastruktúra átvételéről. Ettől kezdve itt fogadták a gyártóhelyről érkező Mercury űrhajókat. Később a Gemini-programban is ezt a létesítményt használták, sőt a hangár felhasználása egészen a Space Shuttle-éráig folytatódott.
A repülések fő támogató infrastruktúrájának az indítóállások számítottak. Ebből szintén az addigi kísérletek átvételének logikája alapján kettőt jelöltek ki a NASA számára. Az LC–5 (Launch Complex = indítóállás) lett a Redstone rakéták, az LC–14 pedig az Atlas rakéták (illetve a teszteknél alkalmazott Big Joe rakéták) indítóállványa. Az LC-5 karrierje még 1956-ban a légierő fennhatósága alatt kezdődött (Cape Canaveral Air Force Station – Cape Canaveral Légierő Bázis) keretén belül, amikor Jupiter közepes hatótávolságú ballisztikus rakéták tesztjeire került sor Cape-en, majd ezek helyét átvették a Jupiterek továbbfejlesztésével létrejött Juno II űrrakéták, amelyekkel műholdakat állítottak pályára. Ezt követően kapta meg a NASA az indítóállást, hogy a Redstone rakétákkal előbb automata üzemmódban, majd majommal, végül emberrel hajtsanak végre űrugrásokat.
Az LC–14 története kissé bonyolultabban alakult. Az indítóállás 1957-ben épült katonai Atlas rakéták felbocsátására, majd 1959-ben alakították át az Atlas–D rakéták indításához és űrstartokra. Akkortájt ez számított az egyetlen, Atlas rakéták számára kijelölt indítóhelyként, így a Mercury-program nem kaphatta meg kizárólagosan, hanem osztoznia kellett MIDAS műholdakkal, Big Joe tesztindításokkal, és más interkontinentális rakéták indításával, mire kizárólagosan a NASA kezébe kerülhetett. Később az összes Mercury-Atlas indítás innen indult, majd az Atlas-Agena startok is innen mentek végbe.
További tervezést igényelt leszállási és az azt követő mentési műveletek kialakítása és a repülés ideje alatti rádiókapcsolat fenntartásának megoldása. Mindkét feladat egyidejű megoldására a haditengerészetet választották ki.

## Az űrhajós csoport

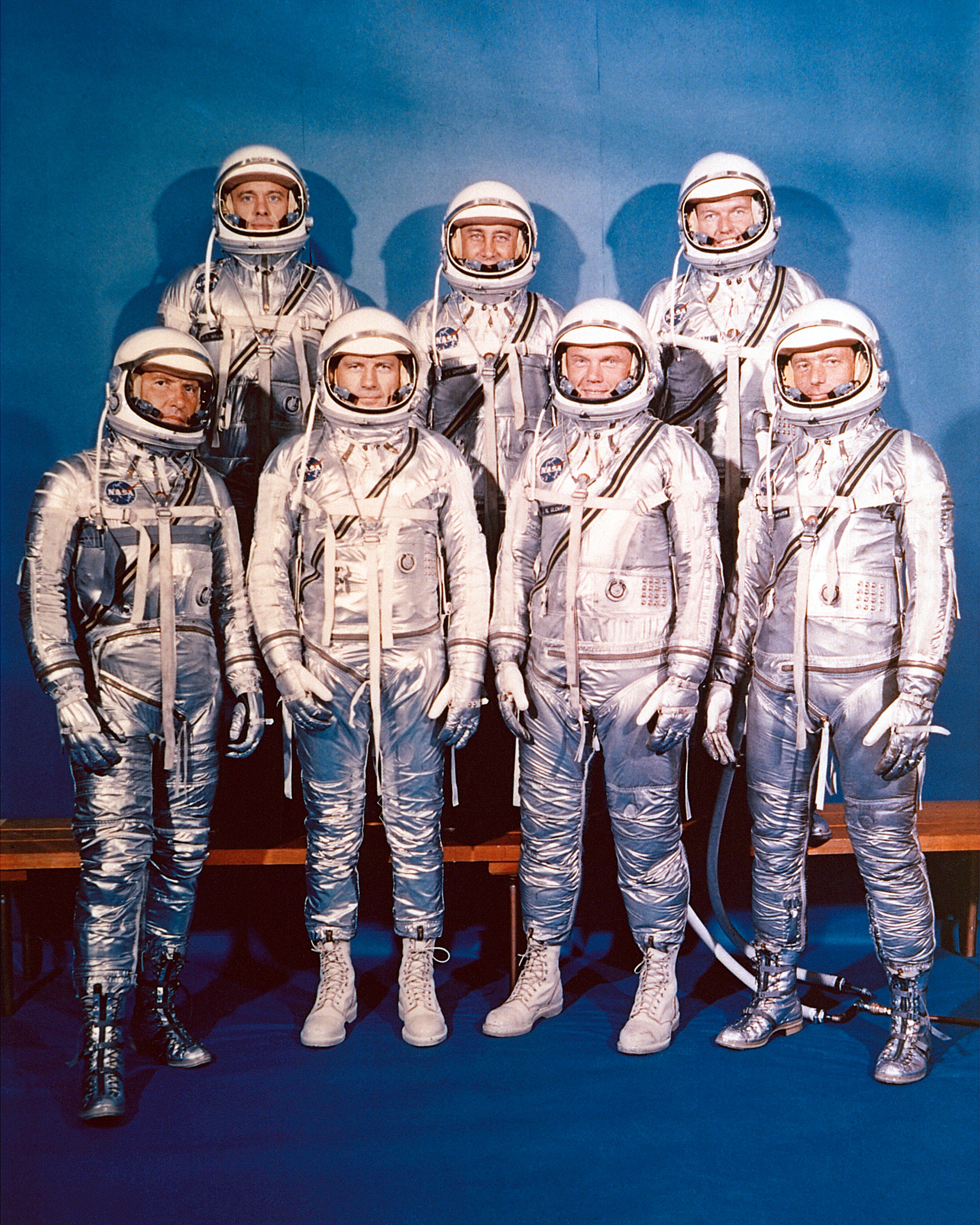
A kiválasztott Mercury-űrhajósok 1959. április 9-én (Fotó: Ralph Morse)
Első sor: Walter H. Schirra, Jr., Donald (Deke) Slayton, John H. Glenn, Jr., Scott Carpenter
Hátsó sor: Alan B. Shepard, Jr., Virgil I. Gus Grissom, L. Gordon Cooper

A NASA 1959. április 9-én, egy Washington D.C.-ben tartott sajtótájékoztatón mutatta be a nyilvánosság előtt azt a hét férfit, akit szigorú orvosi és pszichológiai vizsgálatokat követően kiválasztottak, hogy közülük kerüljön ki az első ember, aki a világűrbe juthat. Bemutatásukkal egy időben egy új szót tanult meg a közvélemény: űrhajós (az amerikai terminológiában asztronauta, amely a görög mitológiában gyökerezik, az argonautákra asszociál, és szó szerinti jelentése csillaghajós).
A nyilvánosság előtti bemutatást azonban egy hosszas, titkos kiválasztási projekt előzte meg. A kiválasztás alaposságát azon orvosi feltételezésekre építették, miszerint a leendő űrutazókra halálos veszedelmek várnak: a súlytalanságban a keringés összeomlását vizionálták, képtelennek tartották az embert, hogy egyen vagy igyon gravitáció nélkül, de pszichológiai nehézségeket is gyanítottak, a magányosan kabinjába zárt űrhajóson egyfajta űrtéboly vehet erőt, melynek hatására képtelenné válhat az űrhajó irányítására. Ezen veszélyek ellensúlyozására olyan kiválasztási rendszert dolgoztak ki, amellyel az egészségügyi és pszichikai szempontból magasan az átlag felett álló jelölteket választhattak ki.

### Szelekció
Az űrhajósjelöltek kiválasztására Eisenhower elnök utasítása szerint – és kissé átalakítva a Space Task Group által lefektetett követelményrendszert – került sor, a katonai repülőalakulatok kaptak felhívást a lehetséges jelöltek összeírására. Összesen 508 lehetséges jelölt adatait vizsgálták át Washingtonban, amelyből 110 pilótát választottak ki, mint alkalmas jelöltet (a listában öt fő tengerészgyalogos, 47 fő haditengerészeti és 58 fő légierős pilóta szerepelt, a hadsereg repülőalakulataiból senki sem bizonyult alkalmasnak). A kiválasztási folyamat második lépcsőjében három fő csoportra osztották a jelölteket, és az első 35 főt – titoktartás elrendelése mellett – Washingtonba rendelték 1959. február elején interjúkra. A projektet a Space Task Group részéről vezető Charles Donlan örömmel vette tudomásul, hogy a jelöltek nagy többsége örömmel és várakozásokkal tekintett a Mercury-programban való részvételre. Ennek az adta a jelentőségét, hogy a programban önkéntesekre volt szükség, a leendő űrpilótákat nem kívánták vezényelni a feladatra. Egy héttel az első csoport interjúit követően a második csoport is Washingtonba érkezett és átesett az interjúkon. Az alkalmasnak találtak között az önkéntes jelentkezők aránya olyan magas volt, hogy nem volt szükség a harmadik csoport behívására (különösen úgy, hogy az eredetileg gondolt 12 fős végső kontingens számát is 6 főre csökkentették). A két csoport interjúi után 69 fő ment tovább a kiválasztási folyamatban.
A világos fizikai paraméterek ellenére a 69 főből hat főt azért utasítottak el, mert a testmagasságuk túl nagy volt. Végül további visszalépők miatt 56-an írták meg a második kör általános, műszaki és pszichológiai tesztjeit. A kiválasztottak köre ezután 32 főre csökkent, őket vitte tovább a Space Task Group a részletes és különleges elemeket is tartalmazó orvosi vizsgálatokra, amelyek az új-mexikói Albuquerque-ben, a Lovelace Klinikán, majd a Wright-Patterson bázis repülőorvosi laboratóriumában zajlottak le.
A Lovelace Klinikán 1959. február 7-től kezdődően egy héten át a jelöltek egy hat fázisból álló, mindenre kiterjedő, többnapos orvosi vizsgálaton estek át. Ennek keretében először áttekintették a jelöltek egészségügyi történetét, majd részletes általános orvosi teszteket végeztek, mint látásvizsgálat, EKG és reflexvizsgálatok, végbéltükrözés és vérvizsgálat, vagy spermaszámlálás. Ezt követően szintén teljes körű – a fogröntgentől kezdve a gyomorröntgenig terjedő – röntgenfelvételekre került sor. A következő lépés a fizikai teljesítménytesztekkel folytatódott, ami bicikli ergométeren tekerve a szív terheléses vizsgálatait, tüdőkapacitás mérést, testsűrűség mérést tartalmazott. Az egy hétig tartó vizsgálatok végén került sor az adatok összegzésére és minden jelölt esetében egészségügyi kartonokon való rögzítésre.
Közvetlenül a klinikai vizsgálatokat követően 1959. február 16. és március 27 között a Wright-Patterson Légibázisra költözött a csoport az ún. stressztesztekre. Ezen vizsgálatok a jelöltek pszichológiai és fizikai terheléstűrésének feltérképezésére irányultak. A fizikai tesztek között az egyszerű lépcsőzési vagy futópados terhelési gyakorlatok, illetve a nagy ellenálló képességet igénylő centrifugatesztek, vagy a repülőorvosi vizsgálatokból a pilóták számára már ismert többtengelyes forgószékes gyakorlatok szerepeltek. A párhuzamosan végzett pszichikai teszteknél a jelölteket váratlan, vagy kellemetlen behatásokkal tesztelték, mint a hőkamrás, vagy hidegvizes tesztek, vagy a sötétkamrás gyakorlatok. A pszichológiai vizsgálatokban szerepet kapott az egyébként hitelességi kételyekkel terhelt Rorschach-teszt is.
A Wright Patterson-beli vizsgálatok végén a jelölőbizottság 18 egészségügyileg teljesen alkalmas jelöltet terjesztett fel a tesztsorozat 1959. március végi lezárásakor. A Space Task Group kiválasztó bizottsága 1959. április 1-jén ült össze, és a 18 alkalmas jelöltből végül hét főt választottak ki űrhajós kiképzésre. Ezt a csoportot jelentette be a NASA 1959. április 2-án, majd mutatták be aztán őket Mercury Seven (Mercury 7) néven 1959. április 9-én Washingtonban, mint az USA leendő űrhajósait, és ezzel a hét pilótával kezdték el az űrhajóskiképzést.

### Eredeti Hetek
A kiképzést a sajtóban Mercury Seven (Mercury Hetek) néven jelölt alábbi csoport kezdhette el:
- Scott Carpenter
- Gordon Cooper
- John Glenn
- Virgil Grissom
- Walter Schirra
- Alan Shepard
- Donald (Deke) Slayton

Közülük hatan jutottak fel a program keretein belül a világűrbe (Slayton szívproblémák miatt 1962-ben kikerült a csoportból, és csak egy szívműtétet követően, 1975-ben repült a Szojuz–Apollo-program során).
Az űrhajósjelöltek bemutatásukkal kiléptek a rivaldafénybe. Amellett, hogy a közvélemény természetes érdeklődése is nagy volt – lévén az „űrhajósnál” egzotikusabb foglalkozás nemigen volt az idő tájt. A NASA maga is tovább növelte jelöltjei népszerűségét azzal, hogy bátorított egy szerződést az űrhajósok és egy nagy amerikai magazin között, amely egy 500 000 dolláros ajánlattal megvásárolta az űrhajósokról szóló történetek publikálási jogait. Ennek keretében a Life sorozatban közölte az űrhajósok életéről szóló tudósításait, valamint az űrhajósok életrajzait is. A Life ebben az 1959–1963 között 28 számon keresztül megjelentetett cikksorozatban új amerikai hőstípust teremtett, az űrhajósokat egyfajta „hétköznapi szuperhősként” ábrázolva, előéletük kiszínezésével, illetve a kiképzésen kívüli mindennapjaiknak az amerikai sztereotípiák szerinti bemutatásával.
A Mercury Hetek elnevezés mellett még további két – mindkettő utólagos – elnevezés is elterjedt a NASA első hét űrhajósára. Az egyik az Astronaut Group 1 (1-es számú űrhajóscsoport) volt, amelyet a NASA utólag alkalmazott, amikor megkezdődött a további űrhajóscsoportok toborzása a Gemini-programhoz, majd az Apollo-programhoz és meg akarták különböztetni a különböző időpontokban válogatott csoportokat egymástól. De nemcsak a NASA, hanem maguk az űrhajósok is megkülönböztették magukat, saját névadással a csoportot illetően, így lett ismert és később nyilvánosan a leginkább alkalmazott csoportnév az Original Seven (Eredeti Hetek), amelynek szintén a többiektől (például az 1962-ben toborzott „Új Kilencek”, vagy az 1963-as „A Tizennégyek” csoportjától) való megkülönböztetés volt a célja.

### Űrhajóskiképzés
A kiképzés nagyrészt hasonlított a Wright-Patterson légibázison végrehajtott kiválasztási programhoz: centrifugás gyorsulási szimulációkon gyakorolták a leendő felszállási és légkörbe lépési profilokat, szkafanderben, hőkamrában, vagy szén-dioxiddal telt kamrákban tréningeztek, vagy különböző sportokkal tartották fenn kondíciójukat. Emellett azonban megjelentek merőben új területek is. Végiglátogatták a különböző beszállítók telepeit, ismerkedve az épülő hardverrel, meglátogatták Cape Canaveralt, a leendő űrutazásaik kezdőpontját, elmentek Akronba, hogy lássák az űrruhák gyártóüzemét. És elindult közöttük valamiféle specializációs folyamat is, miszerint például Carpenter – ez irányú haditengerészeti tapasztalatainál fogva – az űrhajó kommunikációs és navigációs rendszereinek szakértője lett, míg Grissom a Mercury irányító és elektromechanikus rendszereibe ásta be magát, vagy Glenn a kabin műszerfalának fejlesztésében nyújtott segítséget. A kiképzésben a fenti tesztek mellett repülési gyakorlatok is szerepeltek. Egyrészt a berepülőpilóták lévén a repülési jártasságuk fenntartására folytatták a korábbi nagy teljesítményű harci gépekkel folytatott repüléseket, másrészt a rájuk váró súlytalanságra a NASA erre a célra kialakított C–131-es gépein parabolarepüléseken gyakoroltak.

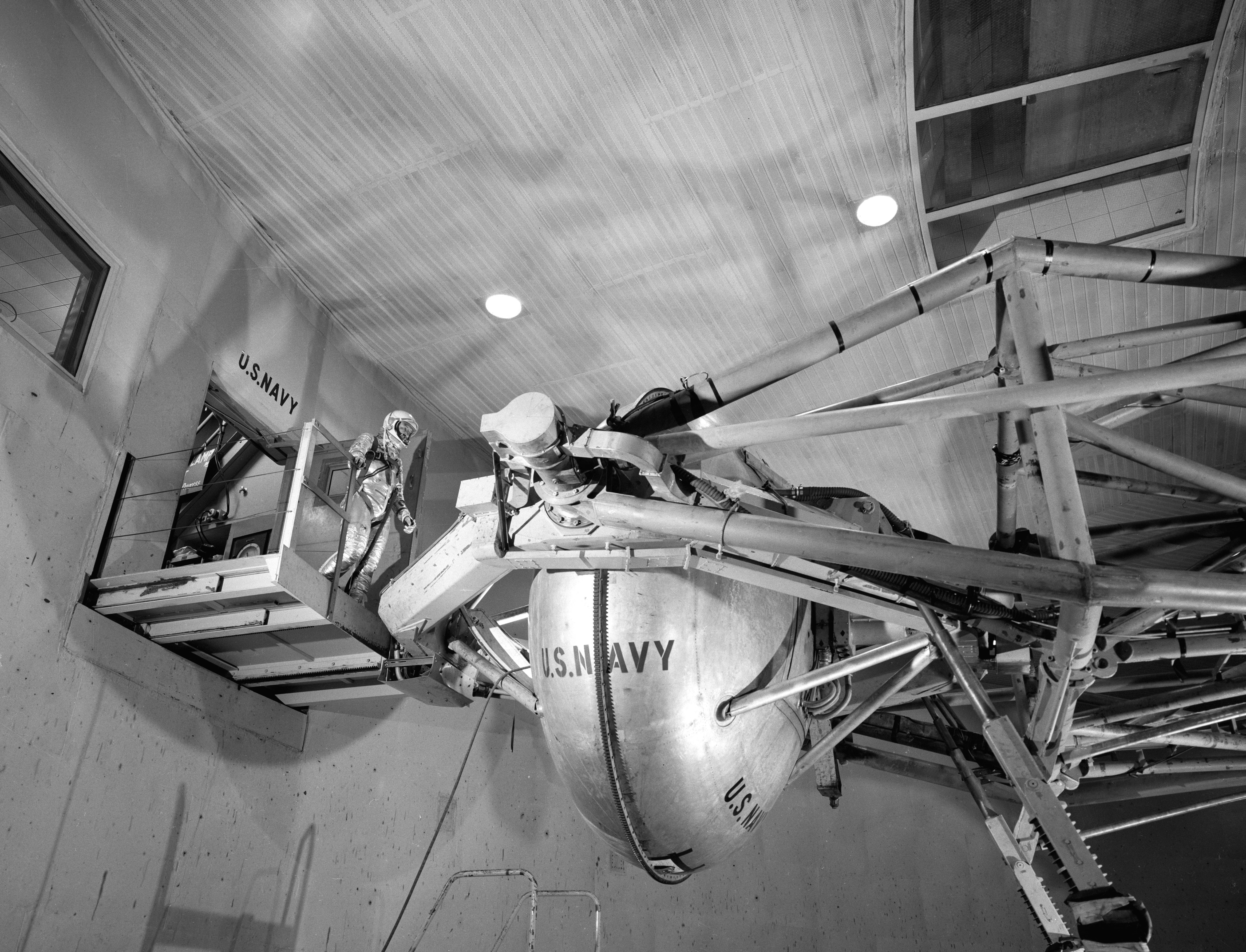
Centrifuga tesztek, Johnsville, 1960
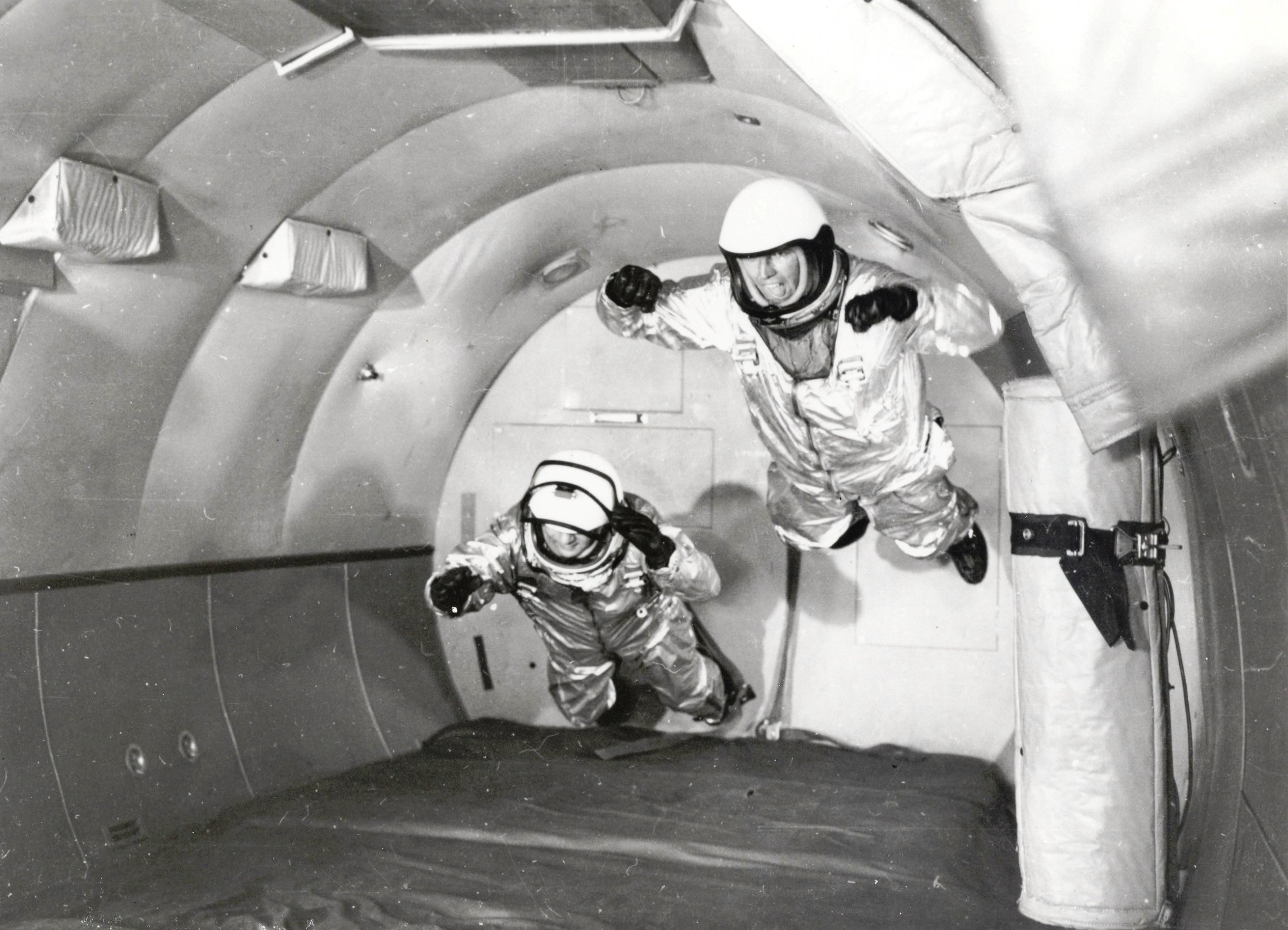
Súlytalanság szimuláció egy C–131-esben
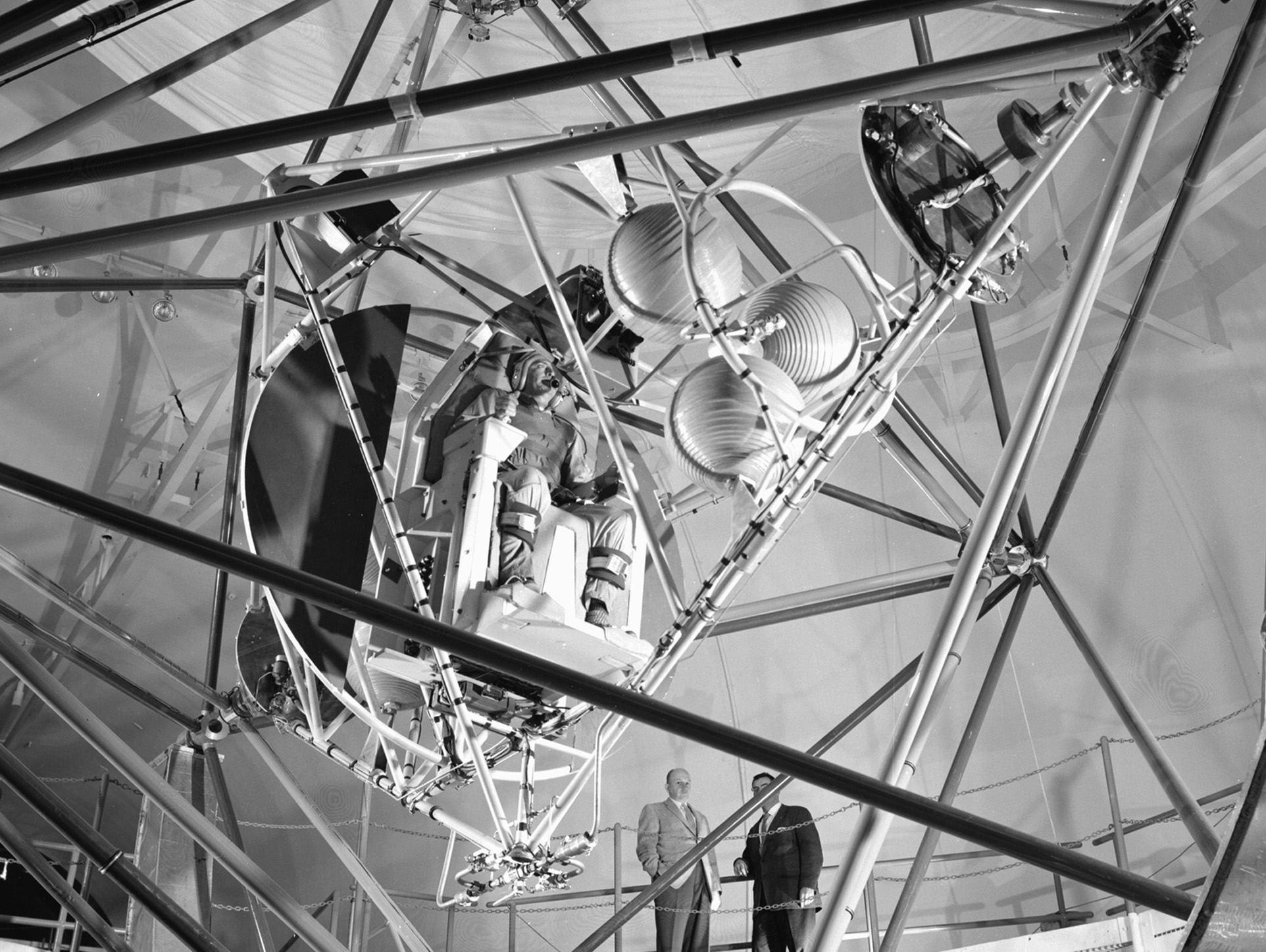
Gyakorlás egy az űrhajó mozgását szimuláló szerkezettel a MASTIF-fal
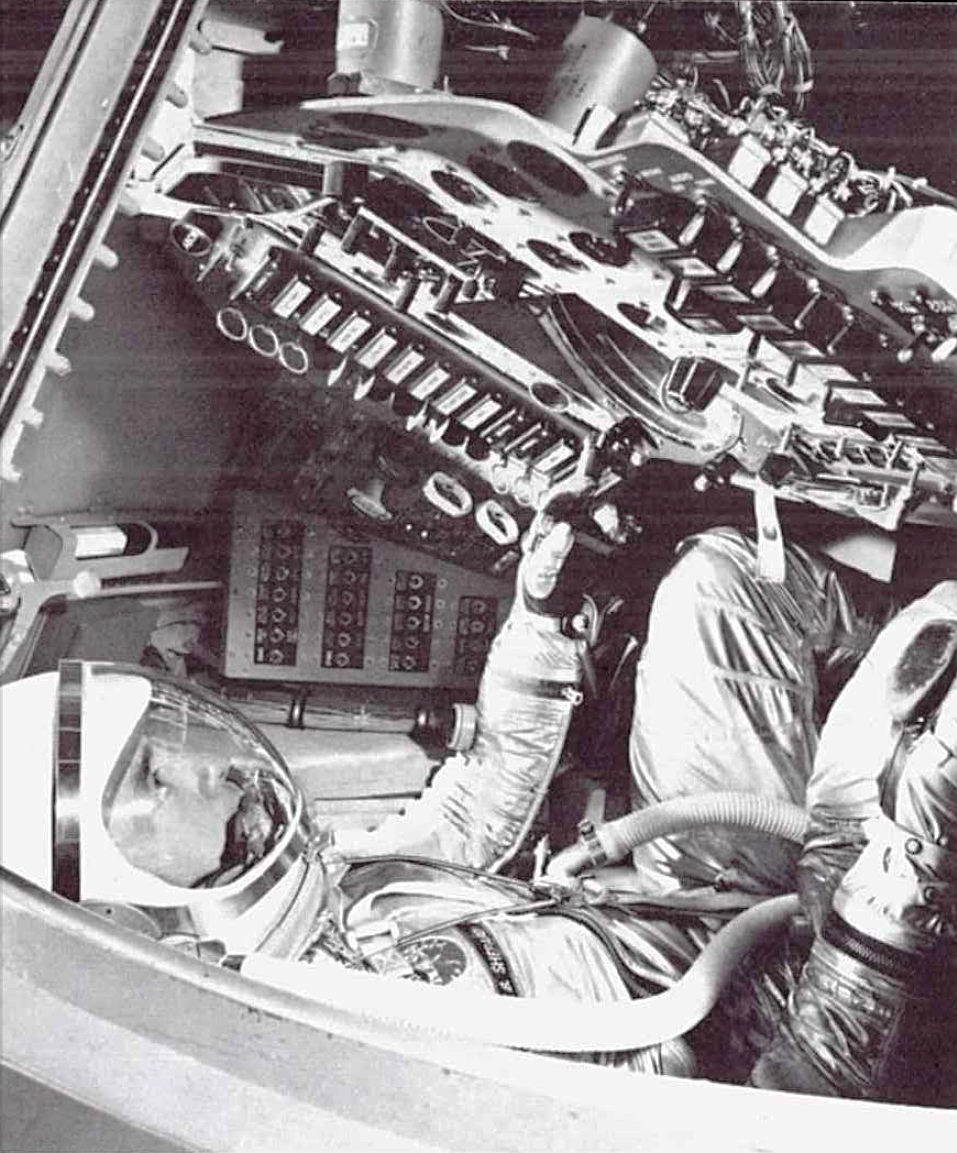
Mercury szimulátor Cape Canaveralen
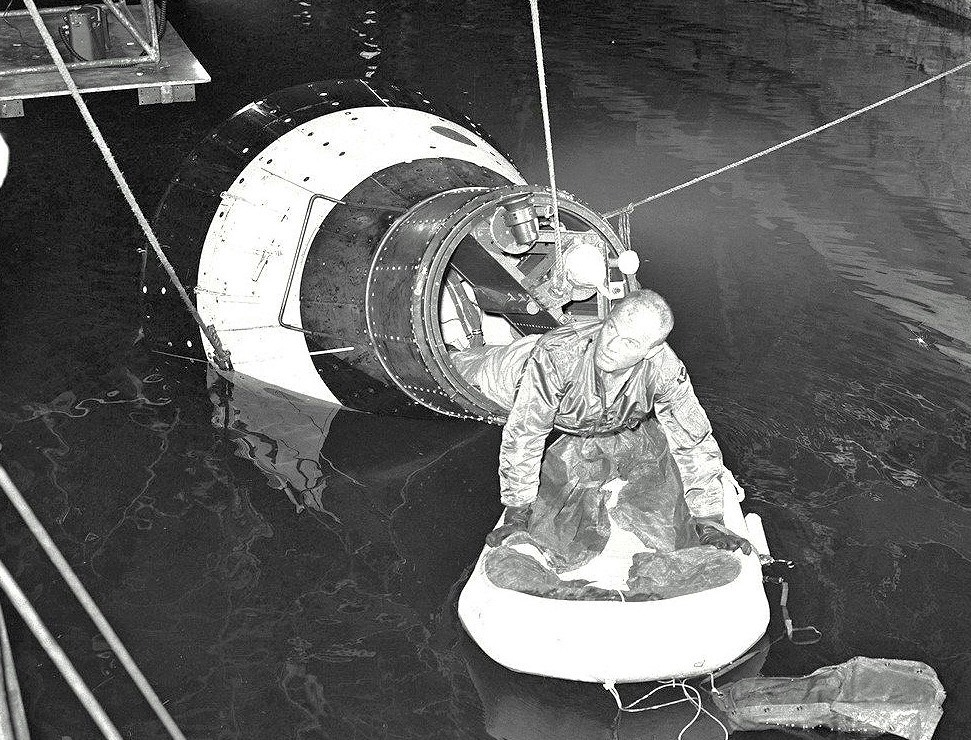
Vízreszállás gyakorlása

## Repülések
Összesen húsz Mercuryt építettek, háromnak a startja nem sikerült, ötöt ballisztikus pályára állítottak, hat űrhajó Föld körüli pályán keringett. Hat kísérlet történt emberrel, ezek közül kettő csak ballisztikus pályán. Az űrhajó egyetlen ember 24 órás, de maximálisan 36 órás űrrepülését tette lehetővé. A vegyi akkumulátorok feladattól függően 1500-3000 wattóra (Wh) teljesítményre voltak képesek. Harang alakú, a fékezőrakétákkal együtt 3,4 méter magas, legnagyobb szélessége 1,9 méter. Kettős falú konstrukció, a külső borítás nikkel-, a belső titánötvözet, közöttük kerámiaszálakból készült szigetelőanyag volt. A mentőrakéta az orrban volt elhelyezve. A mentőtorony magassága 6,2 méter. Az antennaházban volt elhelyezve a stabilizáló ejtőernyő illetve fékezőernyő és a stabilizáló infravörös horizontkereső. Az űrhajós fülke 1,9 méter átmérőjű, 1,5 méter magasságú. A szolgálati idő alatt az űrhajós szinte mozgás nélkül, ülve hajtotta végre az előírt feladatokat.
Alan Shepard volt az első amerikai, aki a Freedom 7 űrhajóval eljutott a világűrbe, szuborbitális űrugrást végezve. John Glenn a Friendship 7 űrhajóval az első amerikai Föld körüli pályán. A szovjetek a Vosztok-programmal megelőzték az amerikaiakat az emberes űrrepülések terén is.

### Ember nélküli tesztrepülések
| Repülés             | Start                | A teszt célja                                                               | A teszt eredménye |  |
| ------------------- | -------------------- | --------------------------------------------------------------------------- | ----------------- |  |
| Little Joe 1        | 1959. augusztus 21.  | A mentőrakéta repülés közbeni tesztje                                       | Kudarc            |  |
| Big Joe 1           | 1959. szeptember 9.  | A hőpajzs illetve az Atlas rakéta és az űrhajó közötti kapcsolóelem tesztje | Siker/Kudarc      |  |
| Little Joe 6        | 1959. október 4.     | Az űrhajó repülési tulajdonságainak és ellenállóságának tesztje             | Részbeni siker    |  |
| Little Joe 1A       | 1959. november 4.    | A mentőrakéta repülési tesztje egy űrhajómaketten                           | Részbeni siker    |  |
| Little Joe 2        | 1959. december 4.    | Az első valós mentőteszt nagy magasságon a fedélzeten egy majommal          | Siker             |  |
| Little Joe 1B       | 1960. január 21.     | Repülés megszakítási teszt a terhelési maximumon egy űrhajómakettel         | Siker             |  |
| Beach Abort         | 1960. május 9.       | A startasztali repülés megszakítás tesztje                                  | Siker             |  |
| Mercury-Atlas–1     | 1960. július 29.     | A Mercury űrhajó/Atlas rakéta együttes tesztje                              | Kudarc            |  |
| Little Joe 5        | 1960. november 8.    | A mentőrakéta első tesztje egy igazi Mercury űrhajóval                      | Kudarc            |  |
| Mercury-Redstone–1  | 1960. november 21.   | Egy igazi Mercury űrhajó tesztje maximális terhelésen                       | Kudarc            |  |
| Mercury-Redstone–1A | 1960. december 19.   | Igazi űrhajó / Redstone rakéta együttes tesztje                             | Siker             |  |
| Mercury–Redstone–2  | 1961. január 31.     | Ham csimpánz űrugrása                                                       | Siker             |  |
| Mercury-Atlas–2     | 1961. február 21.    | Igazi űrhajó/Atlas rakéta teszt (a kapcsolóelem tesztje)                    | Siker             |  |
| Little Joe 5A       | 1961. március 18.    | A mentőrakéta második tesztje egy igazi űrhajóval                           | Részbeni siker    |  |
| Mercury-Redstone–BD | 1961. március 24.    | Redstone rakéta fejlesztését célzó repülés                                  | Siker             |  |
| Mercury-Atlas 3     | 1961. április 25.    | Orbitális repülés egy robot űrhajóssal                                      | Kudarc            |  |
| Little Joe 5B       | 1961. április 28.    | A mentőrakéta harmadik tesztje egy igazi űrhajóval                          | Siker             |  |
| Mercury-Atlas–4     | 1961. szeptember 13. | Az életfenntartó rendszer tesztje egy robot űrhajóssal                      | Siker             |  |
| Mercury-Scout–1     | 1961. november 1.    | A Mercury követőhálózat tesztje                                             | Kudarc            |  |
| Mercury-Atlas–5     | 1961. november 29.   | Az életfenntartó rendszer tesztje Enos-szal, a csimpánzzal a fedélzeten     | Siker             |  |

#### Little Joe 1
A Mercury-program első kísérlete a Little Joe 1 lett volna, ha nem hiúsítja meg egy hiba. A kísérletre még nem is Cape Canaveralen került sor, hanem a Wallop-szigeten és a mérnökök a mentőtorony viselkedésére voltak kíváncsiak, különösképpen a startkor fellépő legnagyobb dinamikus nyomás (a felszálláskor tapasztalható legnagyobb légellenállás) idején. Ehhez elegendő volt egy Little Joe rakéta, mivel ezzel is szimulálni lehetett a kívánt dinamikus nyomást, majd erre a hordozóeszközre építettek egy Mercury űrhajó modellt, végül a rendszer egyetlen teljes értékű darabját, a mentőtornyot.
A tervezett repülés azonban teljes kudarcba fulladt 1959. augusztus 21-én: 35 perccel a tervezett start előtt, amikor az automatikát és az önmegsemmisítőt a saját akkumulátorának áramforrására kapcsolták, teljesen váratlanul az űrhajóegységeket egymástól elválasztó robbanótöltetek működésbe jöttek – a felbocsátás előkészítésén dolgozó személyzet pánikszerű menekülésbe fogott –, és végül a (vészhelyzetet helyesen észlelő) mentőtorony startolt csak el a hozzá kapcsolt űrhajómodellel, míg a rakéta az indítóállásban maradt. A mentőrakéta aztán mintaszerűen tette a dolgát, az előírt kb. 600 méter magasba vitte a Mercury-t, ott engedte el. A vizsgálati jelentés alig egy hónap alatt elkészült, és a hiba okát egy nem megfelelő tekercselés kiváltotta ún. „kóboráramban” jelölték meg.

#### Big Joe 1
A Wallop-szigeten zajló Little Joe kísérletsorozat mellett (amely lényegében a mentőrakéta működőképességét kellett igazolja) egy másik fontos részegységgel, a hőpajzzsal kapcsolatos tesztekbe is belefogott a NASA. Ehhez nagyobb teljesítményű hordozóeszközre volt szükség, ez volt az ún. Big Joe rakéta. A Big Joe lényegében nem volt más, mint az Atlas rakéta. A Big Joe kísérletben az Atlas–10D gyári számú hordozórakétát és egy működésképtelen, de tömeg- és mérethű Mercury űrhajót illesztettek össze, az űrhajóra pedig a hosszabb tervezési vita után kiválasztott leolvadó (a légköri visszatéréskor felhevülő, elszenesedő, elégő, közben lassan darabokban leváló, de a hőt hatékonyan elosztó) hőpajzsot szereltek.
A startra 1959. szeptember 9-én került sor Cape Canaveralről, a 14-es indítóállásról. A repülés során minden tökéletesen működött nagyjából a két perces időhatárig, azonban ekkor hibajel érkezett az irányításhoz a telemetrián: a fokozatleválasztás nem történt meg. A holtsúlyként tovább repülő fokozat miatt nem volt esély arra, hogy az űrszerelvény elérje a tervezett magasságot és sebességet. Mivel a rakétafokozat rajta maradt az űrhajón (így az elsődleges cél, a hőpajzs működését meghiúsítva), az irányításnak a reaktív kontroll hajtóművekkel (lényegében a kormányzást végző kis segédfúvókákkal) kellett játszania, hogy leszakítsák a rakétát, amely végül sikerrel járt, bár a kormányzásra szánt hajtóanyagot teljesen elfogyasztották. A Mercury űrhajó végül 140 km csúcsmagasságot ért el, és 2292 kilométer repülés után ért vizet az Atlanti-óceánon, ahol a mentőcsapatok néhány órányi keresés után viszonylagos épségben találtak meg.

#### Little Joe 6

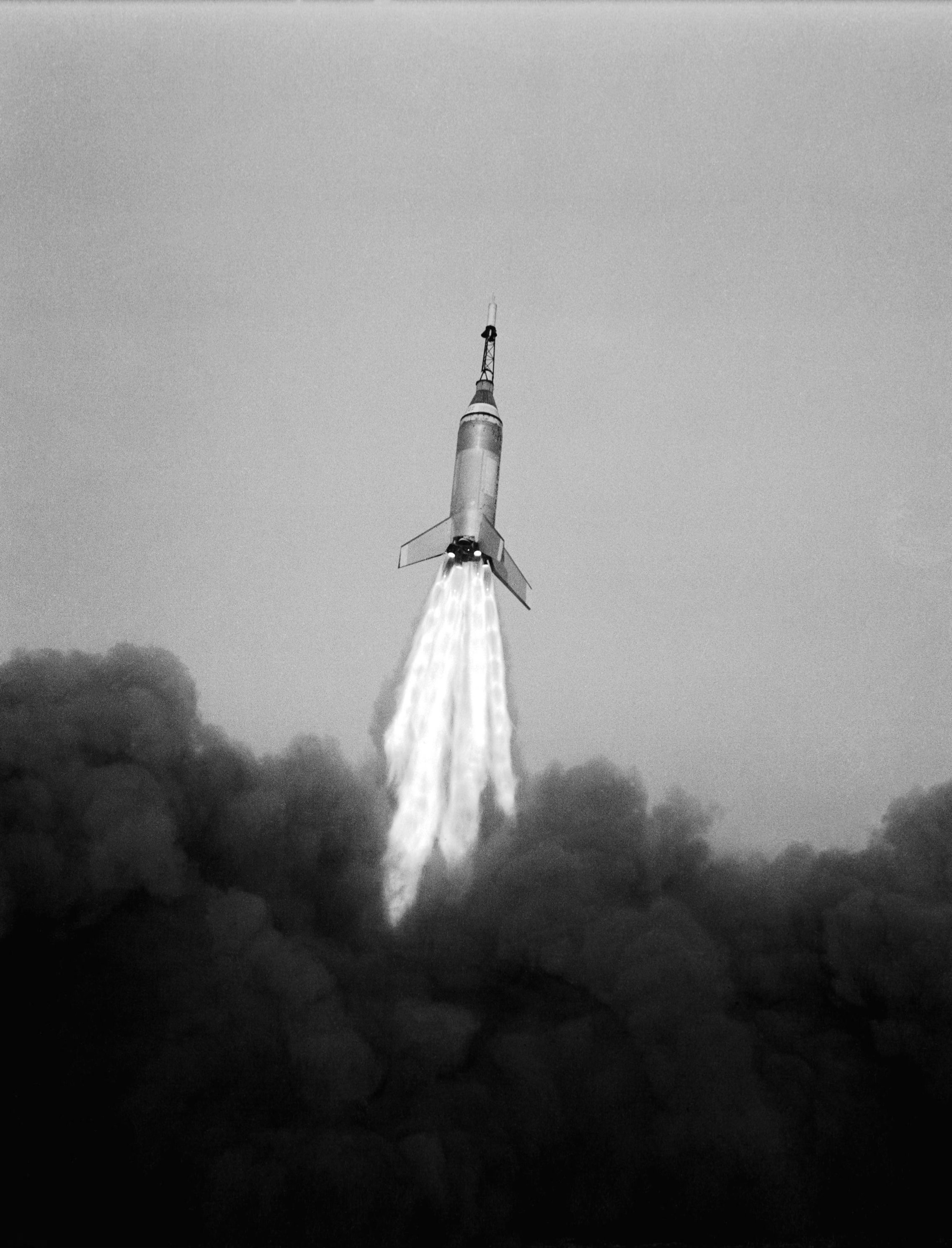
A Little Joe 6 startja a Wallop-szigetről

1959. október 4-én került sor a következő Mercury tesztre – ismét a Wallop-szigeten –, amely az idő tájt jelzést sem kapott, csak később adták neki a Little Joe 6 megnevezést. A teszt lényegében visszalépés volt a kudarcba fulladt első kísérlethez képest, az egyetlen közös dolog az volt, hogy a felhasznált hordozórakéta ugyanaz a példány volt, mint ami augusztusban ott maradt az indítóasztalon. A repülés tesztcéljait illetően a visszalépés azt jelentette, hogy mindössze a rakéta alkalmasságát, valamint az űrhajó repülési tulajdonságait, illetve ellenállóságát akarták igazolni. Ehhez egy tömeg- és mérethű, ám rendszerekkel fel nem szerelt, így működésképtelen űrkapszulát, illetve egy szintén működésképtelen mentőtornyot szereltek össze a rakétával.
A kísérlet során a 16,5 méter magas és összesen 20 tonna tömegű szerkezetet 65 kilométer magasra emelte a Little Joe, ahol a két és fél perces repülési idő végén az irányítást tervszerűen beindította az önmegsemmisítőt. Az űrhajó darabjai 115 kilométerre csapódtak az óceánba. A kísérletet sikeresnek minősítették.

#### Little Joe 1A
A Wallop-szigeten folyamatosak lettek a kísérletek, napra pontosan egy hónapos időközökkel startoltak a Little Joe rakéták. Így 1959. november 4-én indult Little Joe 1A, pontosan megismételve a kudarccal végződött Little Joe 1 repülését. A célok is ugyanazok voltak, a mentőrakéta megfelelőségének igazolására szánták a repülést, kiegészítve az ejtőernyőrendszerrel kapcsolatos minél részletesebb adatgyűjtéssel. A repülésre kijelölt kapszula ismét működésképtelen makett volt, csak a mentőrakéta volt éles. A kísérleten a sajtó is részt vett, egy rövid csata után, amelyben az újságírók kiharcolták, hogy első kézből értesüljenek a repülések eseményeiről (a NASA munkatársai ezért előzetesen részletes „képzést” tartottak a sajtónak, hogy az esetleges visszaszámlálás megszakításokat nehogy hibának, vagy kudarcnak tudósítsák az eseményeket).
November 4-én végül az elstartoló LJ–1A egy részben sikeres repülést teljesített. A rakéta látszólag hibátlanul a magasba emelte az űrkapszulát, ám a mentőrakéta csak 10 másodperccel a maximális dinamikus terhelés pontját követően lépett működésbe. Az ejtőernyőrendszer tökéletesen működött, ahogy a mentési műveletek is, így a másodlagos és harmadlagos műveleti célt sikerült 100%-osan teljesíteni. A mentőrakéta nem megfelelő működésének okára nem derült fény, csak sejtések fogalmazódtak meg. A hiba miatt a kísérlet megismétlését tűzték ki célul.

#### Little Joe 2

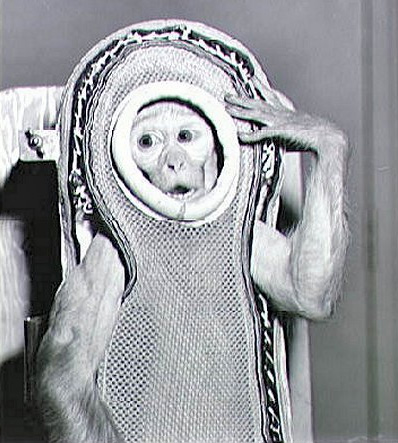
Sam, a rézuszmajom a Little Joe 2 repülésre előkészítve, egyfajta „majomszkafanderben”

A Little Joe 2 a szokásos helyről, a Wallop-szigetről startolt 1959. december 4-én, és lényegi előrelépést jelentett az előző kísérlethez képest. Bár a LJ–1A nem hozott maradéktalan sikert, a kísérleteket végzők mégis élőlényekkel végzett repülést iktattak be a Little Joe–Mercury kísérletek sorába. A szakemberek kíváncsiak voltak rá, hogy egy egyszerűbb szervezet, mint egy kis rézuszmajom hogyan viselkedik az űrhajó mozgásainak, vagy a súlytalanság hatására, illetve a nagy magasságban megnövekvő sugárzásban. Később a majom mellé még egy további biológiai csomagot is terveztek felbocsátani: zabszemeket, patkány idegsejteket, szövettenyészeteket és bogarakat készítettek elő, hogy a majommal utazzanak.
A startra két újdonsült űrhajósjelölt, Alan Shepard és Virgil Grissom jelenlétében került sor. A Little Joe 30 000 méter magasba emelte a Mercury űrhajót, majd a beinduló mentőrakéta még tovább emelt a magasságon, így végül 84 000 méter magasságig jutott a kabin, amely a holtpontról szabadesésben zuhant vissza. A csúcsmagasság végül közel 30 000 méterrel volt alacsonyabban a tervezettnél, amit a rosszul számított légellenállás okozott. Sam, a majom végül csak 3 perc súlytalanságot tapasztalt a tervezett 4 helyett. Mintegy 6 órányi hánykolódás végén sikerült a mentőcsapatoknak épségben kiemelni a tengerből a sima leszállást bemutató kis majmot. A szakemberek minden előzetesen kitűzött célt sikeresnek nyilvánítottak és lelkesen nyilatkoztak – különösen a tökéletesen működő Little Joe hordozórakétáról –, bár később árnyaltabbak lettek a vélemények, különösen a biológusok panaszkodtak az állatkísérlet nem teljesen kielégítő eredményeiről. A fő cél azonban teljesült, a mentőrakéta tökéletesen alkalmasnak mutatkozott az űrhajó esetleges vészhelyzeti mentésére élőlényekkel – akár emberrel – a fedélzeten.

#### Little Joe 1B
Sam majom útját követően kerülhetett sor a Little Joe 1 és 1A repüléseknél nem teljes sikerrel végrehajtott kísérlet ismétlésére, azzal a kisebb csavarral, hogy az űrhajóban ismét utazott „valaki”, Miss Sam, egy kis nőstény rézuszmajom. 1960. január 21-én startolt a Wallop-szigetről az újabb Little Joe rakéta, amely ezúttal végre az elvárások szerint teljesített. A rakéta kevesebb mint 15 kilométerrel maradt el a tervezett magasságtól, és az elért sebessége meghaladta a 3200 km/h-t. Miss Sam feladatot is kapott a repülés idejére: egy felgyulladó fényt megpillantva egy kart kellett megrántania.
A repülés egyetlen igazi újdonsága egy mentési gyakorlat volt, a Little Joe kiégési magasságán szimulált vészhelyzetet imitáltak a mérnökök és a mentőrakétának be kellett indulni. A művelet rendben le is zajlott, további 75 m/s sebességnövekedést indukálva. Miss Sam űrhajója mindössze 19 kilométerre szállt le a mentőalakulatot vezető rombolótól. A repülés 8,5 percig tartott, a gyors helikopteres mentést követően a kis majom a felszállást követő 45 percen belül ismét a Wallop-szigeten volt. Az egész repülés során egyetlen eltérés volt a tervezetthez képest, a mentőrakéta beinduláskor olyan zajhatások keletkeztek, hogy a majom annyira megrémült, hogy rövid időre kiesett a feladatából.

#### Mercury–Atlas–1
1960 februárjában egy Los Angelesben tartott megbeszélésen döntött a NASA (némileg a Little Joe és Big Joe tesztek alapján) a végleges Mercury űrhajó, Atlas rakéta, mentőrakéta konfigurációról, és a tervek szerint a végleges konfigurációval kívánták végrehajtani. A véglegesség – és talán a működőképes hardver jelenléte – abban is megjelent, hogy a repülést nem Big Joe, hanem már a végleges Mercury-Atlas–1 néven akarták indítani. A repüléshez ezért a McDonnell 4-es gyári számú űrkabinját vették munkába, és további berendezéseket és műszeregységeket építettek bele. Az űrhajó inkább volt a végső kiépítésében egy mérőműhely, mintsem működőképes űreszköz, tekintettel a hiányzó rendszerekre (életfenntartó rendszer, pilótaülés, műszerfal, kormányfúvókák stb.), amelyek még nem kerültek beépítésre.
A repülés előtt a vizsgálandó paraméterek/követelmények listája is összeállt:
- Az űrkabin mindenekelőtti kimentése a tengerből
- Meghatározni a Mercury űrhajó és a fenekére szerelt hőpajzs/fékezőrakéta csomag integritását a visszatéréskor a legmagasabb hőmérsékleti tartományban
- Meghatározni a visszatérő csomag hőelnyelő tulajdonságait a légkörbe lépés során
- Meghatározni a Mercury űrhajó repülési karakterisztikáját a légköri visszatérés során
- Ellenőrizni a mentőrendszer működőképességét
- Szoktatni a Mercury-program személyzetét a starthoz és a mentési műveletekhez[51]

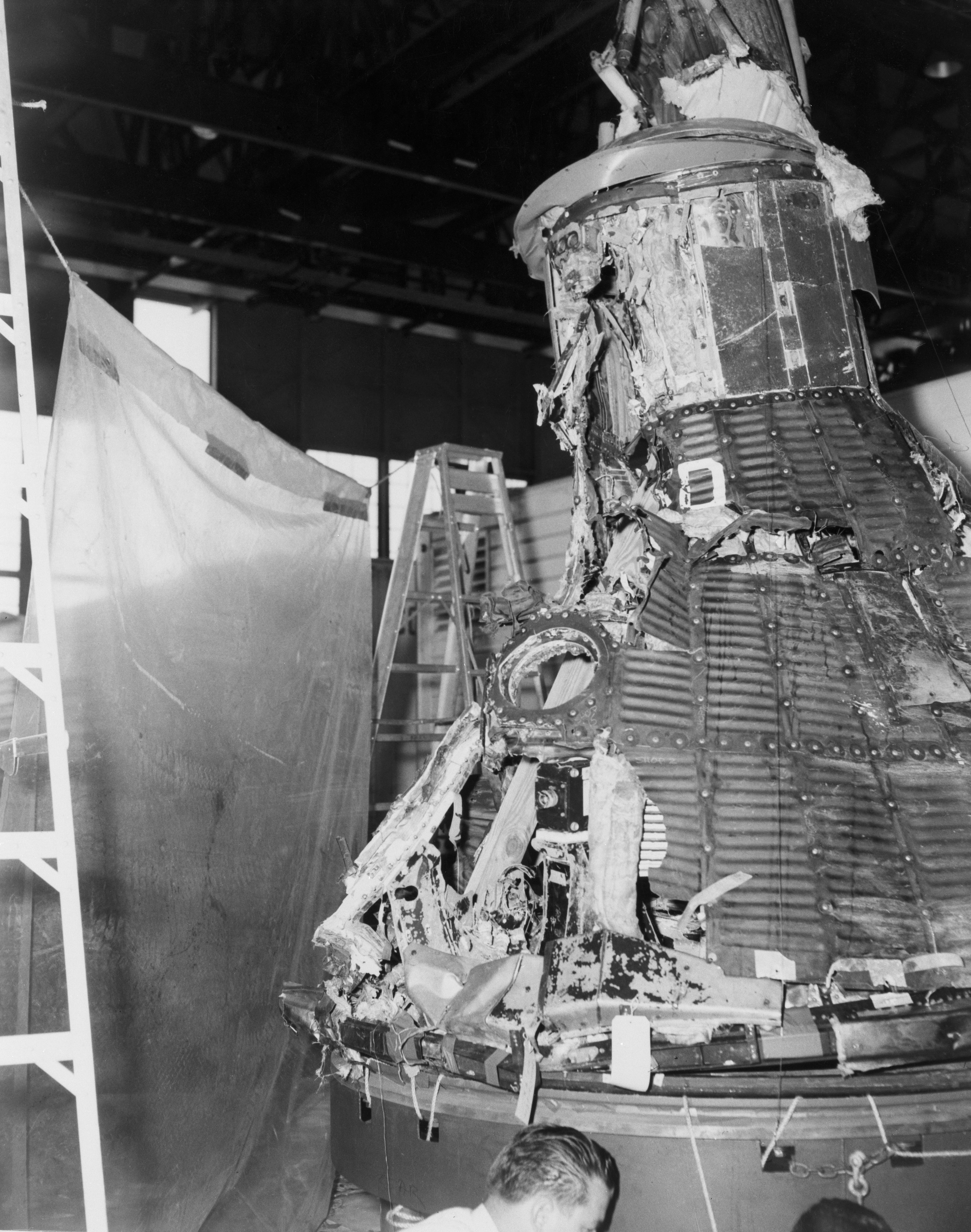
A roncsokból rekonstruált Mercury-Atlas–1 űrhajó

Július 24-én még összegezték az űrhajó által elérendő paramétereket (5700 m/s legnagyobb sebesség, 180 km magasság, 2340 kilométeres repülési távolság, 16 perces repülés, maximálisan 16,3 G lassulás), majd egy polietilén védőfólia által védetten az esőtől, a rakétát és űrhajót kivontatták a 14-es indítóállásba. A startra 1960. július 29-én került sor. Aznap erősen felhős idő volt, az eső is hevesen esett, de az irányítás még nem ítélte veszélyesnek a repülésre nézve a feltételeket. Jelentették, hogy a leszállási térségben is megfelelő az időjárás, így megkezdték a startprocedúrát. A rakéta helyi idő szerint 9:13-kor (13:13 UTC) emelkedett fel az indítóállványról. A felszálló rakéta hamar eltűnt a szemek elől, amikor a Cape feletti felhőalapot áttörte, de a műszerek szerint a repülés első szakasza rendben zajlott. Azonban a látszólagos rend hamar visszájára fordult.
A startot egy perccel követően minden kapcsolat megszakadt a rakétával. Egy másodperccel az adás megszakadását megelőzően egy jelzés érkezett a telemetrián keresztül, miszerint az üzemanyagtartály és a cseppfolyós oxigéntartályok közötti nyomáskülönbség hirtelen megszűnt. Lévén a felhőzeten keresztül semmilyen vizuális kontroll nem állt rendelkezésre, nem lehetett tudni, hogy ez a jelzés a problémák kiváltó oka volt-e, vagy a problémák végkifejlete, amelyben a tartályok megsemmisültek, de a jelzésekből nyilvánvaló volt, hogy a rakéta és az űrhajó megsemmisült. Az okokat nehéz volt feltárni, bár a mentőcsapatoknak sikerült a tengerben megtalálni a lezuhant rakétát és a Mercury űrkabint. A hiba okát nem sikerült felderíteni, viszont a NASA arra az elhatározásra jutott, hogy megismétlik a repülést, csak a következő teszten telerakják műszerrel a repülőeszközt.

#### Little Joe 5
A Little Joe 5 kísérlet tervezése nagyjából egy évvel a tervezett start előtt kezdődött, és az eredeti elképzelések szerint az első működőképes Mercury űrkabin, illetve mentőrakéta felbocsátását irányozták elő egy olyan speciális „csomag” beépítésével, amelyben egy közepes méretű csimpánz foglalt volna helyet, így vizsgálták volna az űrhajó és utasa viselkedését a max. Q tartományban. Azonban az űrkabin leszállításában adódó késések, az űrhajót és a rakétát összekapcsoló ún. kapcsos gyűrű és az abba épített leválasztó pirotechnika problémái miatt elhúzódtak az előkészületek, így Robert Gilruth úgy döntött (az STG mérnökeinek egyetértésével), hogy a csimpánz reptetését kihúzzák a tervcélok közül, így a személyzet jobban tudott koncentrálni a technikai kérdésekre. Később további problémák merültek fel a hélium- és a hidrogén-peroxidtartály beépítésével is, ami további késedelmet okozott. További súlyproblémák is merültek fel a repülő hardverrel, ami felvetette egy nem kívánt, Afrikában történő leszállás lehetőségét is.
A startot végül 1960. november 8-ra tűzték ki. Aznap a kísérlet végül teljes kudarccal végződött. A rakéta helyi idő szerint 10:18-kor (15:18 UTC) emelkedett fel a Wallop-szigetről, és mindössze 16 másodperces repülés után megsemmisült. Ekkor a mentőrakéta időnek előtte beindult, miközben a hordozórakéta még javában gyorsította az űrszerelvényt, de minden részegység összekapcsolódott állapotban maradt, letért a pályájáról és a tengerbe csapódott. Az űrkabin mindössze 16,2 km magasba emelkedett, és 20,9 km-re az indítóállástól zuhant a tengerbe, messze elmaradva a kitűzött tartománytól. Később a mentőcsapatok a roncsok egy részét begyűjtötték további analízisre a tengerből.

#### Mercury-Redstone–1
1960 második felében fogalmazódott meg a gondolat a NASA-n belül – részben attól való félelmükben, hogy a szovjetek előrébb tartanak, részben pedig költségtakarékossági okokból –, hogy a kísérleteket kettéágaztatják, és az Atlas rakétával végzett orbitális repülés mellett egy kisebb teljesítményű rakétával ún. űrugrást (ballisztikus pályán történő repülést) hajtanak végre, amely csak annyiban űrrepülés, hogy ennek során átléphetik a Kármán-vonalat. Ehhez kiválasztották a Redstone rakétát, és a Mercury űrhajót ráépítve elkezdték az űrugrások kipróbálását.

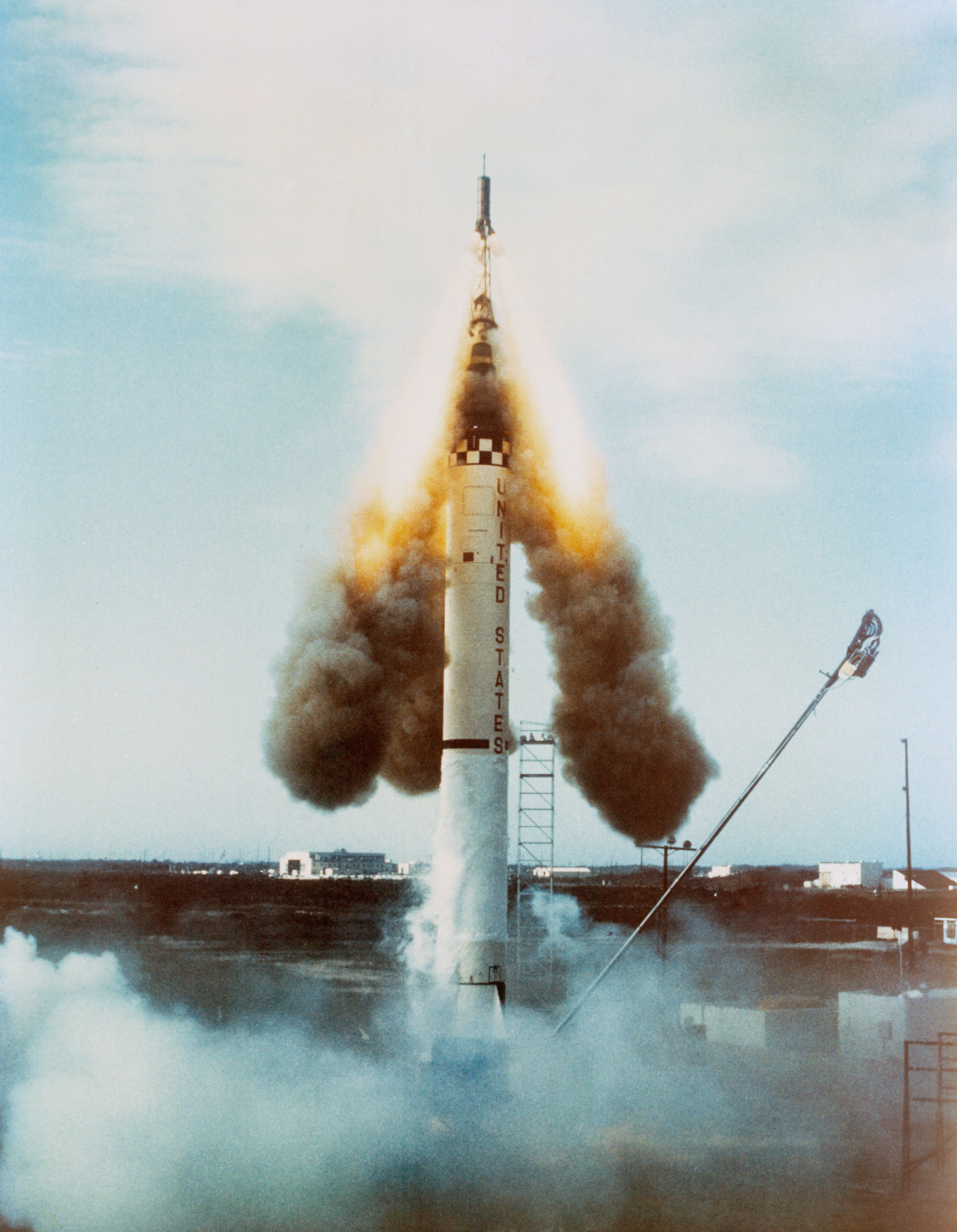
A mentőrakéta beindul az indítóasztalon a kudarccal végződött Mercury–Redstone–1 repülésen

A mérnökök az új repülési profil kipróbálásához egy teljes értékű Mercury űrkabint (a 2-es gyári számú példányt) terveztek reptetni egy Redstone hordozórakétával (MR–1 jelzéssel) és egy szintén teljes értékű mentőtoronnyal. A tervek szerint ezzel az eszközpárosításával tesztelhették az űrhajó automatikus irányító és leszállórendszerét, valamint a földi felbocsátási, mentési, nyomonkövetési infrastruktúrát. Emellett tesztelni kívánták a repülésmegszakítási érzékelőrendszer működését is (ehhez a rendszert úgy állították be, hogy az érzékelni és az irányítás számára jelenteni legyen képes egy megszakítási szituációt, de magát a repülésmegszakítást ne legyen képes kiváltani).
A startot először 1960. november 7-re tűzték ki, azonban ekkor a héliumrendszerben hibát észleltek (a nyomás váratlanul a normál érték negyedére zuhant), így el kellett halasztani a startot, az űrhajót és a hőpajzsot leszerelni a Redstone-ról, elhárítani a hibát (tartálycserével és újravezetékezéssel), majd újra készre szerelni az űrszerelvényt. Az új startot 1960. november 21-re tűzték ki. Ezúttal először használták a Mercury irányítóközpontot a repülés irányítására.
A startra helyi idő szerint 9:00-kor (14:00 UTC) került sor az LC–5 startasztalról. A meglepett irányítók annyit láttak az új központ periszkópján keresztül, hogy a rakéta feldübörög, majd hirtelen a dübörgés elhallgat, a rakéta zökken egyet, majd megállapodik a farokvezérsíkjain, és csend ül a startasztalra. Ezt követően rögtön a mentőrakéta beindul és elrepül, de az űrkabint a rakéta tetején hagyja. Három másodperccel a mentőrakéta elrepülése után a kabin ejtőernyője kiold és félig kibomolva betakarja a kabint. A helyzet a rendszer nem megfelelő működése okán meglehetősen veszélyessé vált: a starthelyen ott állt a teljesen feltöltött rakéta mindenféle biztosítás nélkül, pusztán a gravitációra bízva, az egész szerelvény oldalán ott lógott a félig kinyílt ejtőernyő, amely azzal fenyegetett, hogy egy kisebb szélroham is belekap és felborítja a rakétát.
A kudarc végül a „négy hüvelykes repülés” néven vonult be a jelentésekbe (mások úgy összegezték az eseményt, mint „az összes, amit fellőttünk, a mentőrakéta volt”). Előbb az irányítás több megoldás közül azt választotta, hogy megvárja, amíg a rakéta rendszereinek működéséhez szükséges akkumulátorok lemerülnek, így a cseppfolyós oxigén lassan elforr és a robbanásveszélyes rakétát meg lehet közelíteni. A megkezdődő hibakeresés hamar fel is tárta a probléma okát: a felszállás során különböző kábelek csatlakozói különböző sorrendben váltak le a rakétáról, és egy rossz kábel (egy más típusú Redstone rövidebb kábele) rossz sorrendben húzódott ki a rakétából, így az ezt hajtómű leállítási parancsként érzékelte és jóval idő előtt leállította a startfolyamatot. A hiba megállapítását követően a teszt megismétlését határozták el.

#### Mercury-Redstone–1A
A sikertelen kísérletet követően alig egy hónappal a NASA ismét készen állt egy űrugrásra. A Mercury–Redstone–1A repülés teljes egészében a november 19-i sikertelen kísérlet megismétlése volt. Az űrhajó ugyanaz (Nr.2 gyári számú) volt, mint amit leszereltek a MR–1-ről, rakétának pedig a MRLV–3 jelű példányt használták az összeszerelésnél. A repülés célja is ugyanaz maradt: a működőképes űrkabint, rakétát és mentőtornyot felhasználva kellett igazolni az automatikus irányító- és leszállórendszer, valamint a repülésmegszakító rendszer működőképességét.
A start 1960. december 19-én történt meg, amikor Cape Canaveral LC–5 indítóasztaláról a Redstone rakéta rendben felemelkedett 11:15-kor (16:15 UTC). A hajtómű 143 másodpercig működött, és végül 210 kilométer magasra repítette az űrhajót, majd az indulási helytől 378 kilométerre érkezett az Atlanti-óceánba. A legnagyobb égésvégi sebesség 7900 km/h volt. A repülési idő 15 perc 45 másodpercet tett ki. A repülés tökéletesen sikerült, az irányítók kivétel nélkül hozzájutottak a kívánt adatokhoz. A vízre szállt űrhajót mindössze 15 perc keresés után – nagyjából 30 kilométerre a kijelölt leszállási ponttól – a USS Valley Forge hordozó helikoptere halászta ki és szállította az anyahajó fedélzetére.

#### Mercury–Redstone–2

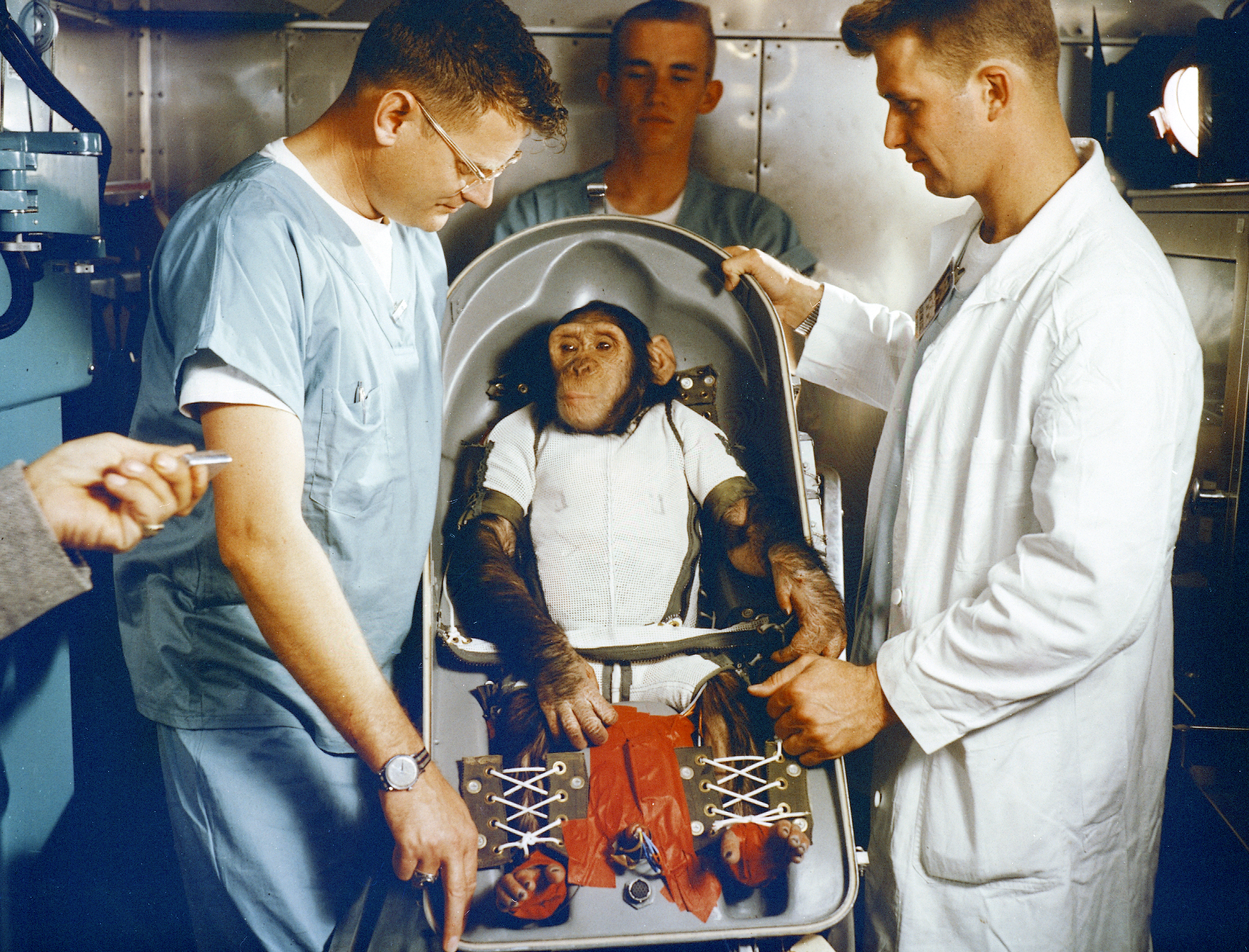
Ham a speciálisan számára kialakított ülésben, egy kvázi szkafanderben a repülés előtt

A Mercury-Redstone–1A sikeres útja után a NASA rögtön továbblépett a Redstone rakétákkal végzett űrugrások területén, mivel ez kecsegtetett a gyorsabb sikerrel, amivel a szovjetek elé vághatott az Egyesült Államok. A következő lépcsőfok egy teljesen felszerelt űrhajóval egy teljesen élethű űrugrás végrehajtása volt, de még előbb egy majommal a fedélzeten, egyfajta jelmezes főpróba az ember reptetése előtt úgy, hogy az élő szervezetre gyakorolt hatásokat vizsgálni lehessen. A Mercury–Redstone–2 céljait ennek megfelelően határozták meg. A repüléshez azonban nem a Little Joe kísérletek során már felbocsátott rhesusmajmokat, hanem az emberre fizikai felépítésében egy fokkal jobban hasonlító főemlőst, egy csimpánzt választottak. A Holloman Légibázison a kísérletekre már korábban alapítottak egy 40 egyedet számláló majomkolóniát, ebből választottak a repüléshez egy példányt. A kiválasztott majom 1956-ban született Kamerunban, és 1959-ben került át Amerikába, és a kísérlethez az eredeti Changról (a „leltári száma” szerint 65-ös példány) megváltoztatták Ham-re. A Ham nem az eredeti angol értelmezés szerinti „sonka” jelentéssel bírt, hanem a kísérletet irányító Holloman Aerospace Medical Center kezdőbetűiből álló betűszó volt. Az előző repüléshez képest az hozott újdonságot, hogy Ham számára ki kellett találni valamilyen teszteket, amivel az életfunkciók mérésén túl tesztelni lehetett az élő szervezet reakcióját a súlytalanságra, illetve az űrrepülés közben fellépő hatásokra. Ezek legfontosabbika volt, hogy az állatnak különböző hang- és/vagy fényjelzésekre különböző karokat kellett meghúznia megadott időn belül. Ha 5 másodpercen belül a helyes kart húzta meg a kísérleti alany, banándarabokat kapott jutalmul, ha tévesztett, vagy kifutott az időkeretből, gyenge áramütéssel büntették.

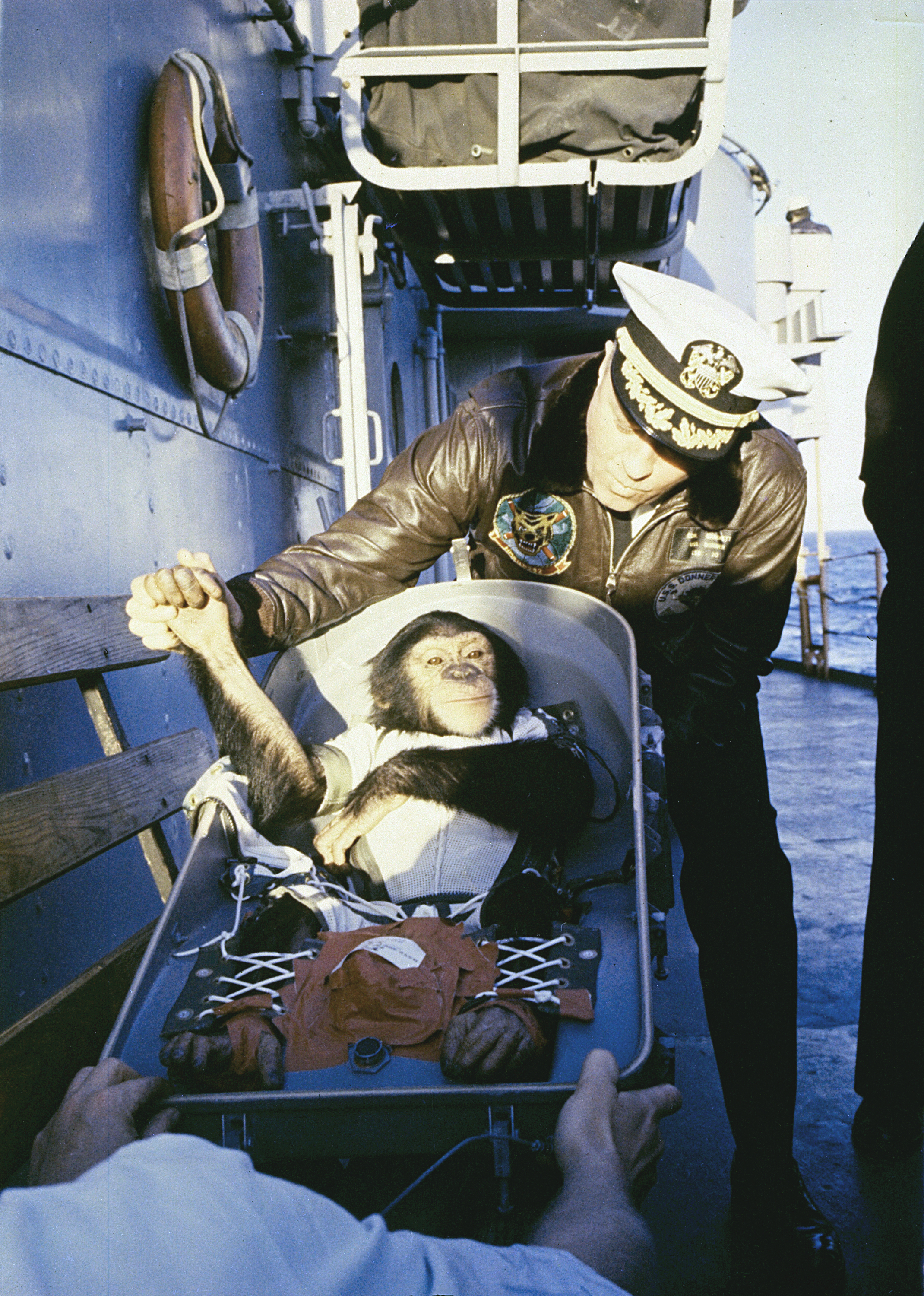
Ham a USS Donner fedélzetén a repülés után a hajó kapitányával „fog kezet”

A Holloman bázison kiválasztott hat legjobb állattal húsz állat-egészségügyi szakember és gondozó települt át Cape Canaveralre 1961. január 2-án, ahol egy külön körletet kaptak. Az új helyen először egy akklimatizációs időszak vette kezdetét, mivel a Holloman nagyjából 1500 méter körüli tengerszint feletti magasságáról a tengerszintre költöztek, így a majmok mért egészségügyi értékei objektív okokból megváltoztak. Ezt követően két külön csoportra osztották az állatokat, ahol a két csoport tagjai nem érintkezhettek, ezzel megelőzve, hogy egy esetleges fertőző betegség az összes jelöltön egyszerre söpörjön végig. A startig terjedő időszakban a csimpánzok naponta gyakorolták a Holloman bázison megismert feladatokat, csak ezúttal a fény- és hangjelzések, valamint a válaszadó karok egy életnagyságú Mercury kabin makettbe voltak beépítve, hogy az állatok megszokják az új „munkakörnyezetet”.
A felbocsátás előtti napon a Space Task Group egyik tagja és a hollomani csoport egyik állatorvosa megvizsgálta az állatokat, és kiválasztotta a legalkalmasabbnak tartott jelöltet, Hamet. A repülésre kijelölt csimpánz mellé kijelöltek egy tartalékot is, egy Minnie nevű nőstényt. A két kiválasztott példány számára 19 órával a tervezett start előtt kezdődött a startfolyamat, ekkor erősítettek rájuk életfunkció mérő bioszenzorokat, és etetésükben diétás étrendre tértek át a gondozók. Hét és fél órával a start előtt még egy utolsó orvosi vizsgálat következett. Négy órával a start előtt ültették be a két állatot az erre a repülésre számukra kialakított, nyomás alá helyezhető ülésekbe, hogy aztán kivigyék őket az indítóállásba.
A Mercury-Redstone–2 startjára 1961. január 31-én 11:55-kor (16:55 UTC) került sor, több problémából adódó starthalasztást (elakadt az indítóállás liftje, túl sokan tartózkodtak feleslegesen az indítóállás környezetében, az egyik rendszer beszabályozása 20 perccel tovább tartott, és a rakéta egyik csatlakozójának takarója beszorult) követően. A csimpánz útja messze nem sikerült problémamentesre. Egy perccel a start után a telemetriai adatok a röppálya 1 fokos eltérését észlelték, és az eltérés növekedett. A gyorsítás 137 másodpercig tartott, ekkor a hajtóművet a rakéta automatikája a program szerint leállította. A mentőrakéta hibaként észlelte a hajtóműleállást, de ahelyett, hogy levált volna, beindult, és tovább emelte a kabint. A mentőrakéta hibája túlgyorsította az űrhajót, a tervezett kb. 7081 km/h sebesség helyett 9425 km/h-ra, és a pálya csúcspontja 185 km helyett 253 km magasra tevődött. Túl azon, hogy emiatt Ham 1 perc 40 másodperccel tovább lehetett a súlytalanságban (összesen 6 perc 36 másodpercet töltve súlytalanul), a visszatérésre nézve komoly problémát jelentett a túlgyorsítás. A röppálya megváltozása miatt egyrészt a vízre érkezés messze – az előzetes számítások szerint 77 km-re – helyeződött át a tervezetthez képest, ahol nem volt hajó, ami kiemelje az űrhajót, másrészt meredekebbre rajzolódott a visszatérés íve, nagyobb, csonttörő 17 G-s lassulást vetítve előre Ham számára. További probléma volt, hogy egy légszelep is meghibásodott, és a kabin nyomása a tervezett 5,5 psi (379 hektopascal) helyett 1 psi-re zuhant. Hamet csak az mentette meg, hogy az ülése kvázi szkafanderként funkcionált, és saját belső nyomással rendelkezett.
A majom a nehézségek ellenére kiválóan tette a dolgát. A földi gyakorláshoz hasonlóan karokat kellett meghúznia különböző jelzésekre, és 50 alkalomból mindössze kétszer tévesztett (amit ezúttal is kis áramütéssel büntetett a rendszer). A leszálláskor még egy probléma vált nyilvánvalóvá az irányítás számára. A hiba még a rakéta leválásakor és a mentőrakéta hibás beindulásakor történt, a röppálya leszálláskori végső beállításához használt fékezőrakéták (amelyek egy „csomagban” voltak kötegelve és szíjakkal rögzítették őket a kabin fenekére, hogy aztán a fékezés végén könnyen leválaszthatók legyenek) idő előtt leváltak. Ennél fogva a röppálya tetején nem ment végbe a fékezőmanőver. A kabin ezután visszatért az atmoszférába, és a többszörösen megváltozott röppálya miatt a legnagyobb lassuláskor 14,7 G hatott Hamre. A problémák a leérkezéskor sem hagyták el az űrhajót. Ham 16 perc 39 másodperc repülés után csobbant az Atlanti-óceánba, 679 kilométerre a starthelytől és 90 kilométerre a legközelebbi, őt váró hajóegységtől, a USS Ellison rombolótól. A leérkezés során a kabin megsérült, a hőpajzs leszakadt, és lék is támadt rajta, ezért a víz elkezdett beömleni a kabinba, elsüllyedéssel fenyegetve azt. A leszállás figyelésére és a kabin vízre érkezési helyének felderítésére kiküldött P2V kutató-mentő repülőgép 27 perccel a leszállás után fedezte fel a fejjel lefelé a vízen hánykódó Mercury kabint. Az irányítás ekkor úgy rendelkezett, hogy a haditengerészet rendeljen ki helikoptereket a mielőbbi mentésre, mivel a hajós kiemeléshez még legalább 2 óra kellett volna. A legközelebbi helikopteres hajóegység, a USS Donner küldött oda kutató-mentő helikoptert, amely végül kiemelte a süllyedő űrkabint. A pilóták becslése szerint kb. 360 liter víz gyűlt össze a kabin belsejében a kiemelés idejére. A víz a kabinfal sérülésén kívül még egy szelepen is folyt be a kabinba (ez az a szelep volt, amelyen keresztül a levegő is elszökött a repülés kezdeti fázisában és nyitva maradt). A kiemelést követően a helikopter a USS Donnerre szállította a kabint, és a fedélzeten nyitották ki az ajtót. A tengerészek épen és egészségesen találták meg Hamet az ülésébe szíjazva. A jó állapotban levő állat egy almát és egy narancsot kapott a konyháról, amit jóízűen elfogyasztott.
Ham útja nem volt egyértelmű siker, tehát szükség lett az emberes űrrepülés előtt változtatásokra a rakétán és ezek működőképességét egy újabb tesztrepülésen kipróbálni.

#### Mercury–Atlas–2
Közben a kísérletek másik ágán, az orbitális repülésen is haladt előre a folyamat. A kulcs az Atlas rakéta űralkalmazásra alkalmassá tétele volt a Mercury-program számára, amely a Mercury-Atlas-1 során látványos kudarcot vallott. A baleset kivizsgálása során a gyanú a rakéta konstrukciójára terelődött, mint lehetséges hibaforrásra. Az Atlas egy úgynevezett kerozin-oxigén rakéta volt (azaz üzemanyagként RP–1-es kerozint, oxidálóanyagként cseppfolyós oxigént használt), amelynek első sikeres startja 1957. december 17-én történt még mint hadászati ballisztikus rakéta. A szerkezet tervezési filozófiája egészen egyedi volt, a mérnökök az úgynevezett „gázballon” módszert alkalmazták: az űrhajó tartályai a papírnál is vékonyabb rozsdamentes acélból voltak, és a kiürülésük ütemében 170–413 kPA nyomású héliumgázzal töltötték fel, ami szerkezeti szilárdságot biztosított az egész rakéta számára. A vizsgálatot végzők szerint a rakéta nem megfelelő strukturális szilárdsága okán robbant fel, vagy esett szét, ezért a következő Atlas rakéta kapott egy acélpántot (az űrhajós-szlengben a kötőfék vagy nadrágszíj nevet kapta) megerősítésként, ezzel ellensúlyozva a „vékony falú” változat szerkezeti gyengeségét. A pántot előbb laboratóriumban és szélcsatornában tesztelték és alkalmasnak találták, ennek ellenére sokáig vita zajlott a Space Task Group, a légierő és a Convair között, hogy a megoldás alkalmas lehet-e. Végül a STG és a Convair többségi véleménye alapján javasolták James Webbnek, a NASA újdonsült vezetőjének, hogy engedélyezze a repülést. (Webb pár napos vezetőként felvállalta a kockázatot, hogy a rakéta üzemeltetésében nagyobb tapasztalattal bíró és a kísérletet ellenző Légierő véleményével szembemegy és egy esetleges kudarc összes következményét magára és a NASA-ra vonja.)
A mérnökök furcsa módon azonban nem orbitális, hanem csak egy szuborbitális tesztet írtak elő óvatosságból, a rakétának lényegében csak egy automatikus üzemmódban végrehajtott űrugrásra kellett gyorsítania a Mercury kapszulát. Webb döntése értelmében hamar le is zajlott a rakéta, űrhajós és mentőrakéta készre szerelése és kitűzték a startot. 1961. február 21-én 9:28-kor (14:28 UTC) a zavartalanul startolt az űrhajó, amelyet a helyi irányítóközpontból kísértek figyelemmel az irányítók. Többen alig mertek levegőt venni a startnál, és jól hallható megkönnyebbült sóhajok jelezték, amikor 1 perc repülés után a rakéta és űrhajó túljutott a max. Q zónán és terv szerint tovább gyorsult. A telemetria sorban jelezte a hordozórakéta leállását, az űrhajó leválását a rakétáról, a mentőtorony leválását, az űrhajó átfordulását a fékező gyújtáshoz, a fékezőmanőver megtörténtét, majd legvégül a fékező csomag leválását. Ekkor a távolság miatt elvesztették a rádiókapcsolatot, de hamarosan a kivezényelt USS Greene hadihajó jelentette, hogy fogja a visszatérő kabin és rakéta jeleit, illetve hogy vizuálisan is megfigyelik a légkörbelépést. A leszállási térségben (egy a hibákkal is kalkuláló 20×40 mérföld átmérőjű ellipszisben) a USS Donner hadihajó várta az űrhajó leérkezését. A romboló észlelte az űrhajót, és a kivezényelt mentőhelikopterek 24 percen belül a fedélzetre emelték a Mercuryt. A kísérlet teljes sikerrel járt.

#### Little Joe 5A
A mérnökök létfontosságúnak vélték az űrhajórendszer maximális dinamikus nyomás tartományában (max. Q) való viselkedésének kikísérletezését, ezért a kudarccal végződött Little Joe 5 repülés megismétlésétől várták az előrelépést ezen a téren (még akkor is, amikor már a Mercury-Atlas tesztekből is rendelkezésre álltak adatok). Éppen ezért A LJ–5 megismétlését tűzték ki célul, különösen annak ismeretében, hogy a balvégzetű kísérletből nem sikerült tisztázni a hiba okát egyértelműen.
1961. március 18-án 11:49-kor (16:49 UTC) a Wallop-szigetről elstartolt a Little Joe 5, ám ezúttal sem működött minden rendesen. Mindössze 20 másodperccel a start után és 14 másodperccel a kellő idő előtt a mentőrakéta ismét működésbe lépett, az űrhajó levált a rakétáról és majdnem eltalálta azt, majd az ejtőernyőn az óceánba ereszkedett. Az űrkabin végül 28 kilométerre a kijelölt leszállási pont mellé szállt le, enyhén sérült ernyővel. A repülést követő elemzés szerint a dinamikus nyomás (légellenállás) olyan strukturális deformálóerőt fejtett ki az űrszerelvény szerkezetére, hogy a váz, illetve a törzs ide-oda csavarodása végül megbolondította az elektronikát, amely fals megszakítási parancsot adott. A kísérlet ismét sikertelen, vagy legalábbis részben sikeres lett.

#### Mercury-Redstone–BD
Ham útja nem volt egyértelmű siker, olyannyira, hogy nem is következhetett  Alan Shepard repülése a Mercury–Redstone–3-mal, hanem Wernher von Braun, a NASA Marshall Space Flight Center igazgatója kénytelen volt változtatásokat eszközölni a rakétán, és a változtatások működőképességét egy újabb tesztrepülésen kellett kipróbálni. Közben a rakétatervező és a sajtófőnök között némi vita bontakozott ki, hogy a közvélemény felé hogyan tálalják az első amerikai űrhajóst érintő biztonsági kérdéseket. A NASA azt a kommunikációs politikát követte, hogy addig nem engednek űrhajóst a világűrbe, amíg nem tudják 100%-ig szavatolni, hogy a hardver megbízható az utasa biztonságos visszatéréséhez, míg von Braun szerint igenis együtt kell élni a rizikóval, ami határozottan jelen van és ami ugyan nagyobb, mintha autóval közlekedne valaki Amerika útjain, de semmiképpen nem nagyobb, mint a berepülőpilótáké, akiknek a köréből az űrhajójelöltek érkeztek. Az újabb repülés nem is kapott sorszámot, hanem a soron kívüli Mercury–Redstone–BD (azaz Booster Development – „rakéta továbbfejlesztés”) jelet kapta. A Redstone-t összesen hét helyen változtatták meg. Egy módosítással a rakéta túlzott gyorsulását kívánták megelőzni, amelyet egy kis szervo szelep átalakításával értek el, hogy kevesebb hidrogén-peroxid jusson az üzemanyag szivattyúk meghajtását végző gőzgenerátorba, ezzel csökkenve a szivattyúk teljesítményét. Ugyancsak módosították az ún. tolóerő-csökkentőt, az átfolyó üzemanyag mennyiségét szabályzó alkatrészt, ami szintén a túlgyorsulást volt hivatott akadályozni. Egy másik problémaforrás volt a rakéta felső részén támadó vibráció, amit a légerők keltettek, ezért négy merevítőt építettek be, és a szigetelésen is változtattak a rakéta falán (a hatások vizsgálatára 65 érzékelőt építettek be). További öt megszakítót építettek be, hogy minél pontosabban le lehessen állítani a hajtóművet, még az oxidáló anyag kifogyását megelőzően.
A startnál a földi személyzet is lehetőséget kapott a valós körülmények gyakorlására, amivel később az emberrel az űrbe induló űreszközök esetében találkozhattak. A start napján egy M113-as páncélost parkoltak 300 méterre a starthely mellé, amelyben a személyzet – köztük az indítást felügyelő „tűzmester” – foglalt helyet és várta, hogy a csontrepesztő zajban elvégezhesse a munkáját. Egy másik járművet – egy azbeszttel bevont üres teherautót – 20 méterre állítottak le a rakéta gázsugár terelőjétől, szimulálva a mobil menekülőtorony helyzetét. A start-előkészületek során kisebb probléma adódott, az üzemanyag hőmérséklete egészen a forráspont közeléig emelkedett, majd némi folyadék kiömlött a rakétából. A feltöltési folyamatot számítógép irányította, amelynek beállításába be kellett avatkozni, hogy a probléma megoldódjon.
1961. március 24-én, helyi idő szerint 12.30-kor (17:30 UTC) a rakéta elstartolt. A rakéta a terveknek megfelelően emelkedett, bár az égésvégi sebesség a túlgyorsulásra vonatkozó változtatások ellenére 26,7 m/s-mal nagyobb volt, mint a tervezett, ez még belefért a tervekben szereplő határok közé. A rakéta pályája a vártnak megfelelően alakult, és 8 perc 23 másodperc repülés után 182,7 kilométeres magasságot elérve, 494 kilométerre a starthelytől ért vizet az Atlanti-óceánon, mindössze 8 kilométerre a kijelölt leszállási ponttól. Az űrhajó a tenger fenekére süllyedt, nem is terveztek mentést és kiemelést. George Low, az embervezette űrrepülések NASA-n belüli igazgatója jelentette Jame Webbnek, hogy „a kísérlet demonstrálta, hogy az összes lényeges hordozórakéta problémát elhárítottuk”. A siker utat nyitott az emberes űrugrás előtt.

#### Mercury-Atlas 3

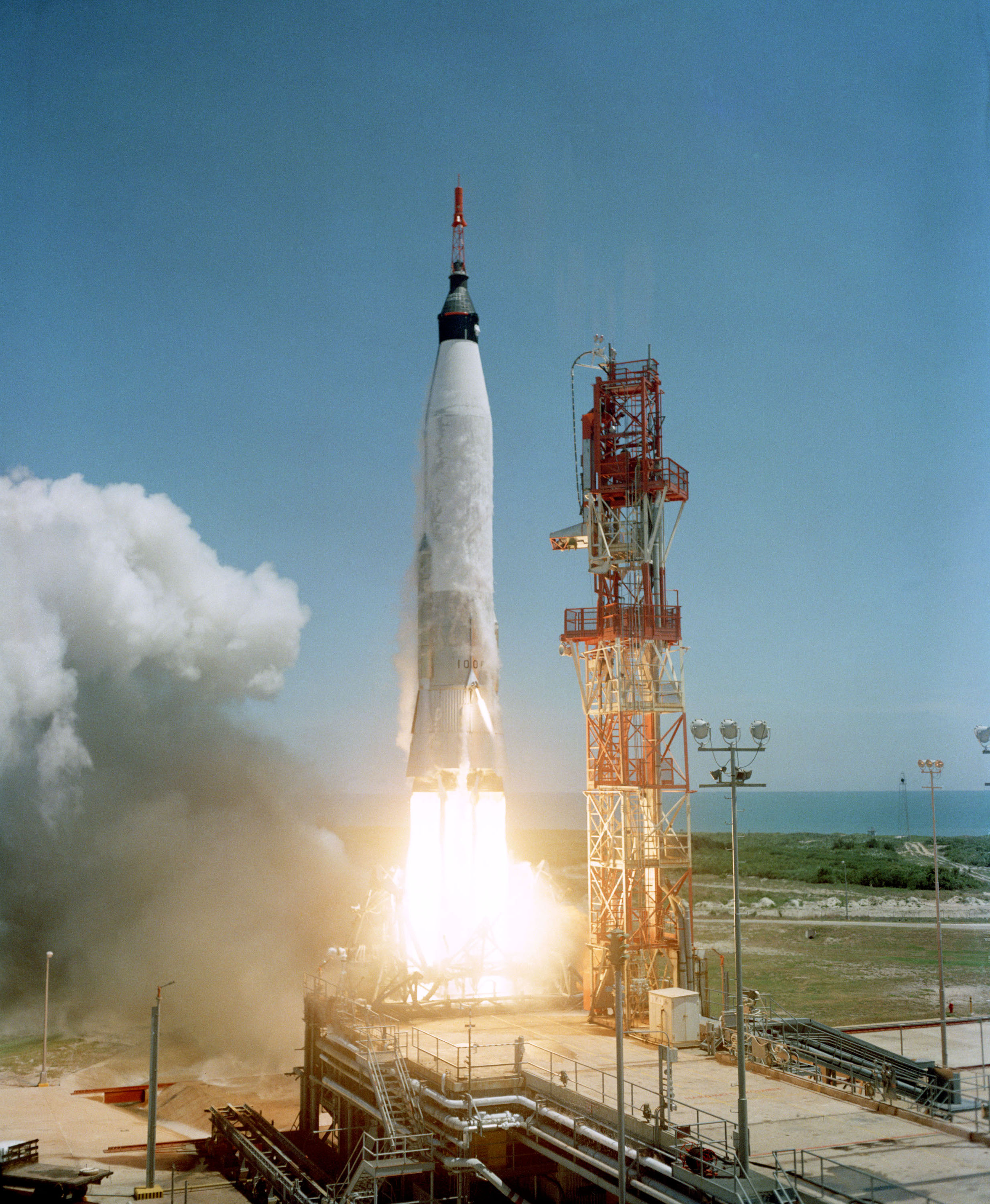
A Mercury–Atlas–3 startja Cape Canaveralen 1961. április 25-én)

Az első sikeres Atlas rakéta tesztet követően megkezdődött a következő teszt előkészítése. Az biztossá vált, hogy erre a tesztre a D–100-as gyártási számú, továbbfejlesztett rakétát használják majd – a 8-as számú Mercury kabinnal. A továbbfejlesztés a rakéta oldalfalának vastagabb anyagra cserélése volt, amely nagyobb szerkezeti stabilitást ígért, kiküszöbölendő a Mercury–Atlas–1 ilyen okból történt balesetét. Az eredeti tervek szerint az Atlas egy hosszú röppályájú ballisztikus repülésre vitte volna a Mercury kabint az Atlanti-óceán felett (a Mercury-Redstone űrugrások 400-500 kilométeres repülése helyett 2000–2500 kilométerre), ám Gagarin repülését követően teljesen átírták a repülési tervet, és immár egy egy fordulatos orbitális út került a tervekbe. Az űrhajóba ezen kívül egy robotűrhajóst ültettek, „aki” amellett, hogy különböző műszereket fogadott a testébe, a repülés során fellépő terhelések mérésére egy speciális szivattyúrendszerrel a légzés imitálására is képes volt, így tesztelve az életfenntartó rendszer működését. A „B-terv” szerint, ha az Atlas rakéta nem érte volna el a megfelelő sebességet, akkor a repülés bárhol megszakítható lett volna az Atlanti-óceán felett és átalakult volna az eredetileg tervezett szuborbitális repüléshez legalábbis hasonló küldetéssé.
Különösebb késedelmek nélkül 1961. április 25-én, helyi idő szerint 11.15-kor (15:15 UTC) startolt a Mercury–Atlas–3, ám az irányítórendszer hibája folytán – az űrhajó egyenesen felfelé repült és nem állt rá a pályagörbére – az önmegsemmisítővel meg kellett semmisíteni a repülés 43. másodpercében. Az egyetlen jól működő egység a mentőrakéta volt, amely az Atlas felrobbantása előtt automatikusan leválasztotta a Mercury-t, hogy az később az óceán vizére ereszkedjen. Az Atlas roncsainak egy, az irányító rendszerét is tartalmazó részét két hónappal később megtalálták a lezuhanás helyén, mélyen az iszapba ágyazódva, ami lehetővé tette a hiba okának feltárását.

#### Little Joe 5B
A Wallop-szigeten a hetedik Little Joe indításra készülődtek, mivel mindenképpen szükségesnek látták a LJ–5 és LJ–5A meghiúsult tesztjének végrehajtását. Ehhez a 14-es gyári számú Mercury kabint használták fel, melyet ezúttal még több műszerrel töltöttek meg. Az eredeti tervek szerint a rakétának egy meredek pályán kellett 15 000 méterig emelkednie, ahol leválhatott az űrhajóról, a mentőtorony is leválhatott, majd a kihúzóernyő kidobódott az ejtőernyőházból, és megkezdődhetett a leszállás. A max. Q erőhatását kb. 5000 kg/m² értékre várták.
1961. április 28-án 9:03-kor (14:03 UTC) megtörtént a felszállás. A megfigyelők azonnal látták, hogy az egyik Castor hajtómű nem indult be, ebből nyilvánvalóvá vált, hogy sokkal alacsonyabb lesz a röppálya. Végül a rakéta mindössze 4500 méter magasra vitte az űrhajót, míg a max. Q során észlelt erőhatás közel a duplája lett. A repülés tervezett megszakítása a 33. másodpercben következett be. Az űrhajó végül 3,5 kilométernyire a leszállási pont mellett szállt le, a mentőhelikopter pedig gond nélkül emelte ki. Tekintettel a kétszeres terhelést is elviselő szerkezetre, a kísérletet sikeresnek nyilvánították annak ellenére, hogy a röppálya teljesen eltért a várttól.

#### Mercury-Atlas–4
A Mercury–Atlas–3 kudarca alaposan átírta a terveket a következő repülésre. Az eredeti tervekben még az szerepelt, hogy az előző űrugrást ismétlik meg egy majommal a fedélzeten, majd később ez úgy módosult, hogy a majom helyét egy robot űrhajós veszi át és a repülés is 3 Föld körüli fordulatos lesz és mindezt még 1961 áprilisában végrehajtja a NASA. Aztán a MA–3 kudarca, majd az Atlas gyártásának sorozatos késedelmei miatt a kísérlet ideje halasztódott és a repülési terv is átalakult. Ráadásul a repülésre kijelölt 9-es számú Mercury kabinnal kapcsolatban is szokatlan döntés született: a MA–3 tengerbe zuhant 8-as számú kabinját kihalászták a tengerből, a szükséges javításokat, alkatrészcseréket elvégezték rajta és ezt építették az Atlas rakéta tetejére. Ezt követően gyári hibás tranzisztorokat találtak a gyártóüzemben és fennállt a gyanú, hogy ilyenek kerülhettek az Atlasba, sőt az űrhajóba is, ezért a már összeszerelt űrszerelvényt visszavonták a hangárba és újra szétszerelték. A NASA ekkor a lehető legalaposabb átvizsgálást rendelte el, mivel az USA már a késlekedést is csak nehezen engedhette meg magának az űrversenyben – kiváltképp Gagarin és Tyitov teljesítménye után –, de a kudarcot még kevésbé. Az átvizsgálások is hosszan késleltették a startidőpontot, közben belefutottak a hurrikánszezonba, kétszer is hurrikán miatt le kellett állítani az előkészületeket.
Az új tervek szerint a Mercury–Atlas–4 nem szuborbitális, hanem orbitális repülést kellett teljesítsen, igaz csak 1 Föld körüli fordulattal. Ezalatt megfigyelhették a rakéta és az űrhajó viselkedését a teljes startfolyamat alatt (illetve a rakétáét még három napig, amíg a természetes fékeződés vissza nem hozta az atmoszférába). Lényegében minden (a gyorsítás, a rakéta leválása, a fékezés, a visszatérés) nagyon hasonló volt az űrugrásokhoz, csak minden nagyobb skálán történt, nagyobb terhelés érte a szerkezetet, a hőpajzs jobban felhevült, illetve a tengerre kirendelt kutató-mentő egységeknek nagyobb területet kellett lefedniük.
Végül 1961. szeptember 13-án startolt a negyedik Mercury–Atlas űrszerelvény, és sikeres repülésen egy Föld körüli keringést tett. A start utáni legnagyobb kérdés az volt, hogy a megvastagított oldalfal nyújtotta szerkezeti erősítés elegendő lesz-e a rakétánál. Az első másodpercekben ugyan komoly vibrációt mértek a műszerek, de a rakéta mind ezt a terhelést, mind a később jelentkező maximális dinamikus rezgést (a max. Q-nak nevezett a levegő sűrűségével és a sebességgel változó legnagyobb rezgési terhelést) jól bírta. Az űrszerelvény néhány repülési paraméterben alul vagy felül teljesített és végül a tervezettől kissé eltérő, de megfelelő pályára állt a Föld körül. A keringés során egyedül az oxigénellátó rendszerben figyeltek meg rendellenességet, a majd az űrhajós létfenntartásához szükséges gáz sokkal gyorsabban fogyott (felhasználó híján nyilvánvalóan egy kisebb szivárgás miatt), mint a tervezett volt. A többi rendszer kielégítően működött. Az egyetlen keringés végén Hawaii térségében az irányítás fékezőrakétákkal lelassította az űrhajót, és a kabin megkezdte a légkörbe való visszatérést. 1 óra 49 perc 20 másodperces repülés után 176 kilométerre a Bermuda-szigetektől szállt le, ahol az USS Decatur romboló vette a fedélzetére. A repülés sikeres volt, a későbbi analízis minden műveletet kielégítőnek ítélt.

#### Mercury-Scout–1
A Mercury–Scout–1 a NASA önálló kísérlete volt, amely nem a Mercury-hardver képességeit és megfelelőségét mérte fel, hanem a későbbi repülések során a földi rádiókövető-hálózat próbája volt. A Mercury-program idején még nem léteztek geostacionárius kommunikációs műholdak, ezért a Földet megkerülő űrhajókkal való rádiós kapcsolattartást földi rádióállomásokkal oldották meg, illetve a tengereken járőröző hajókkal, amelyek egy későbbi, ember vezette űrhajó várható pályájának mentén helyezkedtek el. Az elv szerint, amikor az űrhajó néhány száz kilométeres távolságba ért egy vevőállomáshoz képest, megteremtődött a kapcsolat rövidhullámú (RH), ultrarövidhullámú (URH) vagy ultranagy frekvenciájú (UHF) rádiósávon, valamint C- és S-sávú radarjelekkel. A földi vevőállomások hatótávolságán kívül az űrhajó földi kapcsolat nélkül repült. Maguk az állomások a NASA irányítóközpontjával földi, tenger alatti kábelekkel és hosszúhullámú rádiósávon voltak összeköttetésben.
A tervek szerint egy módosított Scout rakétával egy miniatűr kommunikáció műholdat juttattak volna fel, amely szimulálta volna a Mercury űrhajót. A 67,5 kg-os MS–1 műhold egy szögletes dobozt formázott, amely két parancsfogadó egységet, két mini helymeghatározó jeladót, két telemetria-sugárzót, S- és C-sávú radarjeladót és antennákat tartalmazott; a műszereket egy 1500 wattóra kapacitású akkumulátor hajtotta meg. A Mercury-Scout–1 startját először 1961. október 31-én kísérelték meg, ám a rakéta hajtóműve nem indult be. A személyzet ellenőrizte a gyújtás vezetékezését és másnapra irányozták elő az új startot. 1961. november 1-jén 10:32-kor (15:32 UTC) elstartolt a kísérleti eszköz, ám a repülés 28. másodpercében a rakéta első fokozata elkezdett szétesni, majd a 43. másodpercben az irányítás kiadta az önmegsemmisítési parancsot. A hibát egy technikus ügyetlenségére vezették vissza, aki fordítva szerelte be az irányítási rendszer egyik kábelezését. A NASA később le is fújta a Mercury-Scout teszteket, mivel más kísérleti repülések során már sikerült Föld körüli pályára állni és letesztelni a követőrendszert.

#### Mercury-Atlas–5
Az Atlas rakéta megbízhatatlansága miatt – és az időbeli csúszás ellenére – a NASA vezetése úgy döntött, hogy mielőtt egy űrhajóssal a fedélzeten indítana el egy űrhajót a Föld körüli pályára, az űrugrásoknál alkalmazott menetrendet alkalmazza, és előbb egy csimpánzzal végeznek tesztrepülést. Ehhez felkészítettek egy Atlas rakétát (Atlas 93-D) és egy Mercury űrhajót (9-es számú) a repülésre, valamint Cape Canaveralre telepítettek a Holloman légibázisról egy öt majomból és felkészítőikből, állatorvosokból álló csoportot. A majmokkal egy úgynevezett négyproblémás ciklust gyakoroltattak, amely az űrbeli munkavégzést szimulálta, és amelyet majd később az űrrepülésen is kellett végezniük. Ebben a majmoknak különböző fényjelekre kellett jobb vagy bal mancsukkal meghúzni két kart a felvillanó fényeknek megfelelően, a téves választ gyenge áramütéssel büntette a rendszer. Aztán egy zöld fény felvillanását követően húsz másodperc késleltetéssel kellett egy kart lenyomni, amely után vizet kapott a majom (ezt nem kísérte áramütés, ha nem sikerült, ám addig kellett ismételni, amíg nem volt helyes az időzítés). Harmadikként pontosan 50-szer kellett egy kart meghúzni, amire egy banándarabot kapott a majom. Végül a negyedik tesztben háromszögeket, négyzeteket és köröket villantott fel a kijelző (hármat egy sorban, két egyformát és egy különbözőt), az alanynak ki kellett választania a sorba nem illő szimbólumot, természetesen ismét áramütéssel büntetve a tévesztést. Az ötfős majomcsoportból az orvosok végül Enost, a hím csimpánzt választották ki (az Enos héberül és görögül „embert” jelent, előtte csak lajstromszámon, 81-es csimpánzként tartották számon a repülésre kijelölt egyedet).
A Mercury–Atlas–5 1961. november 29-én szállt fel és rendben pályára állt a Föld körül, csak kisebb érzékelőhibák merültek fel, amelyek nem befolyásolták a repülést érdemben. Enos a kiképzésének megfelelően folytatta a gyakorlatokat a fenti négy problémás ciklusban. A második keringésben azonban sorozatos problémák kezdtek felmerülni. A kellemetlenebbik az volt, hogy a majmot akkor is áramütéssel kezdte büntetni a rendszer, amikor az helyesen válaszolt, így a teszt kezdett hamis eredményeket hozni, valamint amikor a majom dühében letépte az életfunkciókat mérő szenzorokat, az orvosi adatok gyűjtése meg is szűnt. Azonban ennél komolyabb probléma volt az egyik kormányfúvóka hibája. Egy, az üzemanyag vezetékbe jutott fémszilánk miatt a fúvóka rendellenesen működött, ezért az űrhajó térbeli helyzete eltért a megfelelőtől. Az automatika ezt időről-időre a többi fúvókával korrigálta, ám ez a vártnál több üzemanyag felhasználását eredményezte. A hiba azzal fenyegetett, hogy a tervezett harmadik keringés végére kifogy a kormányfúvókákat működtető hajtóanyag és a fékezéshez nem lehet megfelelő helyzetbe állítani az űrhajót és így nem lehet a tervezett időben lehozni a pályájáról. Chris Kraft, a repülés vezetője ezért a második keringés végén úgy döntött, hogy lerövidítik a repülést és lehozzák Enost. A leszállás tökéletesen sikerült, a Mercury űrhajó az Atlanti-óceánon szállt le két keringés, 3 óra 20 perc 59 másodperc repülés után, Bermuda szigete mellett. Az utólagos értékelések sikeresnek ítélték az utat, így a teszt megnyitotta az utat az emberrel végzett orbitális repülés előtt.

### Emberes repülések

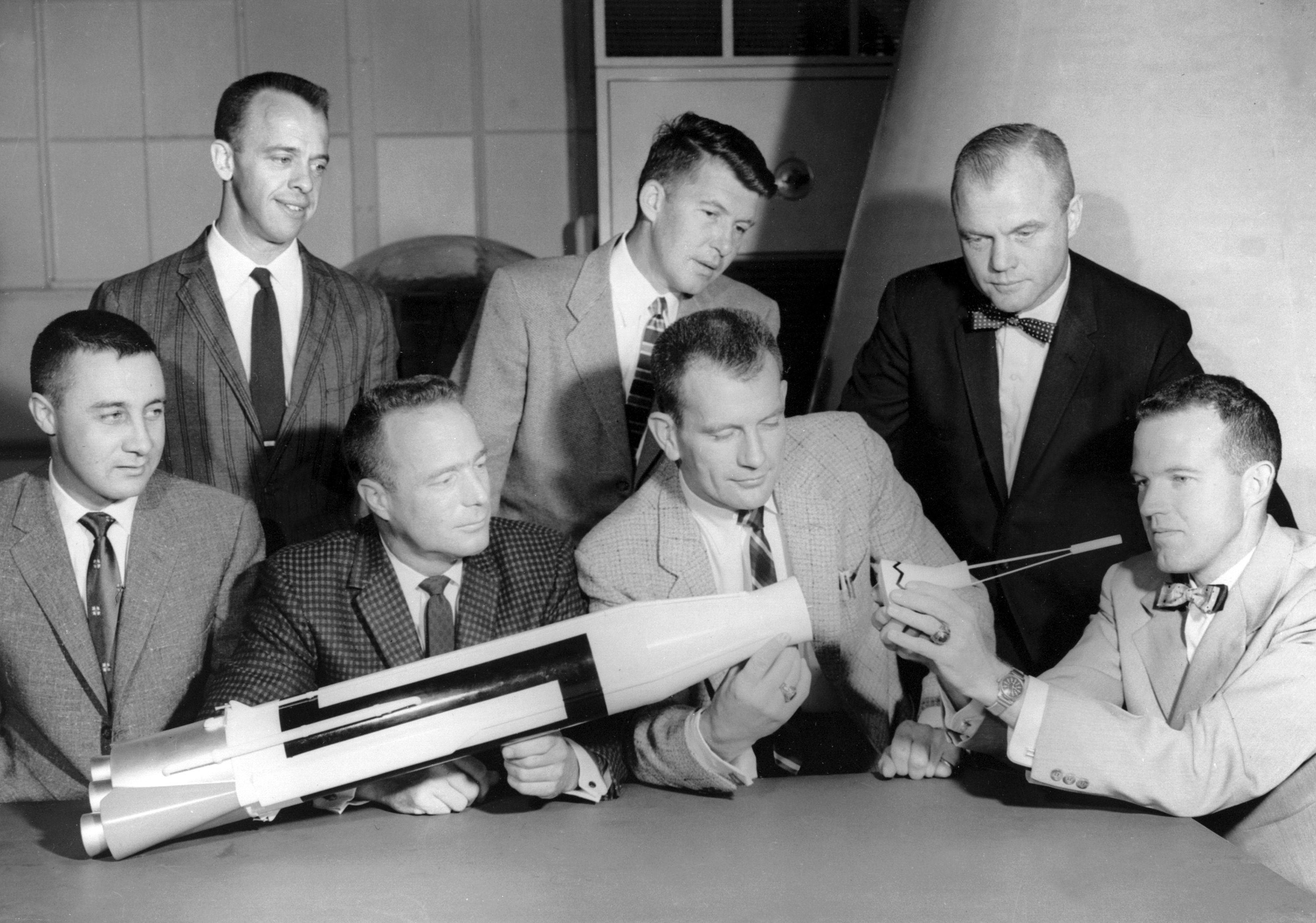
A Mercury-űrhajósok 1962-ben (Grissom, Shepard, Carpenter, Schirra, Donald (Deke) Slayton, Glenn, Cooper)

| Űrhajó                    | Hívójel        | Indítás           | Űrhajós         |
| ------------------------- | -------------- | ----------------- | --------------- |
| Mercury–Redstone–3 (MR-3) | Freedom 7      | 1961. május 5.    | Alan Shepard    |
| Mercury–Redstone–4 (MR-4) | Liberty Bell 7 | 1961. július 21.  | Virgil Grissom  |
| Mercury–Atlas–6 (MA-6)    | Friendship 7   | 1962. február 20. | John Glenn      |
| Mercury–Atlas–7 (MA-7)    | Aurora 7       | 1962. május 24.   | Scott Carpenter |
| Mercury–Atlas–8 (MA-8)    | Sigma 7        | 1962. október 3.  | Walter Schirra  |
| Mercury–Atlas–9 (MA-9)    | Faith 7        | 1963. május 15.   | Gordon Cooper   |

#### Mercury–Redstone–3
A Mercury-Redstone-3 az előkészítő, ember nélküli repüléseket követően a NASA első kísérlete lett, hogy egy amerikai űrhajóst feljuttasson a világűrbe. A program már korábban – a szovjetek előrehaladott és sikeres űrkísérletek hírére – elágazott az orbitális és szuborbitális űrugrások irányaiba és az első olyan repülést, amelyen ember ült az űrhajóban, űrugrásnak tervezték. Az amerikaiak ambíciói szerint az első amerikai űrhajós egyben az első ember is lett volna a világűrben, ám a Szovjetunió mérnökei megelőzték a NASA-t és 1961. április 12-én felbocsátották a Vosztok–1-et, fedélzetén Jurij Gagarinnal, ezzel az Egyesült Államok elvesztette az űrverseny ezen fejezetét is. A szovjet repülés csak fokozta a nyomást a NASA-n, John F. Kennedy sürgetőleg lépett fel, hogy egyfajta válaszlépésként mihamarabb az USA is juttasson fel egy űrhajóst a világűrbe.

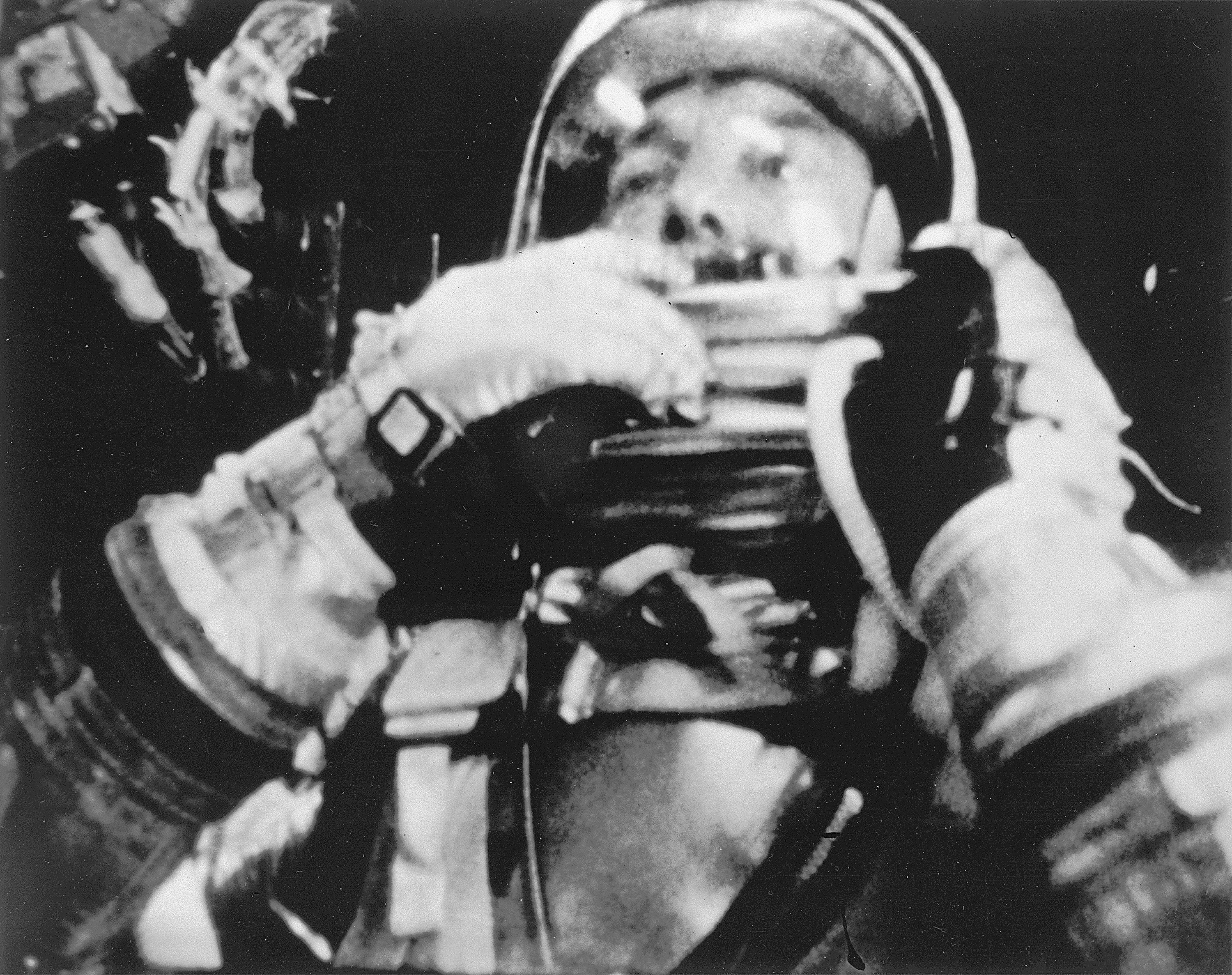
Shepard repülés közben (16 mm-es filmfelvevő képkockája)

A történelmi repülésre egy sajátos kiválasztás eredményeként – Robert Gilruth, a legénységválogatásért felelős NASA vezető magukat az űrhajósjelölteket szavaztatta meg, hogy saját magukon kívül kit tartanak leginkább alkalmasnak az elsőségre – Alan Shepardot jelölték a repülésre.
A repülésre 1961. május 5-én került sor. Shepard feladata egy kb. 15 perces repülés volt, amelynek során át kellett lépnie az ún. Kármán-vonalat, a világűr 100 kilométer magasságban húzódó elméleti határát, miközben felügyelnie kellett az űrhajó rendszereit és jelenteni kellett a működési paramétereket. Emellett saját szervezetének a reakcióit is figyelni kellett, hogy bizonyítsa, a repülés nem ró kibírhatatlan terhelést az emberi szervezetre. A repülési terv szerint a startra reggel 7:00 körül kellett sort keríteni, ám ez a többszöri starthalasztás miatt végül órákat csúszott. Ehhez kötődik az űrhajózás történetének egyik legkülönösebb tervezési hibája. A végül közel 3 órával megnyúló startelőkészületek alatt az űrhajósnak vizelési ingere támadt, amelyre hosszú vita következett az irányításon belül, hogyan kezeljék (mivel nem terveztek vizeletgyűjtő rendszert az űrruhába). Végül legkisebb rosszként az irányítás „engedélyezte” az űrhajósnak, hogy bevizeljen.
Végül a Freedom 7 rádió hívójelű űrhajó sikeresen startolt Cape Canaveral LC–5-ös indítóhelyéről. A Redstone rakéta egy 187 kilométeres csúcsmagasságú parabolapályára állította a Mercury űrhajót, így Shepard lehetett az első amerikai, aki kilépett a világűrbe. A repülés 14 perc 49,41 másodpercig tartott, miközben Shepard jelentette az űrhajó működésének jellemzőit, megfigyelte a földfelszínt. A leszálláskor keletkezett az egyetlen jelentéktelen üzemzavar: miközben a fékezéshez használt ún. rakétacsomag rendben levált, a kabinban a jelzőlámpa ennek ellenkezőjét jelezte. Az űrhajó sikeresen szállt le az Atlanti-óceánon a Bahama-szigetektől északkeletre, majd a USS Lake Champlain repülőgép-hordozó vette a fedélzetére.
A repülés sikerét követően John F. Kennedy elnöknek megvolt a megfelelő hivatkozási alap az amerikai űrprogram kiterjesztésére, az Apollo-program bejelentésére, amelyet 20 nappal később az Amerikai Egyesült Államok Kongresszusa előtt meg is tett. Alan Shepard az elnöktől teljesítményéért megkapta a NASA Kiváló Szolgálatért érdemrendet, a média híradásai nyomán pedig nemzeti hőssé vált.

#### Mercury–Redstone–4

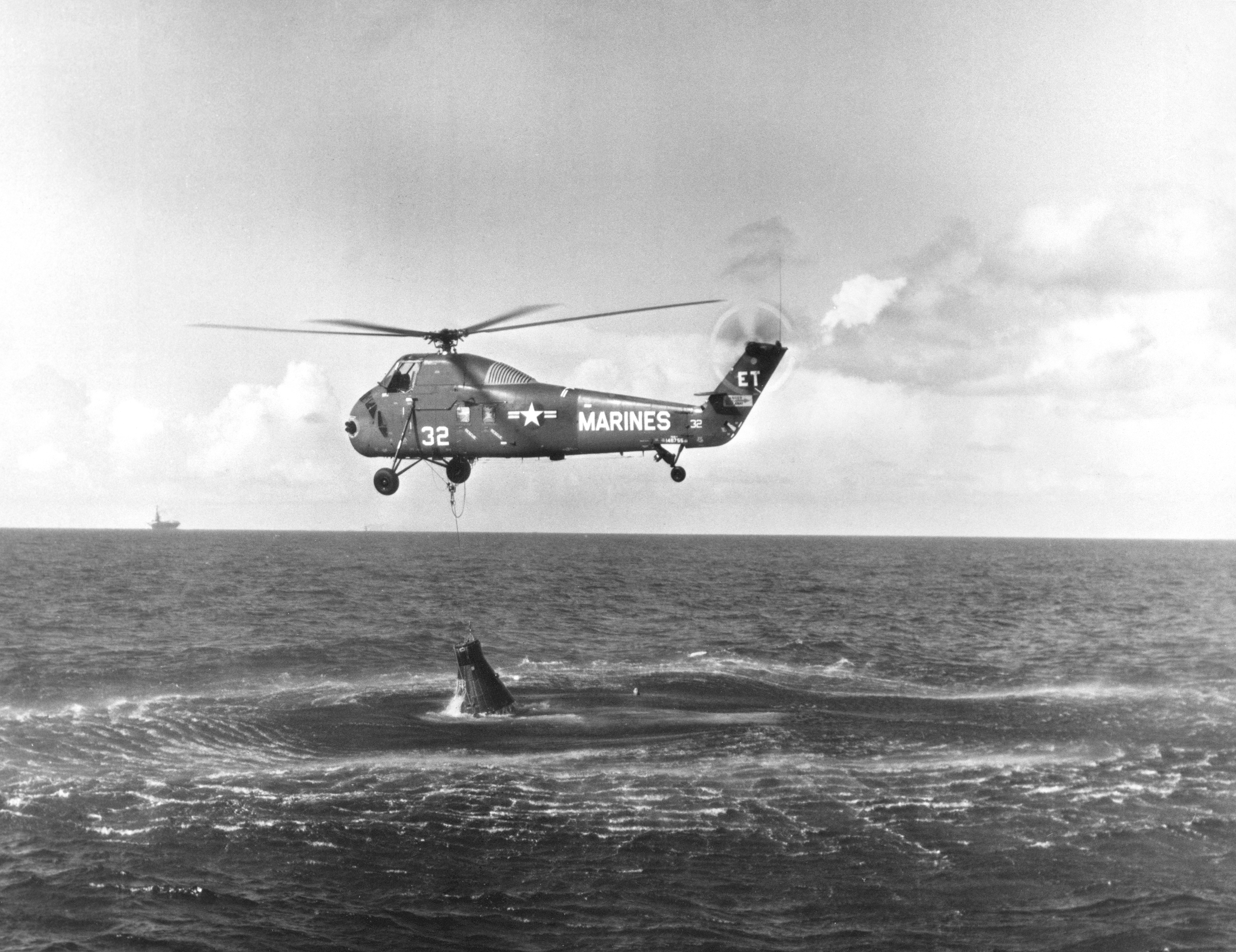
A Liberty Bell 7 sikertelen kiemelési kísérlete

A Mercury–Redstone–4 a NASA második űrrepülése lett, amely embert juttatott a világűrbe. A repülés fő célja Alan Shepard útjának hat héten belül történő megismétlése volt, mintegy a magabiztos képesség demonstrálása. Az űrhajót számos helyen változtatták meg, amely fejlesztések két legfontosabb eleme a lerobbantható kabinajtó és egy nagyméretű ablak beépítése volt. Az ajtó a vészhelyzet esetén történő mentést gyorsíthatta fel, miközben a tömege könnyebb volt, mint az alternatív megoldásnak (egy bonyolultabb zármechanizmusnak), az ablak pedig egyszerre volt tervezési filozófia-váltás és egy praktikus megfigyelési pont kialakítása. Korábban az űrhajósra inkább utasként tekintettek a mérnökök, mintsem az űrhajó vezetőjére, nem is gondoskodtak a kilátásáról, az űrhajósok határozott fellépése azonban változtatott ezen a felfogáson.
A repülésre Virgil „Gus” Grissom űrhajóst jelölték ki (tartaléka John Glenn volt). A repülés rajtja 1961. július 18-a lett volna, ám a startot a kedvezőtlen időjárás miatt el kellett halasztani előbb másnapra, majd az egy nappal később is változatlanul rossz körülmények miatt újabb két nappal. Végül a körülmények 1961. július 21-ére alakultak megfelelően, ekkor bocsáthatta fel, helyi idő szerint 7:20:36-kor (12:20:36 UTC) az űrhivatal Grissomot. Az űrhajó hívójele Liberty Bell 7 volt. A gyorsítási fázis 142 másodpercig tartott, eddig gyorsította a Redstone rakéta az űrhajót, amely 2 km/s sebességre gyorsult.

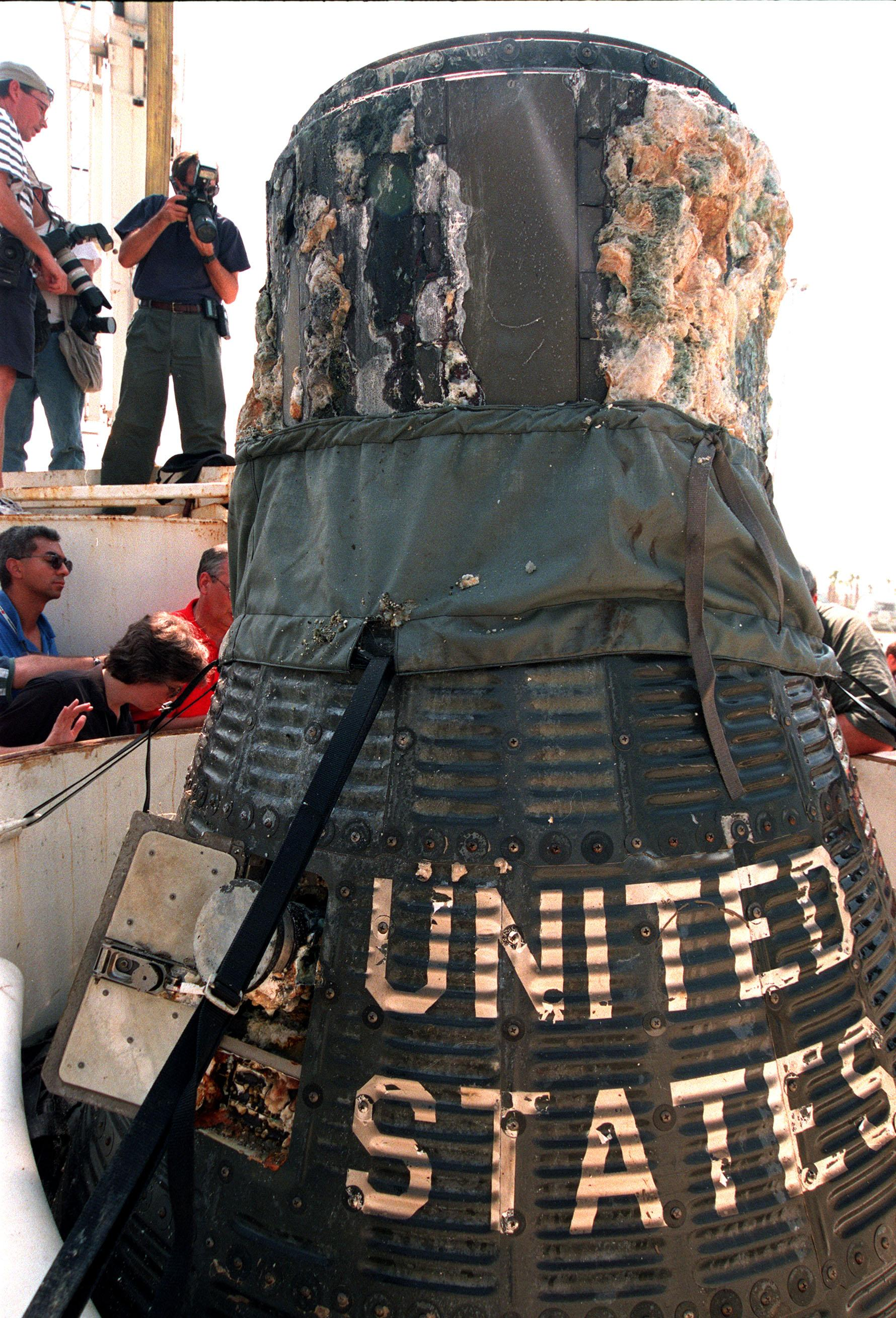
A Discovery Channel expedíciója 38 év után kiemelte az űrhajót az óceán mélyéről

Grissommak a meghajtás leállása után, a súlytalanság szakaszában kezdődtek a feladatai. Előbb az űrhajó manuális irányítási tesztjeit kellett elvégeznie, bólintó, legyező mozgást és tengely körüli forgást (végül az utóbbira időhiány miatt nem került sor), majd a földfelszín megfigyelésének percei következtek. Az űrhajós kb. 5 percet töltött súlytalanságban, a pályán általa elért csúcsmagasság pedig 190 kilométer volt. Ezután el kellett kezdeni a fékezőmanővert, amellyel a kijelölt leszállási pont felé irányították az űrkabint. Az atmoszférán minden különösebb probléma nélkül vágott keresztül az űrhajó, majd 6300 méteren kinyílt a kihúzó ejtőernyő, 3700 méteren pedig a főernyő és a Liberty Bell 7 simán leszállt az Atlanti-óceán vizére a Bahama-szigetektől északkeletre. A leszállást követően Grissom megkezdte a felkészülést a mentőhelikopteres kiemelésre, ám ekkor váratlanul az új fejlesztésű lerobbantható kabinajtó lerobbant, víz kezdett betódulni a kabinba, ami süllyedni kezdett. Az űrhajós kimenekült a kabinból, az odaérkező egyik helikopter elkezdte a kabin, a másik pedig Grissom kiemelését. A kabint kiemelő helikopteren előbb olajnyomás probléma merült fel, majd az elárasztott kabin tömegét nem bírta el a helikopter, amelynek így el kellett engednie a Liberty Bell 7-et, amely így pillanatok alatt elsüllyedt. Grissom közben szintén bajba került, az űrruhából a nyakrész elégtelen tömítése miatt elszökött a levegő, amely a vízfelszínen tartotta volna az űrhajóst, ráadásul a felette lebegő két helikopter rotorszele is olyannyira korbácsolta a vizet körülötte, hogy többször a víz alá került és kis híján megfulladt. Őt végül sikeresen kimentették, azonban az elsüllyedt kabin a repülési adatrögzítők által rögzített értékes adatokat is magával vitte a mélybe. Az egyik legfontosabb kérdés éppen az ajtó kirobbanása okainak feltárása lett volna, hogy a későbbi expedíciókon biztonsággal használható-e ez a megoldás, ám mind a kabin, mind az ajtó 4500 méteres mélységbe süllyedt, csak Grissom beszámolójára lehetett támaszkodni, aki állította, hogy az ajtó véletlenül, hibásan, az ő közreműködése nélkül lépett működésbe. Az űrhajós ezen kijelentését kétségek övezték – különösen annak fényében, hogy a kabinajtó egy tesztpéldányán, jelentősen túllépve a működési paramétereken sem sikerült véletlen explóziót kiváltani –, ám Grissom ragaszkodott hozzá, hogy az ajtó hibásan működött, és végül ezt a verziót fogadták el hivatalosan is.
A kabin 38 évig feküdt az óceán fenekén, mintegy 4500 méteres mélységben, amikor az Oceaneering cég Curt Newport irányításával egy a Discovery Channel tévécsatorna által szponzorált expedíció keretében mélytengeri kutató robot tengeralattjárókkal előbb megkereste, majd a felszínre emelte. Korábban három alkalommal is megpróbálta az Oceaneering megtalálni a kabint a Challenger űrrepülőgép roncsainak felkutatásához kifejlesztett technológiával, valamint a NASA-tól kapott adatokra támaszkodva, ám az 1987-es, az 1992-es és az 1993-as próbálkozások sikertelenek maradtak. Newport később meggyőzte a Discovery Channel televíziótársaságot egy önálló, kizárólag az űrhajó felkutatását és kiemelését célzó expedíció finanszírozására, és az 1999. április második felében a tengerre kifutó kutatóexpedíció 1999. május 1-jén fedezte fel a viszonylagos épségben levő „roncsot”, majd 1999. július 20-án (a holdra szállás 30. évfordulóján) emelte a felszínre. A kabint a Kansas Cosmosphere and Space Centerbe szállították, ahol kiállították.

#### Mercury–Atlas–6

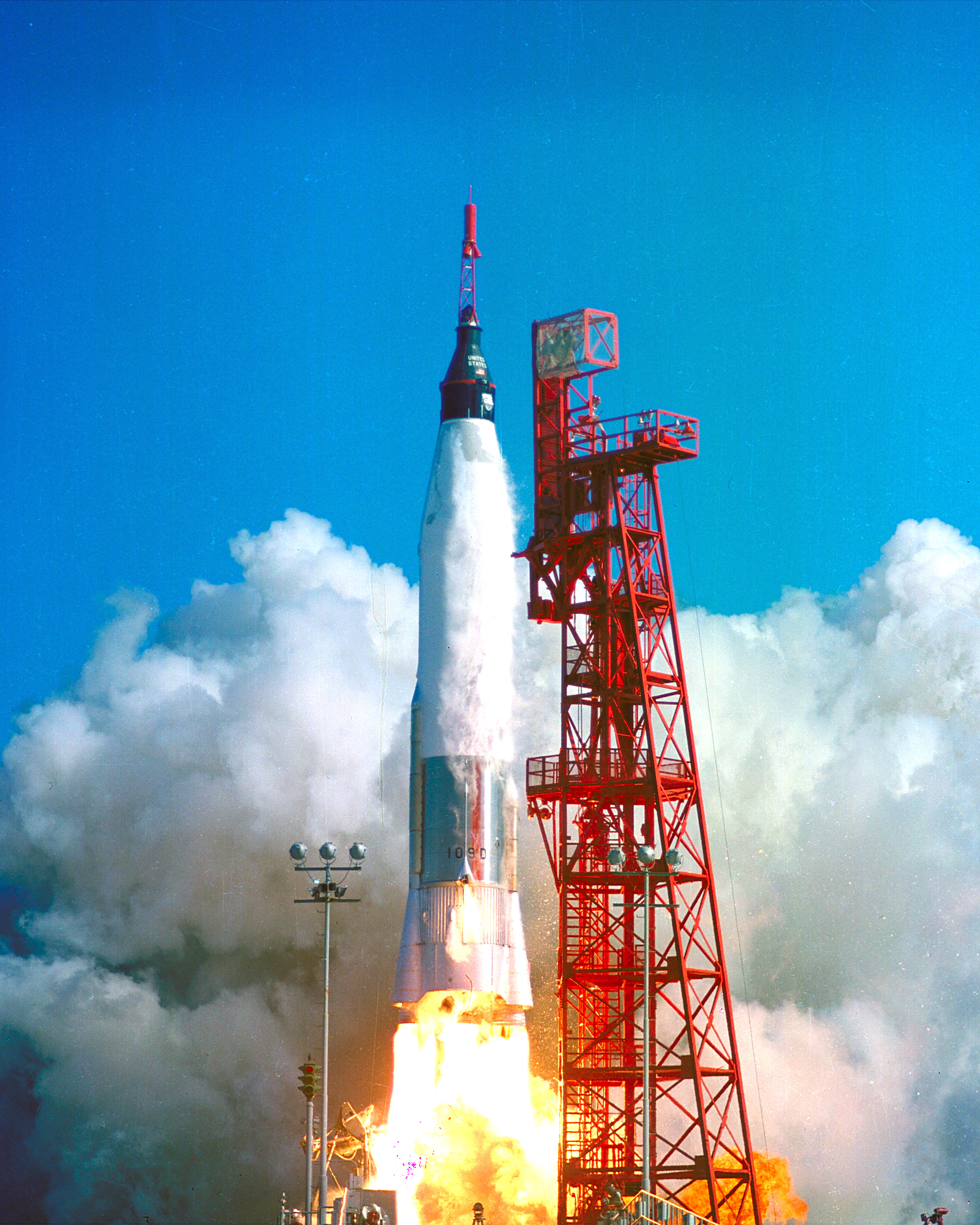
A Mercury–Atlas–6 startja

A Mercury–Atlas–6 a program harmadik repülése volt, amelyben ember járt a világűrben, egyben az Egyesült Államok részéről az első olyan, amelyben orbitális pályára sikerült állítani egy embert szállító űrhajót. Az orbitális repülések sorában is a harmadik helyre került a repülés, mivel csak Jurij Gagarin és German Tyitov repülése előzte meg. Az amerikai közvélemény számára ez a harmadik hely egyben kudarcot jelentett, hiszen nem sikerült „visszavágni” Gagarin újabb űrversenybeli elsőségéért, sőt Tyitov 17 keringéses, egy napos útja látványosan demonstrálta az amerikai lemaradás nagyságát. Egy jó darabig már csak az a gyenge remény maradt meg a közvélemény szeme előtt, hogy még 1961-ben sikerül egy Föld körüli keringést teljesíteni amerikai űrhajóval, ám ez a remény is szertefoszlott az orbitális repülés előkészületeinek folytonos csúszásával. A repülés kulcsa, a vadonatúj, az USA-ban egyedüliként egy 1,5–2 tonnás tárgy első kozmikus sebességre gyorsítani képes Atlas rakéta meglehetősen megbízhatatlanul teljesített, és a tesztrepüléseken több hiba merült fel, amelynek következtében a NASA nem engedélyezhette az első éles emberes kísérletet. A tesztrepülések sorában a Mercury-Atlas–1 felrobbant a repülés 58. másodpercében, vélhetően a rakéta szerkezeti gyengeségének következtében, majd a Mercury–Atlas–2 sikeres repülésen feledtette a hibát. Ezt követően a szerkezetileg megerősített Atlas rakéta a Mercury–Atlas–3 repülésen ismét csődöt mondott, az irányítórendszerének hibája miatt távirányítással fel kellett robbantani. A Mercury–Atlas–4 már szerencsésebb volt, és a robotűrhajóssal a fedélzeten egy Föld körüli fordulatot teljesített a Mercury kabin.
A NASA döntése szerint a rossz megbízhatóság miatt még egy tesztrepülést kellett a programba beiktatni, mielőtt embert engedtek ülni az űrhajóba: egy majommal a fedélzeten próbálták szimulálni a későbbi emberes repülést. A Mercury–Redstone–2 mintájára, amikor Ham, a csimpánz repült és közben feladatokat oldott meg, egy Enos nevű hím csimpánzt idomítottak egy viszonylag bonyolult feladatsorra és bocsátották fel 1961. november 29-én a Mercury-Atlas–5-tel. A teszt sikeres volt, bár egy, a kormányrendszerben támadt hiba folytán három keringés helyett már a második végén le kellett hozni az űrhajót. A NASA vezetése a két űrugrás során tartalék űrhajós szerepkört betöltő, ezért két konkrét repülés kiképzésén is részt vett John Glennt jelölte a repülésre (tartalékként ezúttal Scott Carpentert jelölték). Glenn – előjogával élve – a Friendship 7 hívójelet választotta, ezzel az űrhajó nevét is megválasztva.
A startra több halasztást követően 1962. február 20-án, floridai idő szerint 9:47:39-kor (14:47:39 UTC) került sor. Az Atlas ezúttal tökéletesen működött és az űrhajó a tervezettel szinte megegyező 159×265 km-es ellipszispályára állt. Glenn feladatai a műszerek figyelése, a földfelszín megfigyelése, különböző testmozgások végzése és vizuális megfigyelési gyakorlatok, valamint az űrhajó manuális irányítása voltak. Az első keringésben az űrhajó tökéletesen működött, egészen a kör végén merült fel egy kisebb probléma, az egyik kormányfúvóka kezdett hibásan működni, amelynek hatását innentől kezdve Glennek kellett időről-időre manuálisan kompenzálnia. Ezen kívül Ausztráliában sikerült megfigyelni Perth városát, illetve a Csendes-óceán felett rejtélyes szikrák (Glenn megfogalmazásában „szentjánosbogarak” jelentek meg az űrhajó körül (csak jóval később sikerült megfejteni a jelenséget, amely az űrhajó falára fagyott zúzmarának a napfény hatására való leválásával keletkezett jégszilánkok voltak, amelyek a napfényben fényesen csillogtak, mint a szikrák). Az első keringés végén egy műszer azt mutatta, hogy a hőpajzs nincs rögzített állásban, a visszatéréshez szükséges fékezéskor leválhatott. Az irányítás innentől a probléma megoldásán dolgozott.
A második és harmadik keringés is hasonlóan telt, mint az első, vizuális megfigyelésekkel, a hibás fúvóka eltérítő hatásának manuális kompenzálásával. A folyamatos ellenkormányzás viszont túl sok hajtóanyagot emésztett fel, egy idő után hagyták sodródni az űrhajót. A harmadik keringés végén eljött a leszállás ideje. Az irányítás utasította Glennt, hogy az ún. leszálló csomag (egy bőrszíjakkal a hőpajzs alá erősített fékező rakétacsomag) leválasztását ne végezze el, hanem hagyja a helyén addig, míg a légkörbelépéskor keletkező hő magától elégeti és leválasztja azt, viszont így lehetővé téve, hogy a lehető legtovább rögzítve maradjon a hőpajzs, amikor már a légerők is a helyén tudták tartani. A megoldás működött, Glenn az aggodalmak ellenére sima leszállást mutatott be annak ellenére, hogy a leszálláskor az űrhajót nem sikerült stabilizálni a hajtóanyag idő előtti kifogyása miatt és a Friendship 7 messze a tervekben szereplő mértéken túli himbálózást produkált. Végül az űrhajó 4 óra 55 perc 23 másodperc repülés után szállt le az Atlanti-óceánra a Turks- és Caicos-szigetek közelében, 64 kilométerre a tervezett leszállási ponttól. Az űrhajóst a USS Noa romboló vette a fedélzetére.
A repülést követően John F. Kennedy elnök a Kiváló Szolgálatért Érdeméremmel tüntette ki Glennt.

#### Mercury–Atlas–7
A Mercury–Atlas–7 a NASA negyedik repülése volt emberrel a fedélzeten, egyben a második olyan, amelynek célja az űrhajó Föld körüli pályán való reptetése, három keringés teljesítése volt. A Vosztok–1 és –2, valamint a Mercury–Atlas–6 repülésekkel már korábban eldőlt, hogy az űrversenynek az első űrhajós világűrbe küldését célzó fejezete a Szovjetunió javára dőlt el, azonban az USA folytatni akarta a programot, részben bizonyítandó, hogy nem véletlen szerencse volt az első amerikai orbitális repülés, részben pedig további tapasztalatgyűjtés céljából, amely a minden korábbinál nagyobb cél, a Hold eléréséhez volt szükséges. A repülés célja annyiban minden esetre változott, hogy inkább tudományos jellegű feladatokat hajtson végre az űrhajós a kitűzött három keringés során, a Glenn számára tervezett mérnöki megfigyelésekkel, feladatokkal szemben. Az újonnan alakult Tudományos Feladatok és Kiképzések Ad Hoc Bizottsága az Ember az Űrben Programhoz bizottság öt új feladatot tervezett az űrhajós számára: egy színes ballon kiengedését az űrhajóból, amely a repülés során a Mercuryhoz kötve repült, folyadék viselkedésének megfigyelését egy lezárt üvegben a súlytalanságban, egy fénymérő használatát egy földfelszíni fényvillanás megfigyelésekor, meteorológiai fotók készítését egy kézi fényképezőgéppel és a légkör fénylésének tanulmányozását. A feladatok változásán túl az űrhajón is változtattak: a súlytakarékosság érdekében elhagytak néhány eszközt, amelyek felesleges túlbiztosításnak bizonyultak, vagy már nem szolgáltattak további adatot az előző repülésekhez képest, illetve változtattak a leszálló csomag vezetékezésén, hogy ne ismétlődjön meg a Mercury–Atlas–6 alatt tapasztalt probléma, amikor végig a repülésen azt hitték, hogy Glenn hőpajzsa idő előtt leválhat és az űrhajó elég a légkörbelépés során.
A repülésre kijelölt űrhajós személye körül nem várt bonyodalom bontakozott ki 1962 márciusában. A következő repülésre jelölt űrhajós Deke Slayton volt, akit még 1961. november 29-én nevezett meg Robert Gilruth nyilvánosan, egy sajtótájékoztatón. Korábban azonban Slaytonnál egy idiopatikus kamrai fibrilláció nevű szívrendellenességet fedeztek fel, amelyről megoszlott az orvosok véleménye, de a többlépcsős kivizsgálás végén nem ítélték az űrhajós tevékenységet akadályozónak a problémát. 1962 elején azonban James Webb, a NASA vezetője új vizsgálatot rendelt el, amely ismét ellentmondásos orvosi véleményeket hozott, de Webb egy háromfős, az USA legnagyobb szaktekintélyeiből álló orvoscsoport véleményét fogadta el, akik nem ítélték biztonságosnak a világűrbe bocsátani Slaytont, így 1962. március 15-én megszületett a döntést, hogy lecserélik az eredetileg kinevezett űrhajóst. Érdekes módon helyébe nem a hivatalosan kijelölt tartaléka, Wally Schirra, hanem Glenn korábbi tartaléka, Scott Carpenter lépett.

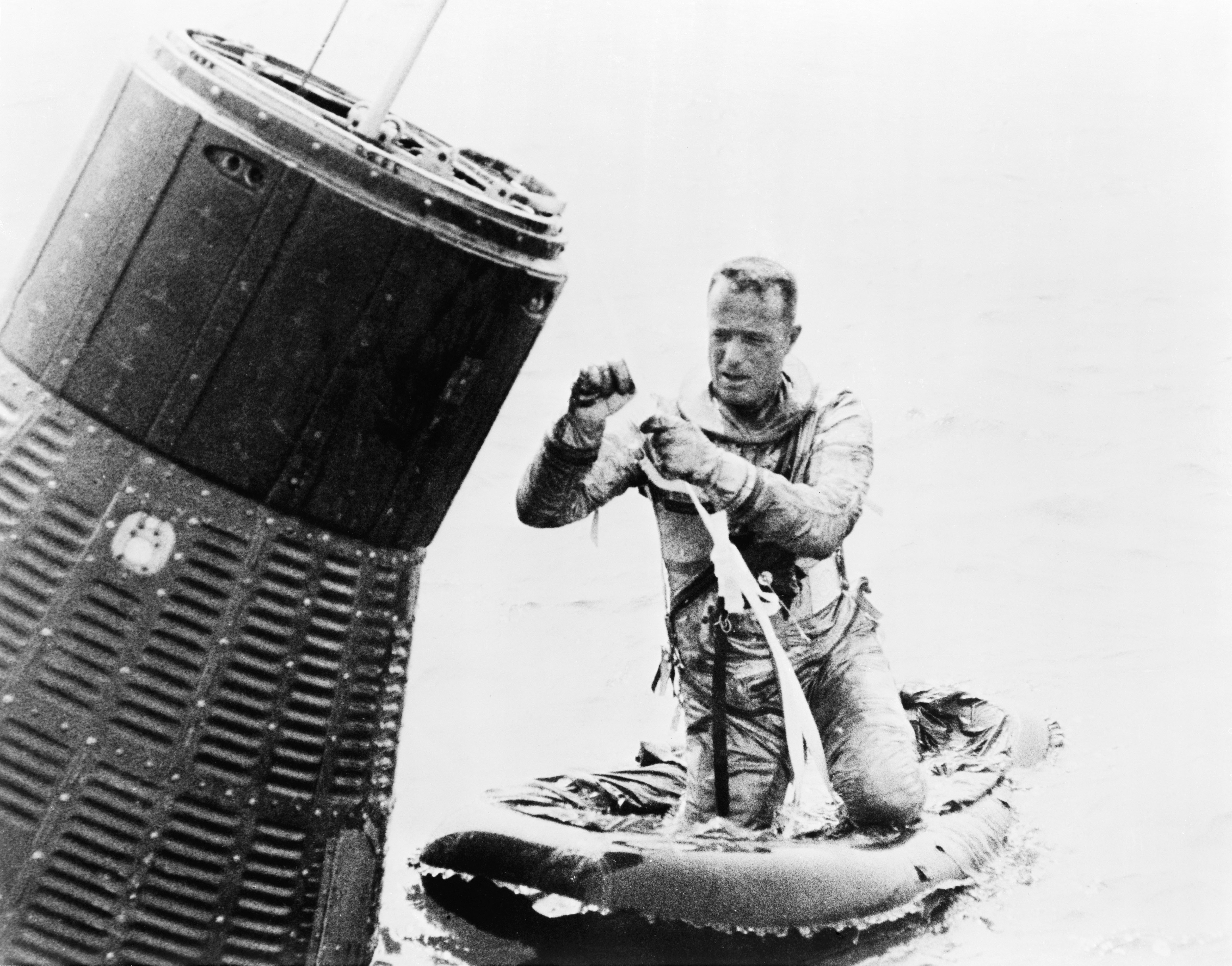
Scott Carpenter egy korábbi vizet érési gyakorlaton, a mentőcsónakban

Az utasától az Aurora 7 nevet kapott űrhajó 1962. május 24-én indult Cape Canaveral 14-es indítóállásából, helyi idő szerint 7.45:16-kor (12.45:16 UTC). Carpenter három keringést teljesített, közben a korábban tervezett kísérleteket végezte, illetve kipróbáltak egy újfajta űrhajós ételt is. Több kísérlet sikertelen lett (a földfelszínről indított világítórakéták megfigyelését a felhők akadályozták, a ballonos kísérletben a ballon nem fújódott fel megfelelően, a zsinórzata rátekeredett az űrhajóra) és az új étel sem vizsgázott jól, morzsálódott, ami a súlytalanságban problémák forrása lehetett. Emellett Carpenternek is problémái támadtak az űrhajó kezelésével. Általában a feladatokra szánt időkeret rövidebb volt a kelleténél, ez az űrhajós részéről kapkodáshoz vezetett, ami pedig hibákat szült. Felesleges üzemmódokat aktivált a kormányrendszeren, majd hagyta párhuzamosan működni az üzemanyagot feleslegesen fogyasztó rendszereket. Ennek eredményeképpen a tervezettnél jóval több üzemanyag fogyott, amely a visszatéréskori irányítást veszélybe sodorta.
A visszatérés lett a repülés legnagyobb problémáját hozó mozzanata. A légkörbe lépés előkészítése az űrhajó megfelelő pozícióba állításával kezdődött (a műveleti terv szerint 34 fokos állásszögbe kellett állítani a kabint), ám Carpenter ezt nem pontosan tette meg, így a fékezőrakéták nem a kívánt parabolapályára állították a Mercury-t, ráadásul Carpenter a korábban titokzatosnak tartott fénylő részecskék megfigyelése és az űrhajó oldalára fagyott dérként való azonosítása miatt késedelembe esett a fékező gyújtás beindításával, ami további eltérést okozott a röppályában a tervezetthez képest. A légköri fékezés szakasza problémamentesen sikerült, de a leszállás messze a tervezett ponttól sikerült. Carpenter a Turks és Caicos szigetektől nem messze, a várt leszállási ponttól viszont 405 kilométerre ért vizet az Atlanti-óceánon. A leszállás végső szakaszában a rádiókapcsolat is megszűnt az űrhajóssal, a leszállást közvetítő sajtó már az űrhajós elvesztésétől tartott híradásaiban. A leszállás után 1 óra 7 perccel fedezték fel és dobtak le egy békaembert az időközben az űrhajóból egy kis mentőtutajba kimászó Carpenterhez. Később megérkezett az őt és az űrhajót kiemelő helikopter is a helyszínre és 4 óra 15 perccel a leszállás után az USS Intrepid anyahajó fedélzetére tette az űrhajóst.
A repülés után Carpentert a NASA Kiváló Szolgálatért érdemérmével tüntették ki, ám a repülés kiértékelése során feltárt hibái miatt a későbbiekben már nem jelölték újabb repülésre.

#### Mercury–Atlas–8
A Mercury–Atlas-8 volt a Mercury-program ötödik repülése űrhajóssal a fedélzetén. Egyúttal ez volt a harmadik olyan repülés, amelyen Föld körüli pályára sikerült állítani egy űrhajót. A repülés Sigma 7 néven is ismert, mivel az űrhajó parancsnoka (élve ez irányú előjogával) ezt választotta rádió hívójelként. A Mercury űrhajó 1962. október 3-án startolt Cape Canaveral 14-es indítóállásáról, fedélzetén Wally Schirra űrhajóssal, a haditengerészet berepülőpilótájával, az Eredeti Hetek tagjával.
A repülés 9 óra 13 perc 11 másodpercig tartott hat Föld körüli fordulatot teljesítve. Ezzel lényegében megduplázták az előző két Mercury repülés teljesítményét, bár a tervek eredetileg hét keringéssel számoltak, ám a tengerekre kirendelhető mentőkapacitás véges volta és az e miatti optimalizálás miatt csökkent a végső repülési terv hat fordulatra. Az űrhajó 285×153 kilométeres ellipszispályán repült, az egyes keringéseket 89 perc alatt megtéve.
Schirra számára a NASA olyan műveletsort dolgozott ki, amelynek fő célja a manőverezésre szánt hajtóanyaggal való minél nagyobb takarékosság volt. Ennek érdekében sokat haladt az űrhajó korrekció nélkül, sodródva (Schirra szavai szerint "Csimpánz-üzemmódban"), illetve, amikor az űrhajós irányította manuálisan kormányhajtóműveket, akkor is a legnagyobb takarékosság volt a műveletek fő célja. Az út legnagyobb részében az űrhajó automatikus vezérlőrendszerét tesztelték . Az űrhajós eközben csillagok pozícióján alapuló navigációs kísérleteket végzett. A műveletek – Schirra űrruhája hőmérséklet szabályozásának kezdeti problémáit leszámítva – tökéletesre sikeredtek, az űrhajó minden korábbi repüléshez képest kevesebb manőverező hajtóanyagot fogyasztott.
A repülés lezárásaként első ízben történt leszállás a Csendes-óceánra (közel a dátumválasztó vonalhoz a Midway-szigeteknél). Az első hosszabb távú amerikai űrmissziót a leszállást követő elemzés egyben az első, minden részletében hibátlan Mercury-repülésként értékelte. A leszállás után Schirra megkapta az elnöktől a Kiváló Szolgálatért érdemrendet,

#### Mercury–Atlas–9
A Mercury–Atlas–9 a Mercury-program utolsó repülése volt 1963. május 15-én. A NASA először lépte át az egy napos időhatárt a végül 34 óra 19 perc 49 másodperces, 22 Föld körüli keringést számláló repüléssel. A Faith 7 hívójelű űrhajó utasa Gordon Cooper – az Eredeti Hetek utolsó, még nem repült és egészségügyi problémáktól is mentes űrhajósa – volt, aki számos problémát megoldva mintaszerű repülést hajtott végre. A küldetés hosszabb volt, mint az azt megelőző összes Mercury repülés együttvéve.
Az űrhajót kisebb áttervezésnek és átalakításnak kellett alávetni a gyártó McDonnell repülőgépgyárnál, hogy alkalmas legyen a meghosszabbított repülési idő támasztotta követelményeknek. A NASA eredetileg egy 18 keringéses repülést tervezett,. majd fél évvel a start előtt dőlt el, hogy végül 22 keringésre küldik az űrhajót és utasát. Ekkor jelölték ki Gordon Coopert (és tartalékául Alan Shepardot) a repülésre. A felszállásra végül 1962. május 15-én – egy elhalasztott május 14-i startkísérletet követően – került sor. A pályára állás tökéletes volt, majd következett a tudományos program, egy nanoműhold pályára állítása, a rajta, vagy a Föld különböző pontjain elhelyezett fényforrások megpillantása, sugárzásmérések, orvosi mérések, meteorológiai fotók készítése. Cooper volt az első amerikai, akinek alvási periódust is előírtak a repülésen belül, amely az űrhajós izgalma miatt nem sikerült zökkenőmentesre.
A repülés legbonyolultabb része a 19. keringés táján jelentkezett, az űrhajó egyes rendszerei elkezdték felmondani a szolgálatot. Ennek hatására Cooper elvesztette az automatika által irányított visszatérés képességét és neki magának kellett kézi irányítással kiviteleznie a leszállást (a kézi módszer az automatához viszonyítva összehasonlíthatatlanul pontatlanabb volt, ami veszélyes helyzetet teremtett). Ennek ellenére Cooper tökéletes leszállást mutatott be a Csendes-óceánon az érte küldött mentőcsapatok közelségében.
A Mercury-program presztízsveresége végül teljes lett, mert ez a repülés jelentette a program csúcsteljesítményét, míg a Szovjetunió már 1962. augusztus 11-én felbocsátotta a Vosztok–3-at, majd egy nappal később a Vosztok–4-et, amely űrhajók 65, illetve 48 keringést teljesítettek egy szimultán repülés során, amely teljesítménytől messze elmaradt a Mercury űrhajók és űrhajósok teljesítménye.

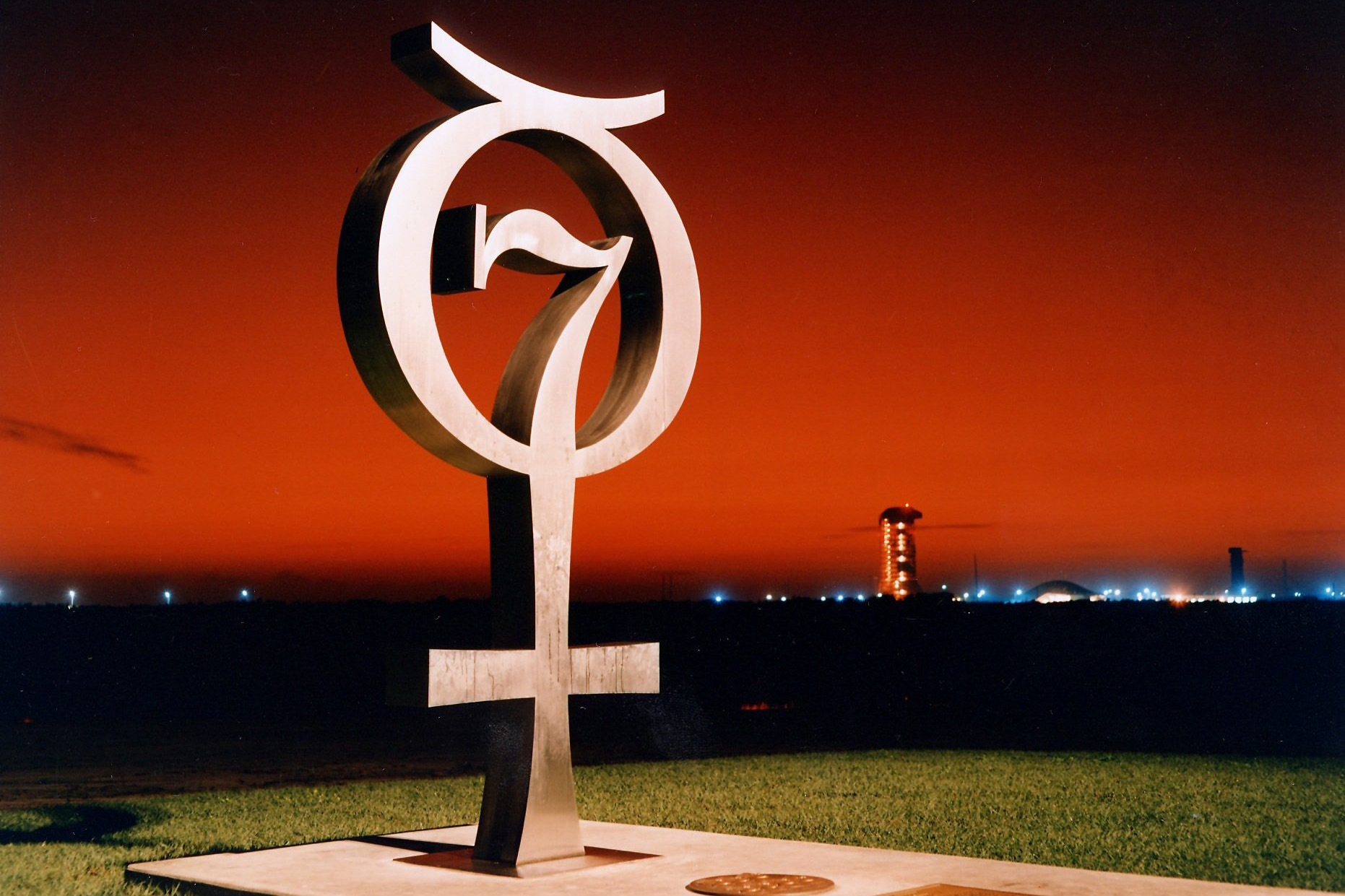
A Mercury-program emlékműve a Kennedy Űrközpontban

## Leszállóhelyek
| Leszállóhelyek / Cape Canaveral Hawaii Freedom 7 Liberty Bell 7 Friendship 7 Aurora 7 Sigma 7 Faith 7 |

## Szovjet teljesítmények
A Mercury-program megértéséhez, a teljesítmények értékeléséhez a Vosztok-program jelent egyfajta viszonyítási pontot. Miközben Eisenhower elnök meghirdette a Nemzetközi geofizikai év amerikai attrakciójának szánt műholdat, egyben útjára bocsátott egy furcsa versengést, amelyben az amerikai és szovjet csúcstechnika csapott össze. A műholdak tekintetében folyton a szovjetek bocsátották fel a fontos mérföldkőnek számító űreszközöket (az első műholdat, az első élőlényt, az első Holdat elérő űrszondát stb.), az amerikaiak csak kullogtak a szovjet teljesítmények mögött. A Mercury-program ennek a helyzetnek a megfordítását célozta és kapott is magának egy versenytársat a szovjet Vosztok–program képében (bár a Vosztok-programot a szovjetek teljes titokban készítették elő, sem a nevét, sem a várható teljesítményeket nem hozták nyilvánosságra).
Az első ember űrbe bocsátásáért folyó versenyben azonban – hiába a Mercury erőfeszítések – az amerikaiak ismét veszítettek. 1961. április 12-én – amikor javában folytak az első Mercury űrugrás előkészületei – a Szovjetunió Föld körüli pályára állította a Vosztok–1 űrhajót, fedélzetén a világ első űrhajósával, Jurij Gagarinnal. A Vosztok–1 egy keringésig tartó útja ráadásul messze meghaladta az amerikai képességek felső határát jelentő szuborbitális űrugrást, és mindjárt az első (bejelentett) kísérletre orbitális repülést teljesítettek a szovjetek általa. Az amerikai cél, az első ember világűrbe juttatása ismét elveszett, mielőtt a közvélemény előtt bármiféle sikert be tudtak volna mutatni a Mercury csapat részéról, a szovjetek ismét learatták az elsőség diadalát.
Tovább tetézte a bajt, amikor Gagarin repülésére válaszul nagy nehezen felmutatták Alan Shepard, majd Gus Grissom soványka űrugrásait, 1961. augusztus 6-án a szovjetek felbocsátották a Vosztok–2-t, fedélzetén German Tyitovval, aki több mint egy teljes napig keringett a világűrben. Aztán 1962. augusztus 11–15. között a Mercury program újabb mélyütést kapott az ellenfelétől, amikor előbb a Vosztok–3 startolt, majd rövidesen a Vosztok–4 indult az űrbe, és Andrijan Nyikolajev, valamint Pavel Popovics a világ első szimultán űrrepülését mutatta be, 5 km közelségbe kormányozva egymáshoz a két űrhajót. Ráadásul a két szovjet űrhajós – Tyitov űrrekordját is messze megdöntve – 3 illetve 4 napot töltöttek az űrben, míg ekkor a Mercury-program John Glenn és Scott Carpenter 3 keringéses, pár órás repülésénél tartott. 1963. május 15-én a Mercury-program elért a csúcspontjára, amikor Gordon Cooper repülésével másfél napot töltött fenn amerikai űrhajós az űrben, ám a szovjetek egy hónapra rá még nagyobb űrszenzációval állt elő: 1963. június 14-én felbocsátották a Vosztok–5-öt, fedélzetén Valerij Bikovszkijjal, ami önmagában még nem lett volna kiemelkedő dolog, ám két napra rá elstartolt a Vosztok–6, fedélzetén Valentyina Tyereskovával, a világ első női űrhajósával. A két űrhajós 3, illetve 5 napig repült az űrben (3 napig szimultán), tovább hosszabbítva az űrrepülés időtartam rekordját.
A fenti tények ismeretében elmondható, hogy a Mercury-program az elé tűzött célt nem váltotta be, és teljesen alulmaradt a vetélytárs szovjet Vosztok-programmal szemben.

## A program lezárása

### Mercury-Atlas–10

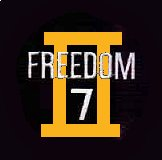
A repülés lehetséges logója

Előre lefektetett repülési tervek nem voltak a program során, azonban az erőforrás-allokáció (rakéták és űrhajók gyártása és hozzárendelése konkrét repülésekhez) során egy nyolcadik (vagy ha csak az orbitális repüléseket tekintjük, hatodik) repülésről is szó volt Mercury–Atlas–10 jelöléssel. A gyártó McDonnelltől érkező 15-ös gyári sorozatú űrhajót szánták egy hosszú távú – először egy teljes napos – repülésre, amely a szükséges átalakítások után 1962. november 16-án érkezett Cape Canaveralre. A Mercury-Atlas–8 repülés után felmerült, hogy a szovjetek Vosztok–3 és Vosztok–4 szimultán repülésének mintájára a Mercury-Atlas–10 – és annak tartalék űrhajójául szánt kapszula Mercury-Atlas–11 jelzéssel – felhasználásával szintén szimultán repülésre kerüljön sor. Azonban ez csak ötlet maradt, a repülés előkészítése továbbra is egynapos, egyedüli útként folyt tovább. 1963 elején felvetődött, hogy a repülés idejét terjesszék ki három naposra, nemhivatalosan a pilótát is megnevezték, Alan Sheparddal elölről kezdődött volna a rotáció az Eredeti Hetek között, nemhivatalos források a repülés jelét is megnevezték: Freedom 7 II.
1963 áprilisában azonban megváltoztak a jövőbeli Mercury-tervek, és a NASA kommunikációjában egyre inkább a Mercury–Atlas–9-et nevezte a program csúcspontjának. 1963. május 11-én a NASA végül teljesen kizártnak nevezte az újabb repülést. Kennedy elnök ekkor a NASA belátására bízta az ügyet, akik végül 1963 nyarán úgy döntöttek, hogy nem pazarolják a forrásokat az újabb repülésre, hanem a Gemini- és Apollo-programokra koncentrálnak.

### Gemini-program
Eredetileg még a Mercury-program kezdeti szakaszában, 1961-ben foglalkozott a NASA a folytatás kérdésével, és a vezetés arra jutott, hogy az egy embert Föld körüli pályára állító repüléseket kétszemélyes űrhajóval kell folytatni. 1961 végén a NASA keretein belül működő Space Task Group kapta a feladatot, hogy a Mercury-program utáni idők űrprogramjaira (különös tekintettel az induló holdprogramra – az Apollo-programra – terveket dolgozzon ki, illetve képviselje a NASA-t az űreszközök kialakítását végző repülőgép-ipari gyártóknál. Így ez a csoport tette le a Mercury utáni folytatás elméleti alapjait. A kezdeti tervek a Mercury űrhajók továbbfejlesztéséről szóltak: munkanéven „kétemberes Mercury”, „továbbfejlesztett Mercury”, „Mercury Mark II”, vagy egyszerűen „Mark II” néven emlegettek egy lehetséges új programot. Azonban a holdrepülések által felvázolt igények, úgymint az űrhajók manőverezőképessége, az űrrandevú és dokkolás iránti igény olyan nagymérvű változásokat jelentettek, hogy elrugaszkodtak a Mercury technikai alapjaitól, és teljesen új alapokat fektettek le, de természetesen felhasználva a Mercury-val szerzett tapasztalatokat. A program Alex P. Nagy, a NASA magyar származású helyettes tájékoztatási igazgatója javaslatára új nevet és új technikai tartalmat kapott. A Gemini-programot, az Apollo-program előkészítő társprogramjaként 1961. december 7-én Robert Gilruth, a Space Task Group feje jelentette be. Két és fél éves tervezési, előkészítő időszak után a Gemini–1 ember nélküli tesztrepülésével 1964. április 8-án indult útjára.

### Magyar oldalak
- Egy amerikai a világűrben: 45 éve repült az első Mercury űrhajó (1. rész)
- Egy amerikai a világűrben: 45 éve repült az első Mercury űrhajó (2. rész)

### Külföldi oldalak
- A Mercury-program hivatalos honlapja (Kennedy Space Center)
- Project Mercury Drawings and Technical Diagrams Archiválva 2010. július 12-i dátummal a Wayback Machine-ben
- Technical Diagrams and Drawings
- Heroes in a Vacuum: The Apollo Astronaut as Cultural Icon